# Agaricomycetes
Agaricomycetes  este o clasă din subdiviziunea Agaricomycotina, a încrengăturii Basidiomycota în subregnul Dikarya și Regnul Fungi. Cu aproximativ 98% din speciile descrise formează cea mai mare clasă de ciuperci din diviziunea basidiomicetelor. Datorită corpurilor fructifere bine vizibile, cu pălărie și în cele mai multe cazuri cu picior, speciile ordinului se numără printre cele mai cunoscute ciuperci.

## Istoric
Bazând pe ceasul molecular determinat prin Secvențierea ADNse estimează că  clasa Agaricomycetes are o vârstă de aproximativ 290 milioane de ani, adică cu rădăcini încă în Permian.
O studie asupra 5.284 de genomi a dovedit următoarele date de evoluție, începând din timpul perioadei geologice în mezozoic:
- Agaricomycetidae  (192-174 milioane de ani)
- Cantharellales  (251-144 milioane de ani)
- Agaricales  (182-160 milioane de ani)
- Hymenochaetales  (180-130 milioane de ani)
- Boletales  (153-133 milioane de ani)

Clasa a fost determinată de microbiologul rusesc Alexandr Borissovici Doweld în cartea sa Prosyllabus Tracheophytorum, Tentamen systematis plantarum vascularium din 2001.

## Habitat
Aproape toate speciile sunt terestre care apar într-o gamă largă de medii în care majoritatea funcționează ca descompunători saprofiți, în special de lemn. Cu toate acestea, unele specii sunt patogene sau parazitare, iar altele simbiotice, adică mutualiste (mutualism = interacțiunea dintre două feluri de organisme), printre care se numără și simbionții ecto-micorizali importanți ai copacilor de pădure. Discuțiile generale privind formele și ciclurile de viață ale acestor ciuperci sunt dezvoltate în articolul despre ciuperci, în tratamentele diferitelor ordine și în conturile individuale de specii. Unele soiuri sunt chiar și acvatice, dar cu o participare de mai puțin de 1 %.

## Descriere
Toți membrii acestei clase produc bazidiocarpi și variază de la păhăruțe mici (Ceraceomyces sublaevis sin. Corticium sublaeve Bres.) sau ciuperci de putregai de câțiva milimetri, ca de exemplu Athelia neuhoffii sin. Corticium neuhoffii Bres. până la, de exemplu, doi Polyporus giganți, Phellinus ellipsoideus sin. Fomitiporia ellipsoidea mai mare de câțiva metri și cântărind până la 500 de kilograme și Rigidoporus ulmarius cu un diametru de până la 1,5 m și o greutate de nu rar peste 300 kg sau Armillaria ostoyae, răspândită (subteran) peste 900 de hectare, cu o greutate de aproximativ 600 de tone și o vârstă de 2.400 de ani. Ea reprezintă cel mai mare organism cunoscut din lume.
Este cel mai dezvoltat grup de ciuperci, pentru care o formare de basidii (cu 2-8, în mod normal 4 sterigme) ca sporanguri în reproducerea sexuală (teleomorfă) este caracteristică. Meiosporii se formează la ele deschis. Răspândirea vegetativă se realizează printr-un miceliu ramificat cu unul sau două nuclee din hife septate (pătrunse de pereți despărțitori) în mod regulat sau prin celulele de germeni.

## Sistematică
Agaricomycetes se disting de alte clase prin caracteristici biologic-moleculare cum sunt secvența ARN-ului ribozomal și analizele proteinelor. Grupul este monofiletic.
Se deosebesc următoarele subclase și ordini conținuși în ele:
| - Agaricomycetidae - Agaricales (32 familii, peste 410 genuri) - Amylocorticiales (1 familie, 14 genuri) - Atheliales (1 familie, 22 genuri) - Boletales (16 familii, peste 95 genuri) - Lepidostromatales (1 familie, 3 genuri) - Phallomycetidae - Geastrales (1 familie, 8 genuri) - Gomphales (1 familie, 17 genuri) - Hysterangiales (5 familii, 18 genuri) - Jaapiales (1 familie, 1 gen) - Lepidostromatales (3 familii, 18 genuri) - Phallales (2 familii, 26 genuri) | - Incertae sedis - Auriculariales (7 familii, peste 30 genuri) - Cantharellales (7 familii, 39 genuri) - Corticiales (3 familii, peste 30 genuri) - Gloeophyllales (1 familie, 7 genuri) - Hymenochaetales (3 familii, peste 50 genuri) - Polyporales (21 familii, peste 300 genuri) - Russulales (12 familii, peste 80 genuri) - Sebacinales (1 familie, 8 genuri) - Stereopsidales (1 familie, 2 genuri) - Thelephorales (2 familii, 18 genuri) - Trechisporales (1 familie, 15 genuri) |

## Galerie de imagini

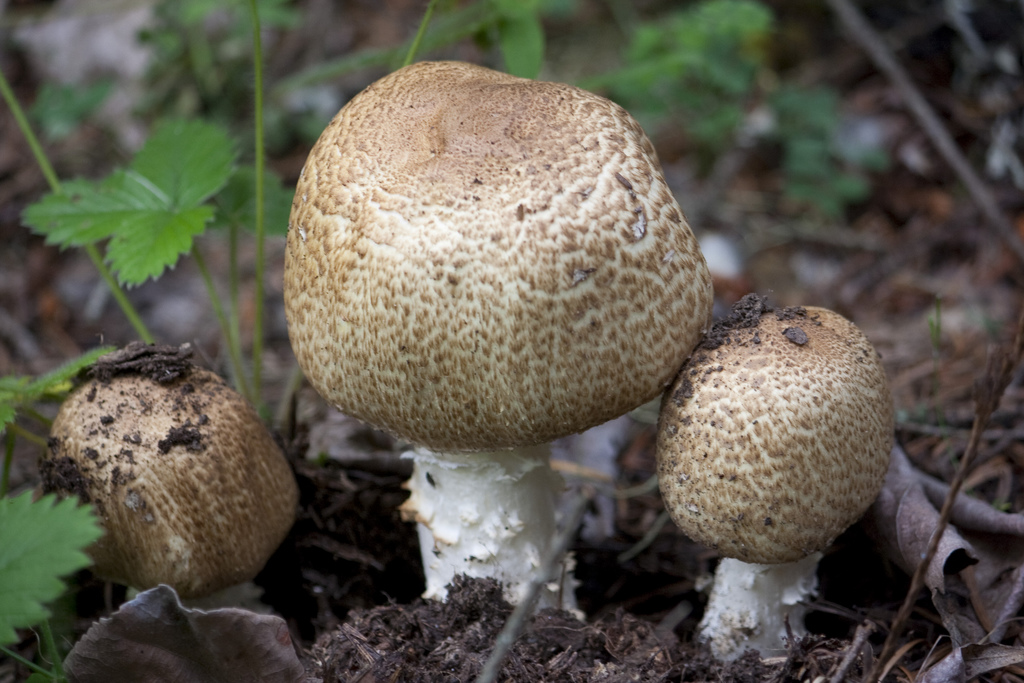
Agaricus augustus
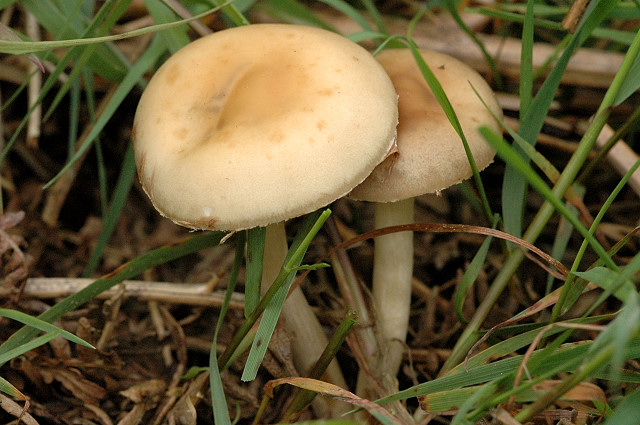
Agrocybe praecox
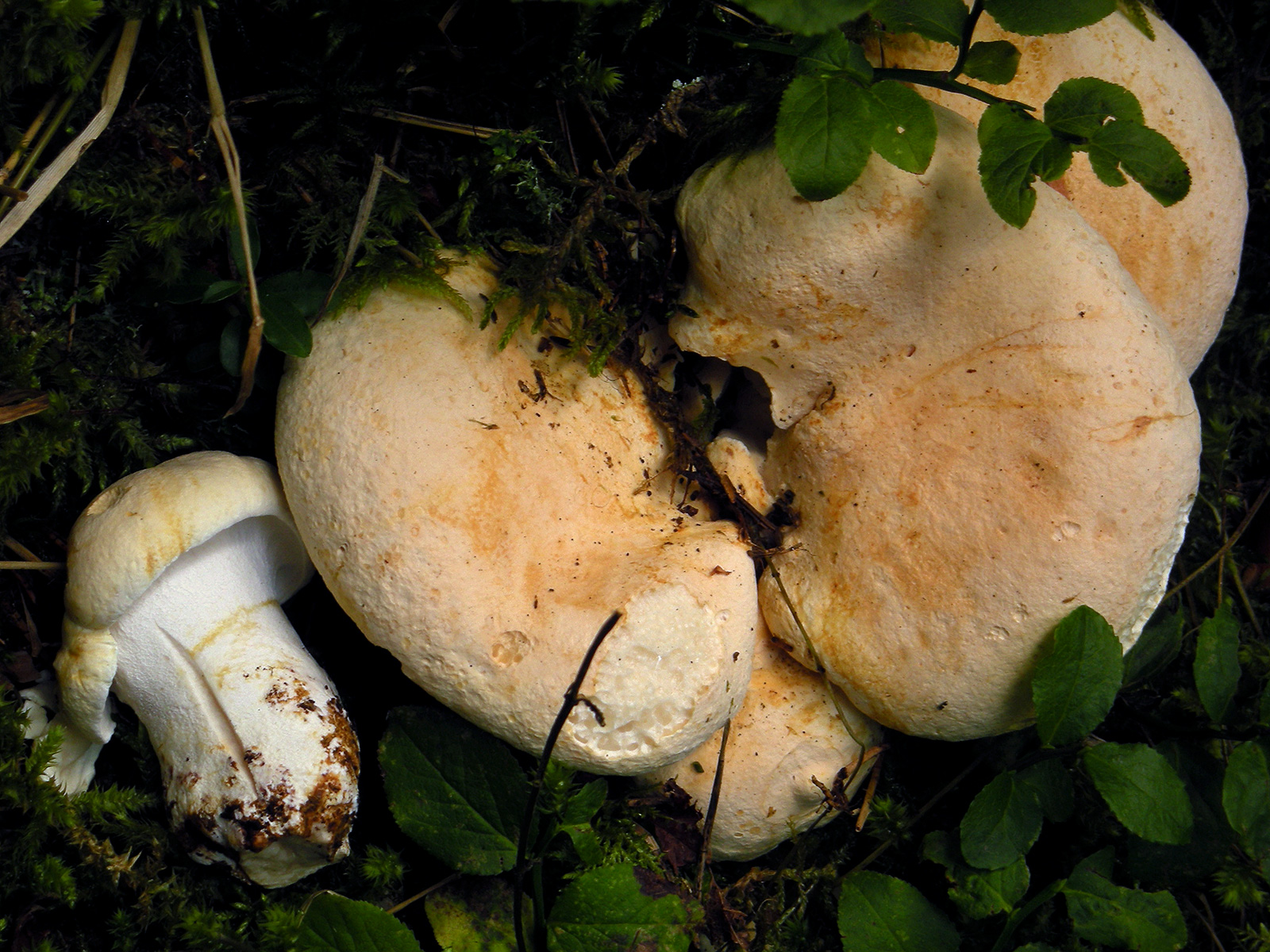
Albatrellus confluens
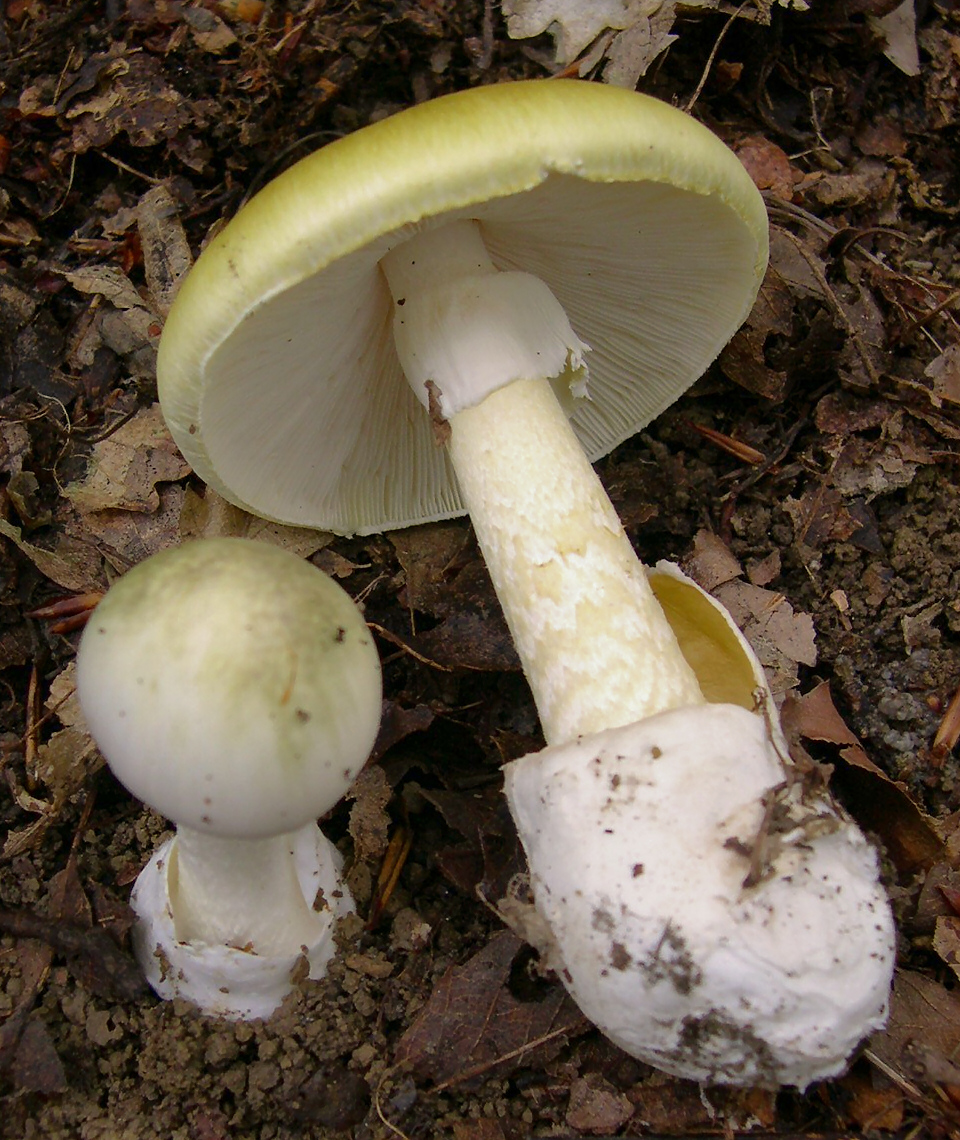
Amanita phalloides
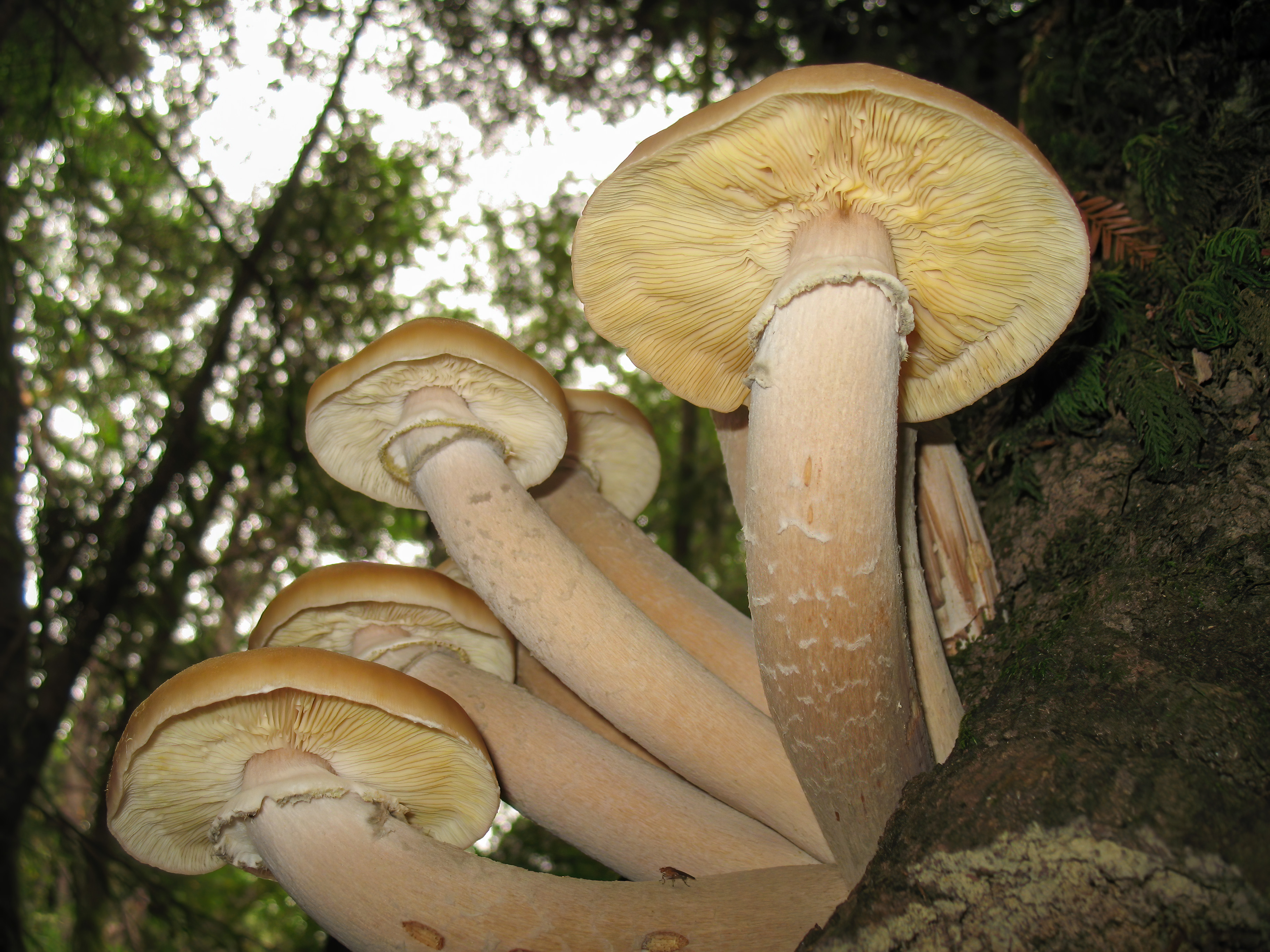
Armillaria ostoyae
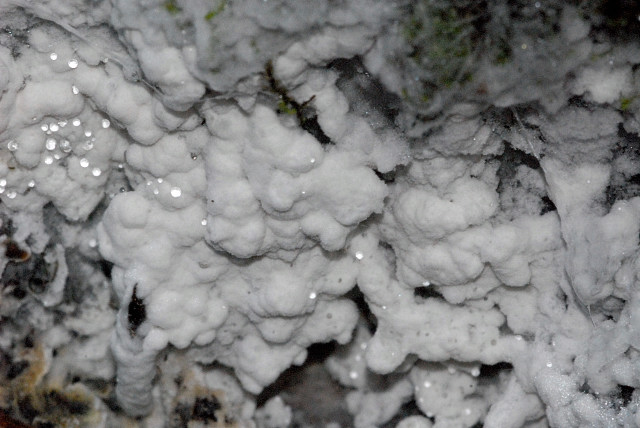
Athelia neuhoffii
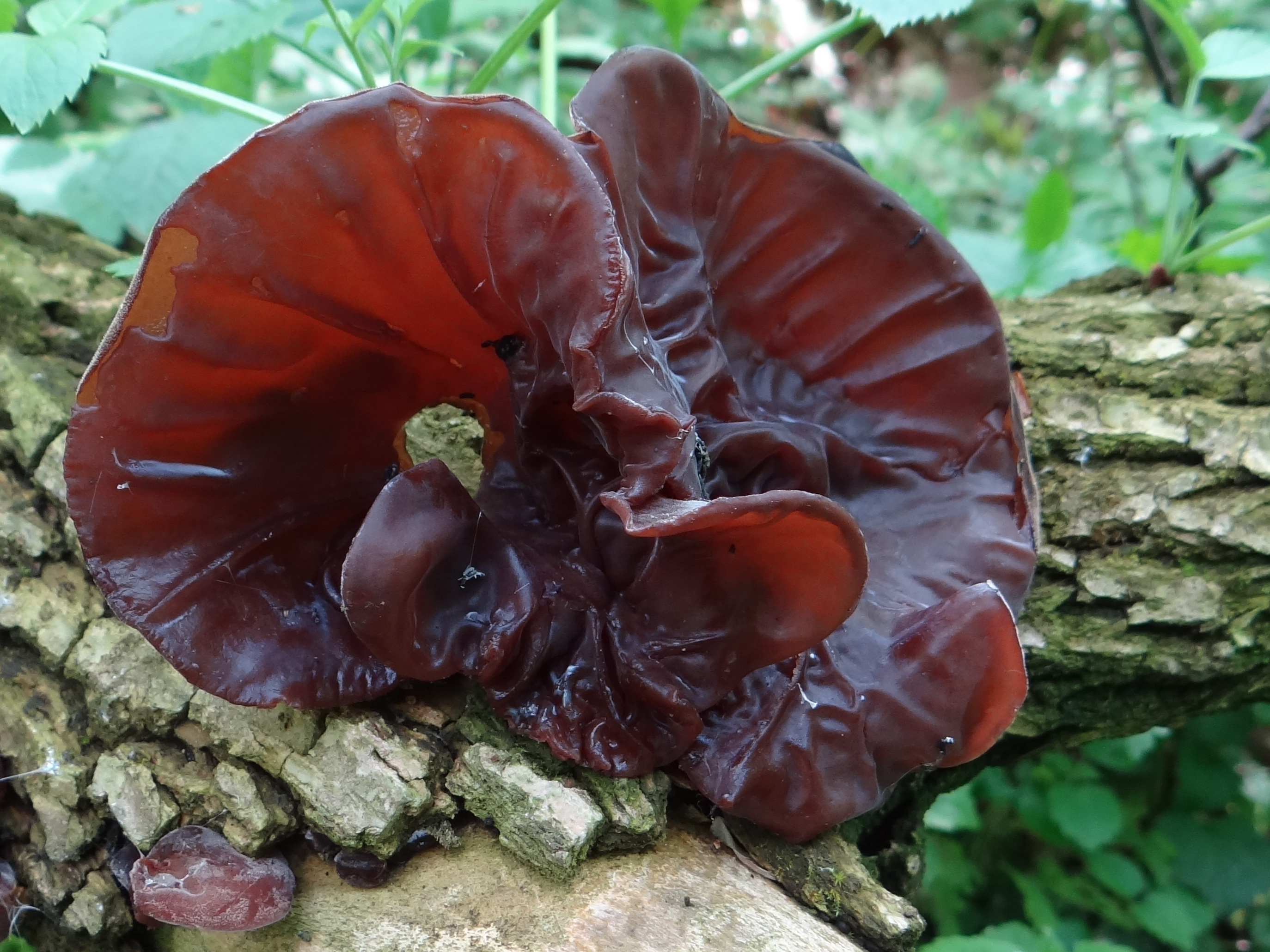
Auricularia auricula-judae
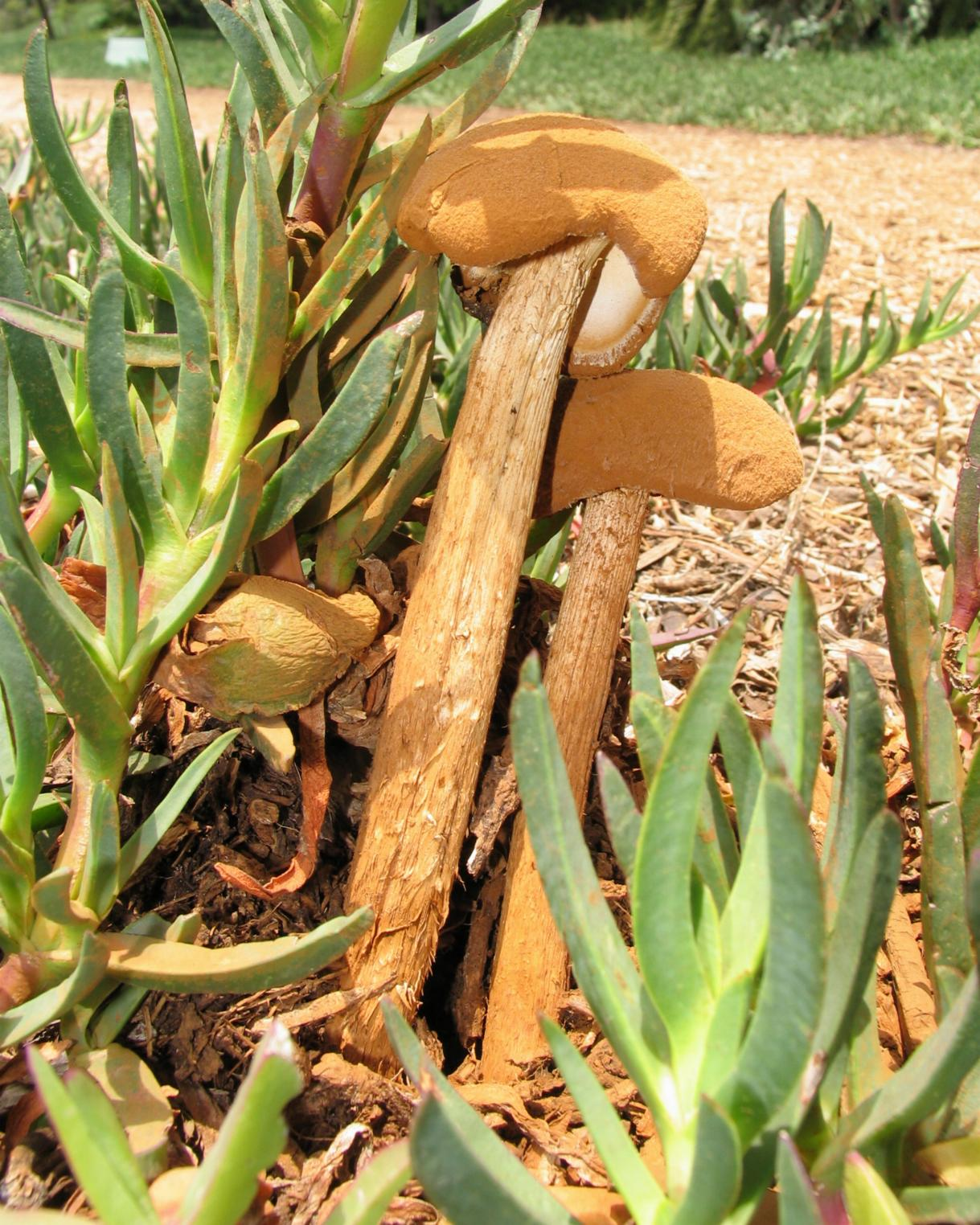
Battarrea phalloides
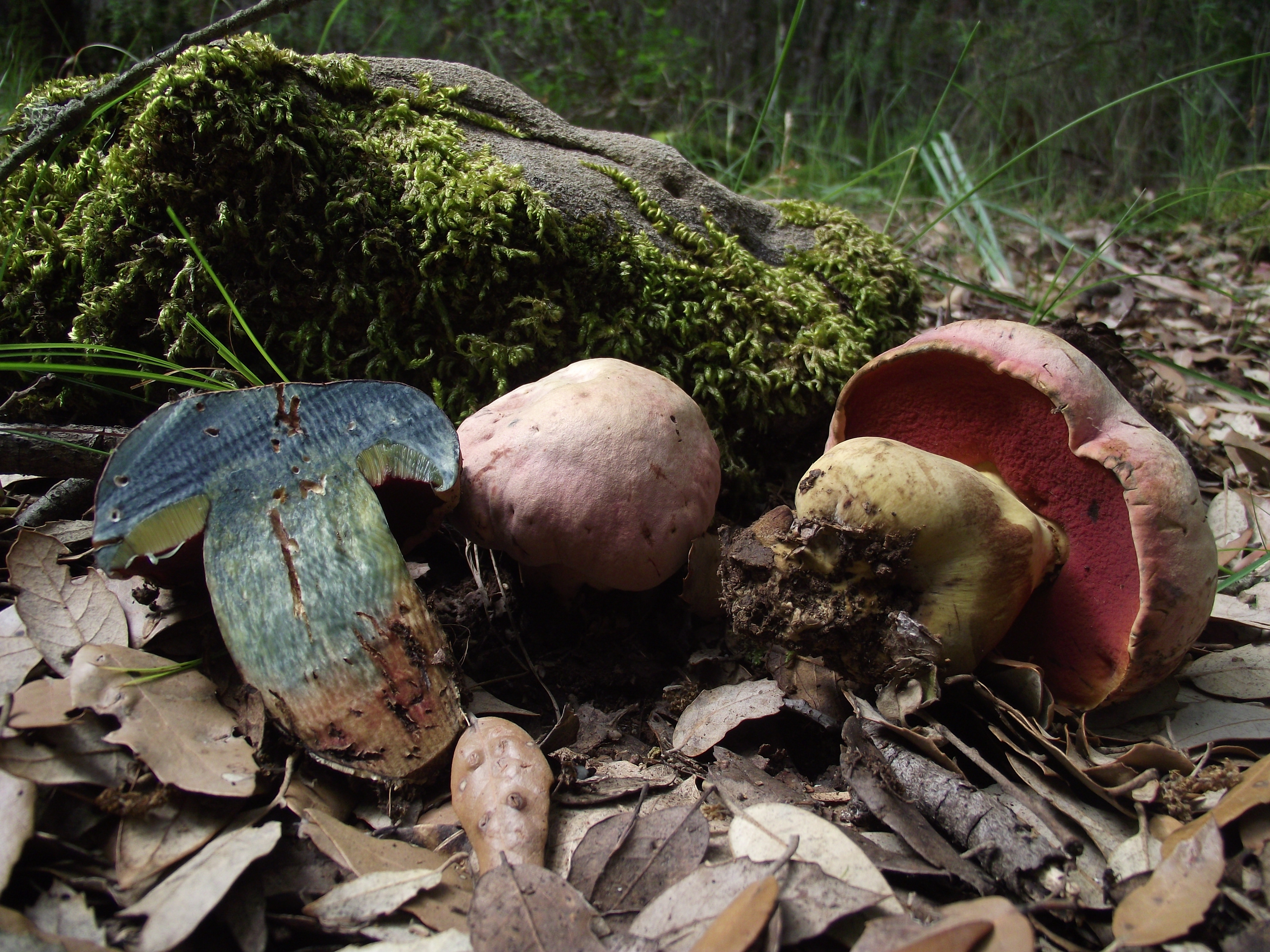
Boletus lupinus
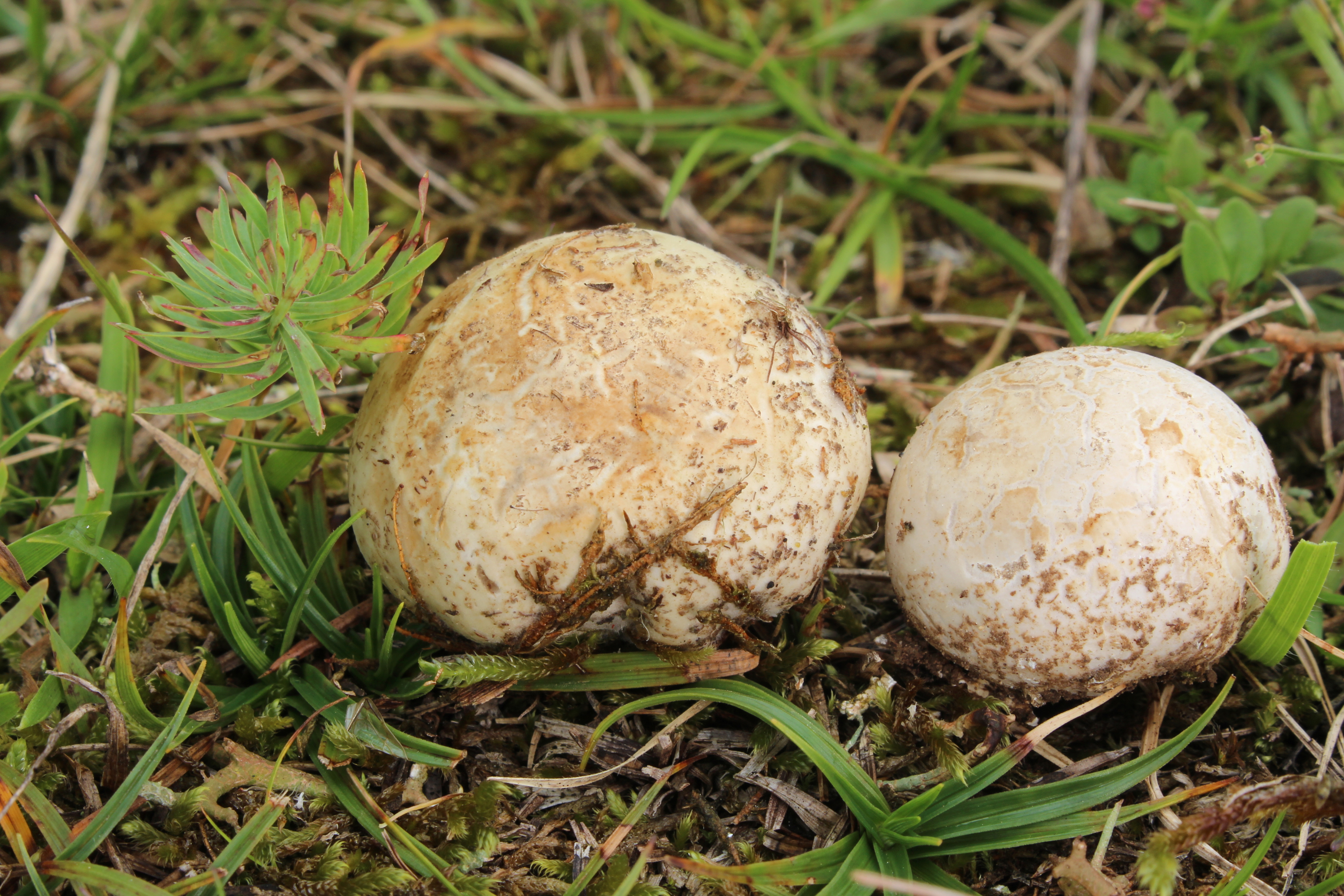
Bovista plumbea
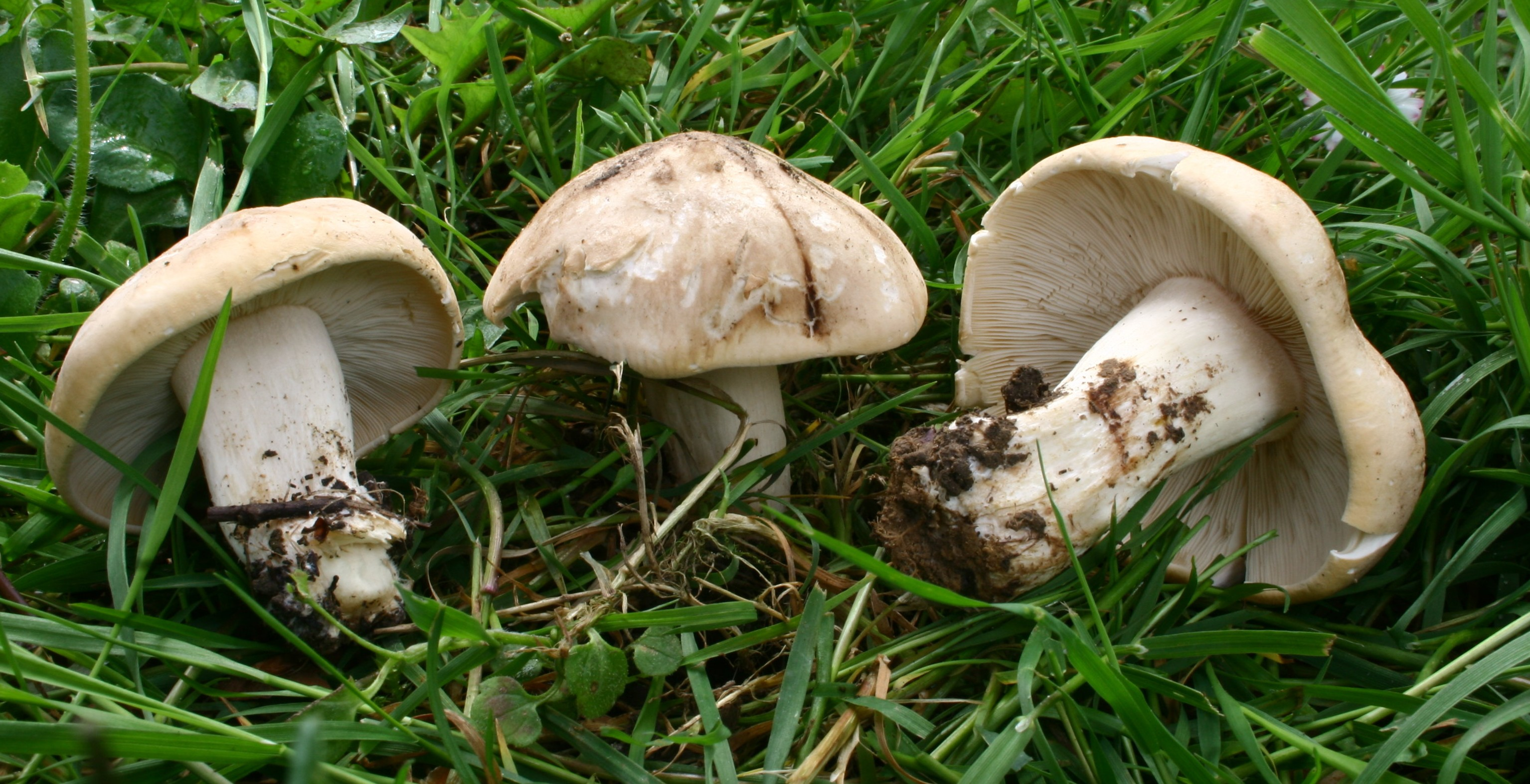
Calocybe gambosa
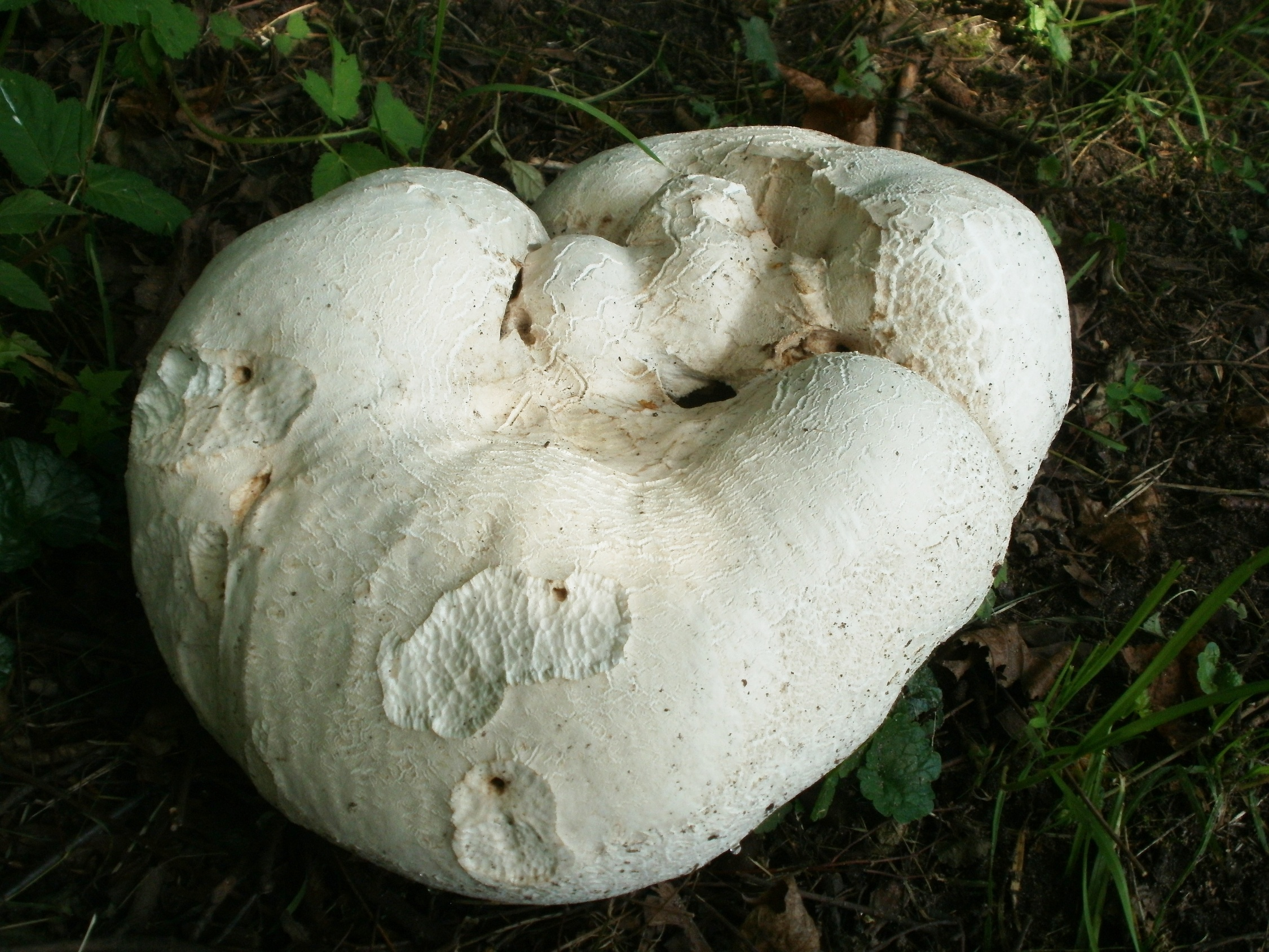
Calvatia gigantea
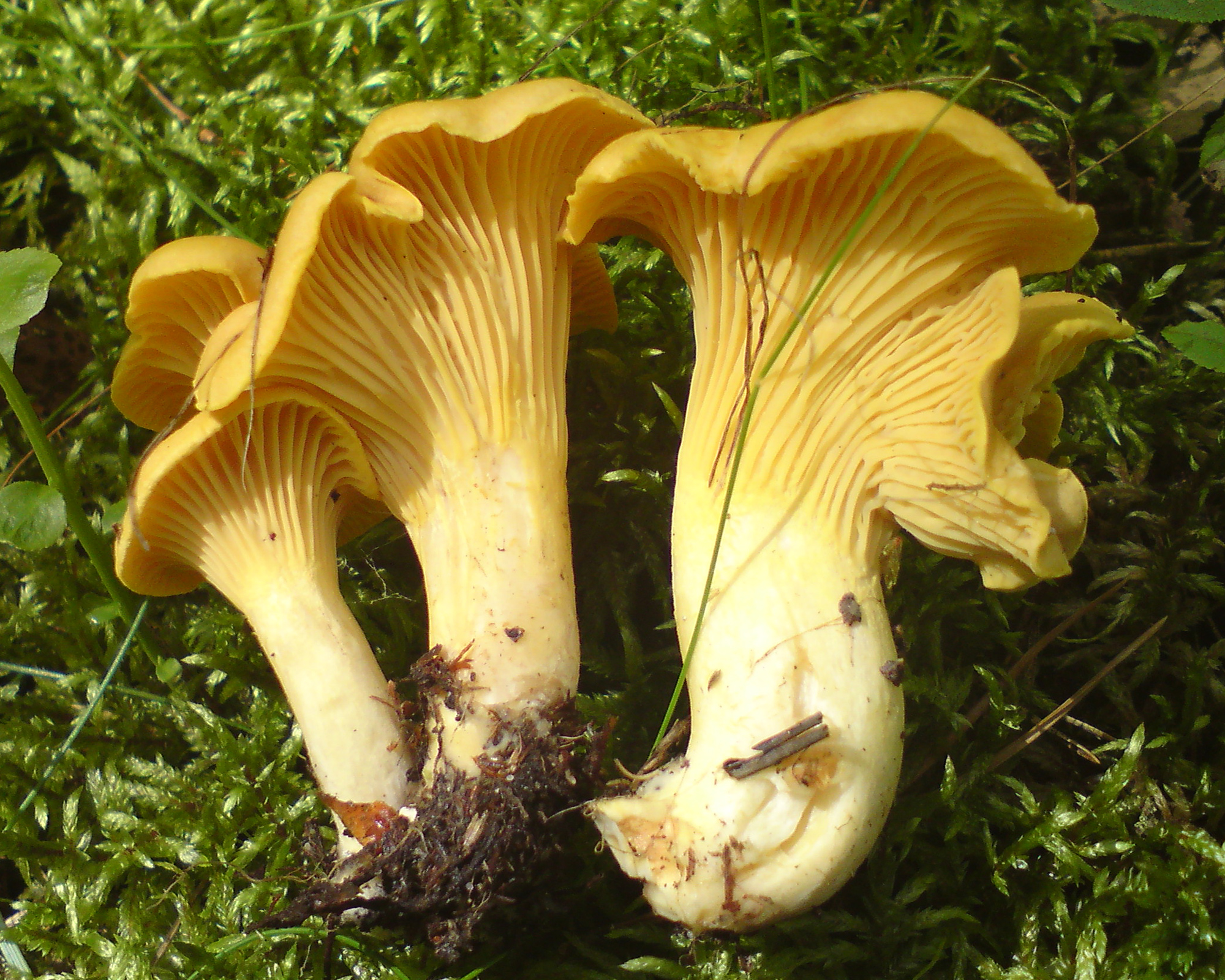
Cantharellus cibarius
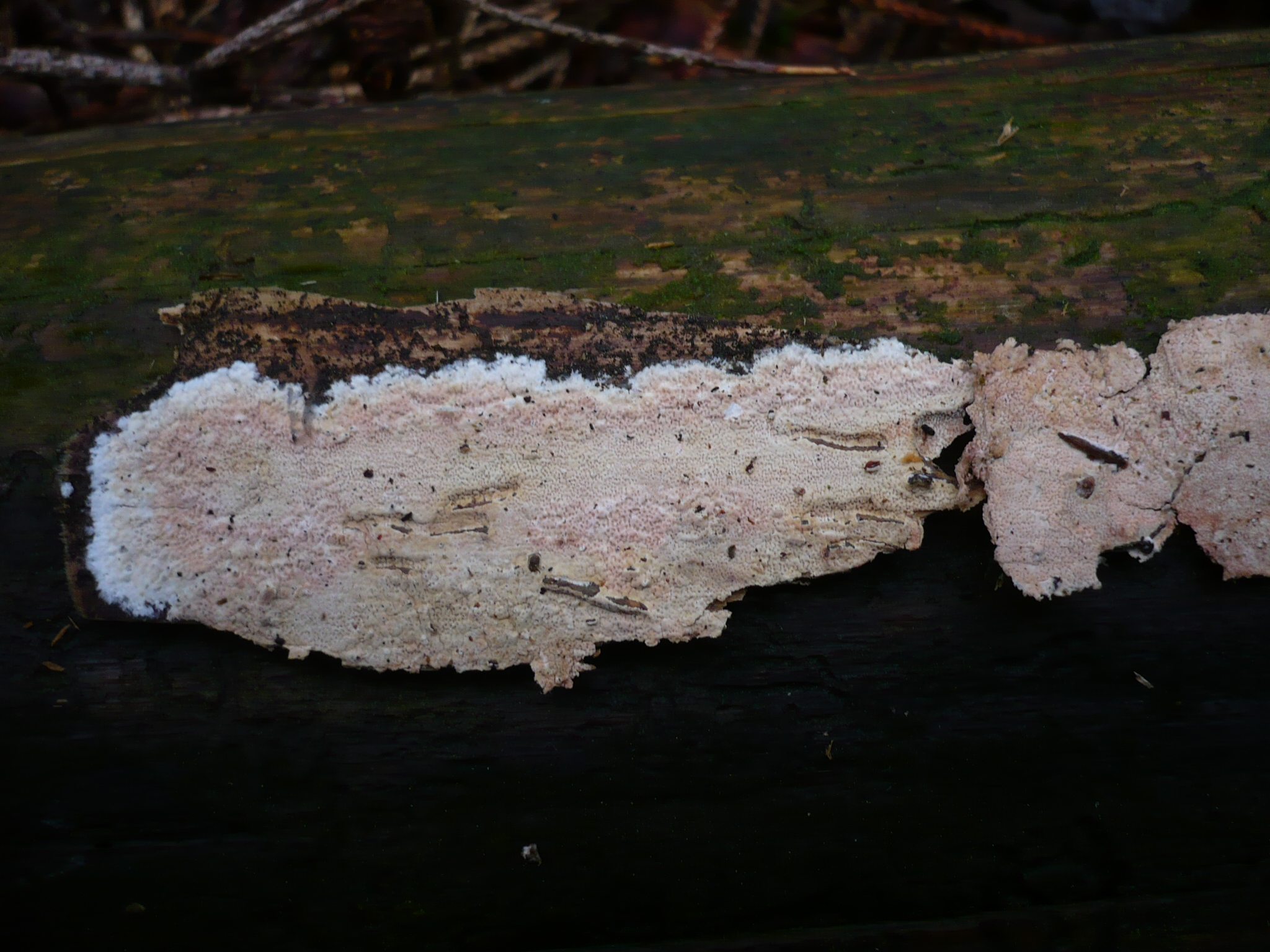
Ceraceomyces sublaevis sin. Corticium sublaeve
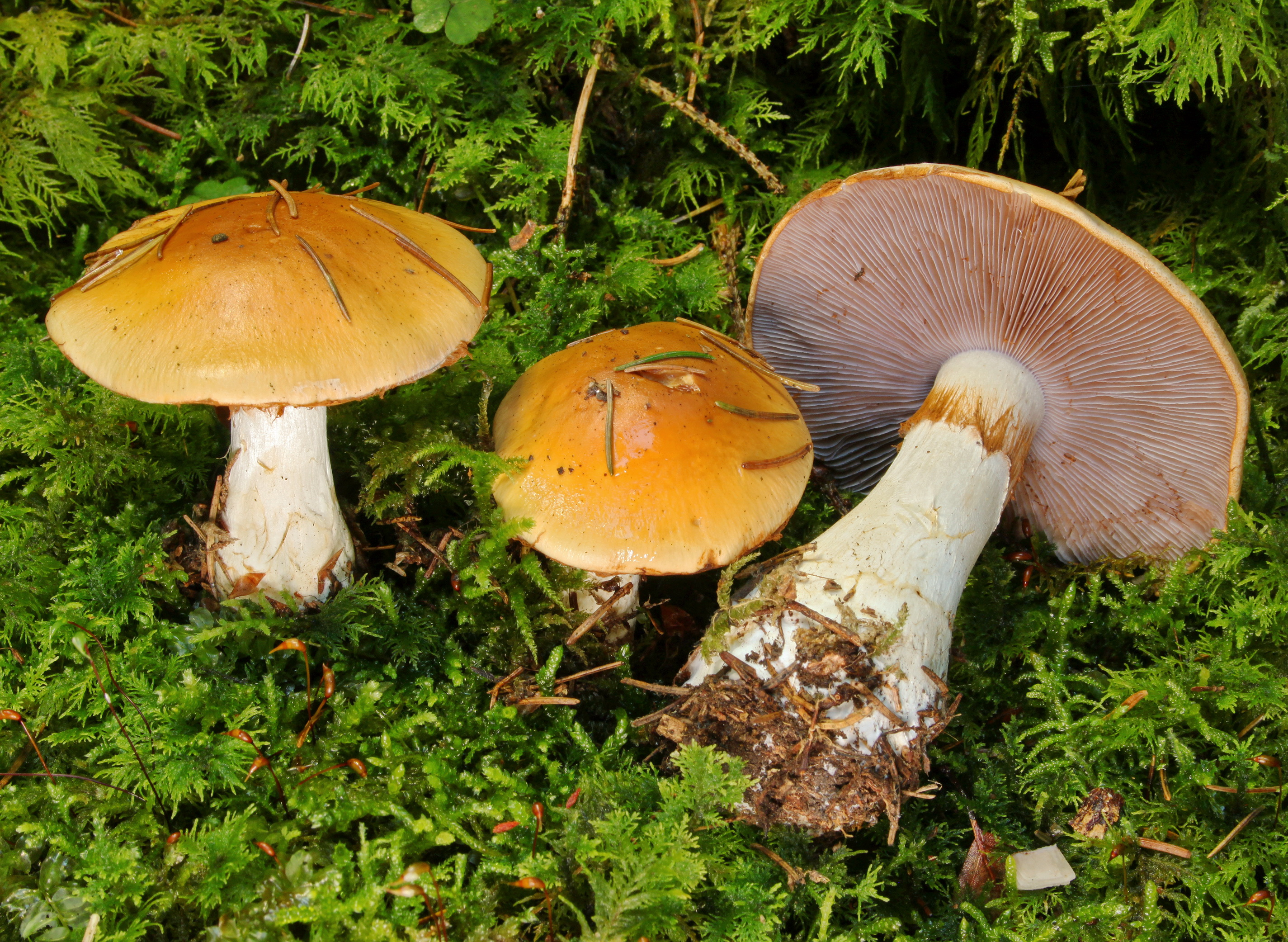
Cortinarius varius
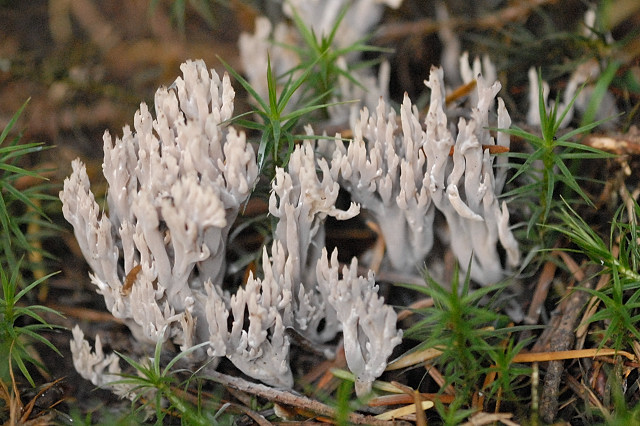
Clavulina cinerea
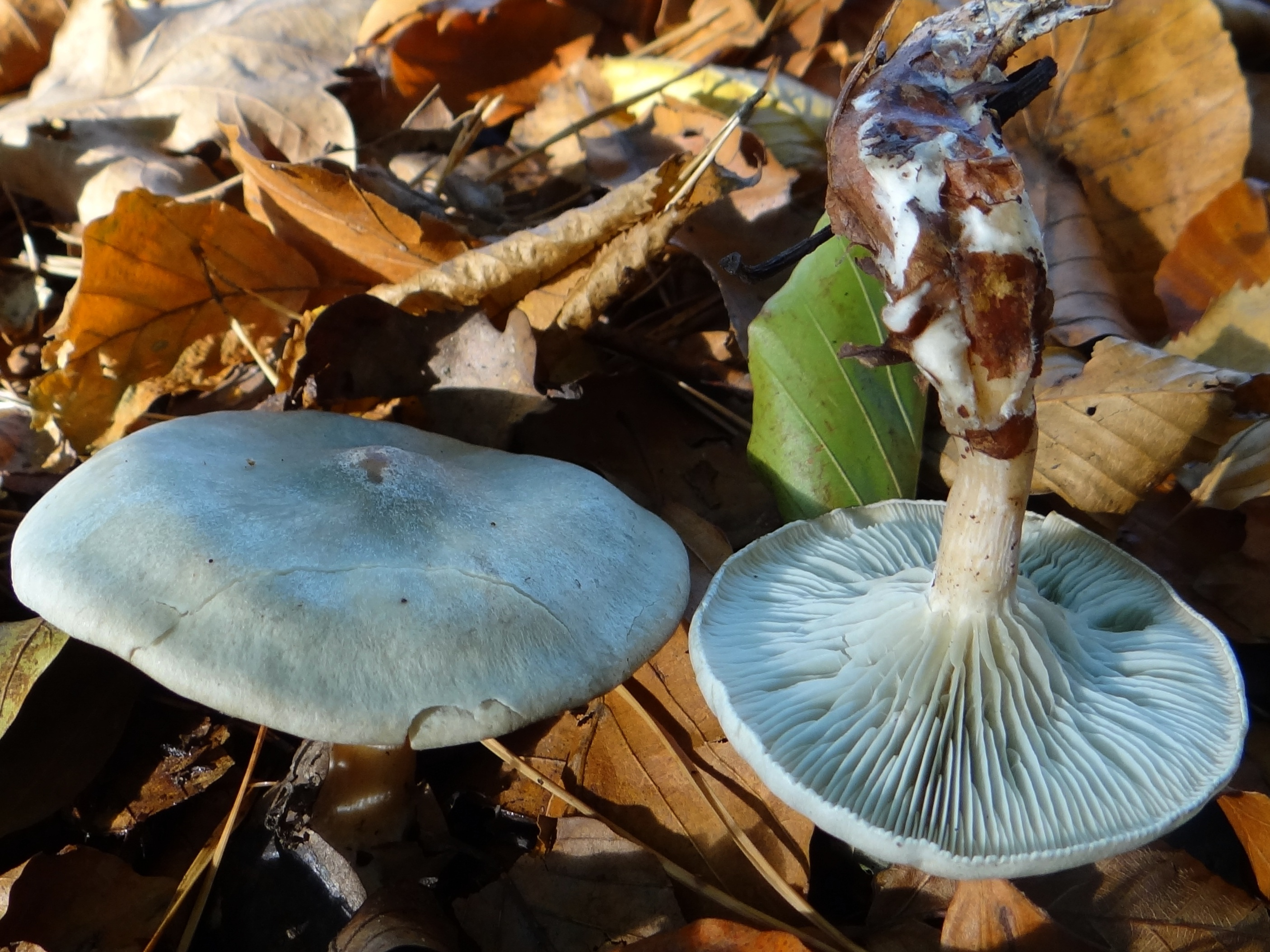
Clitocybe odora
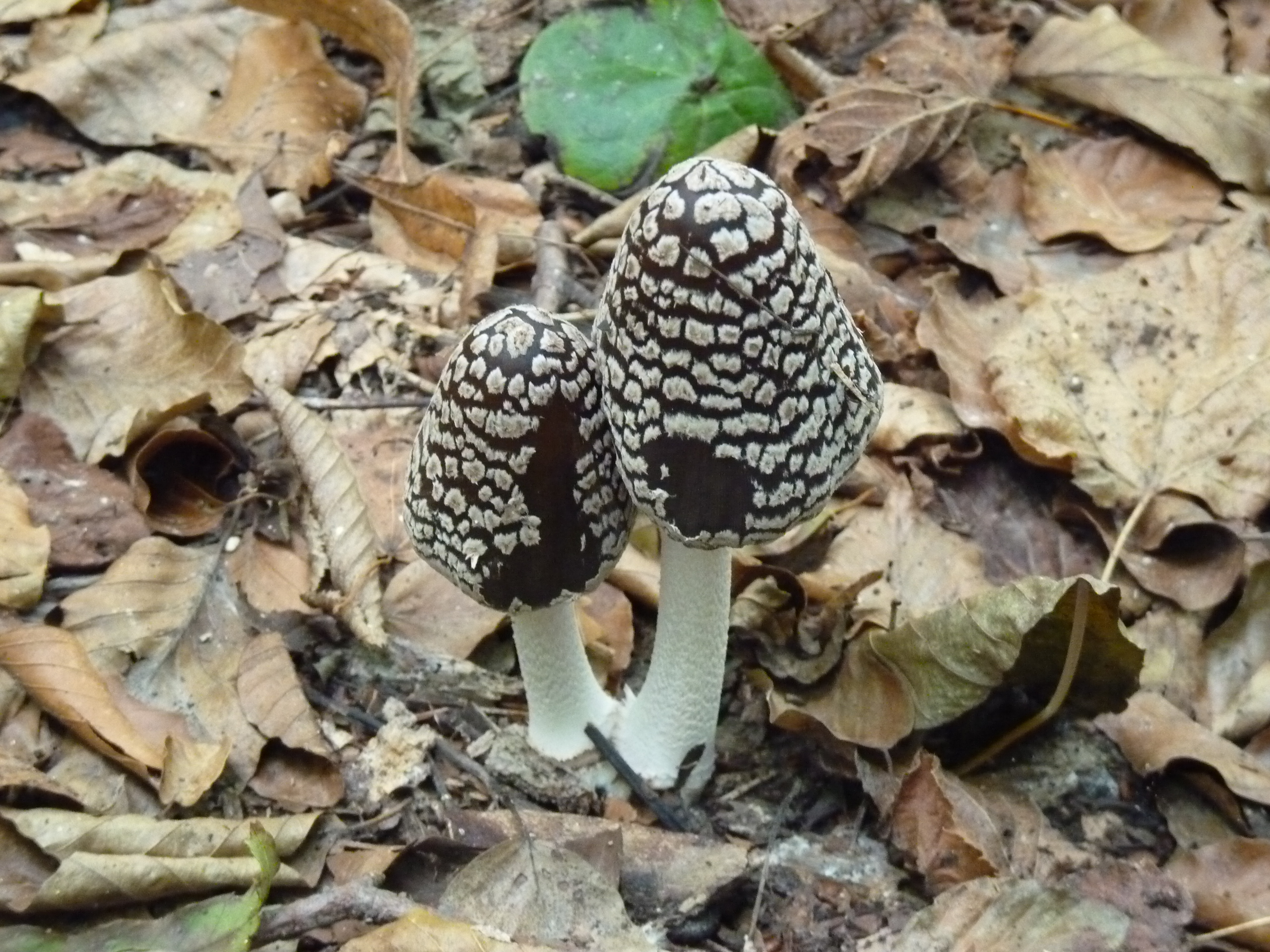
Coprinopsis picacea
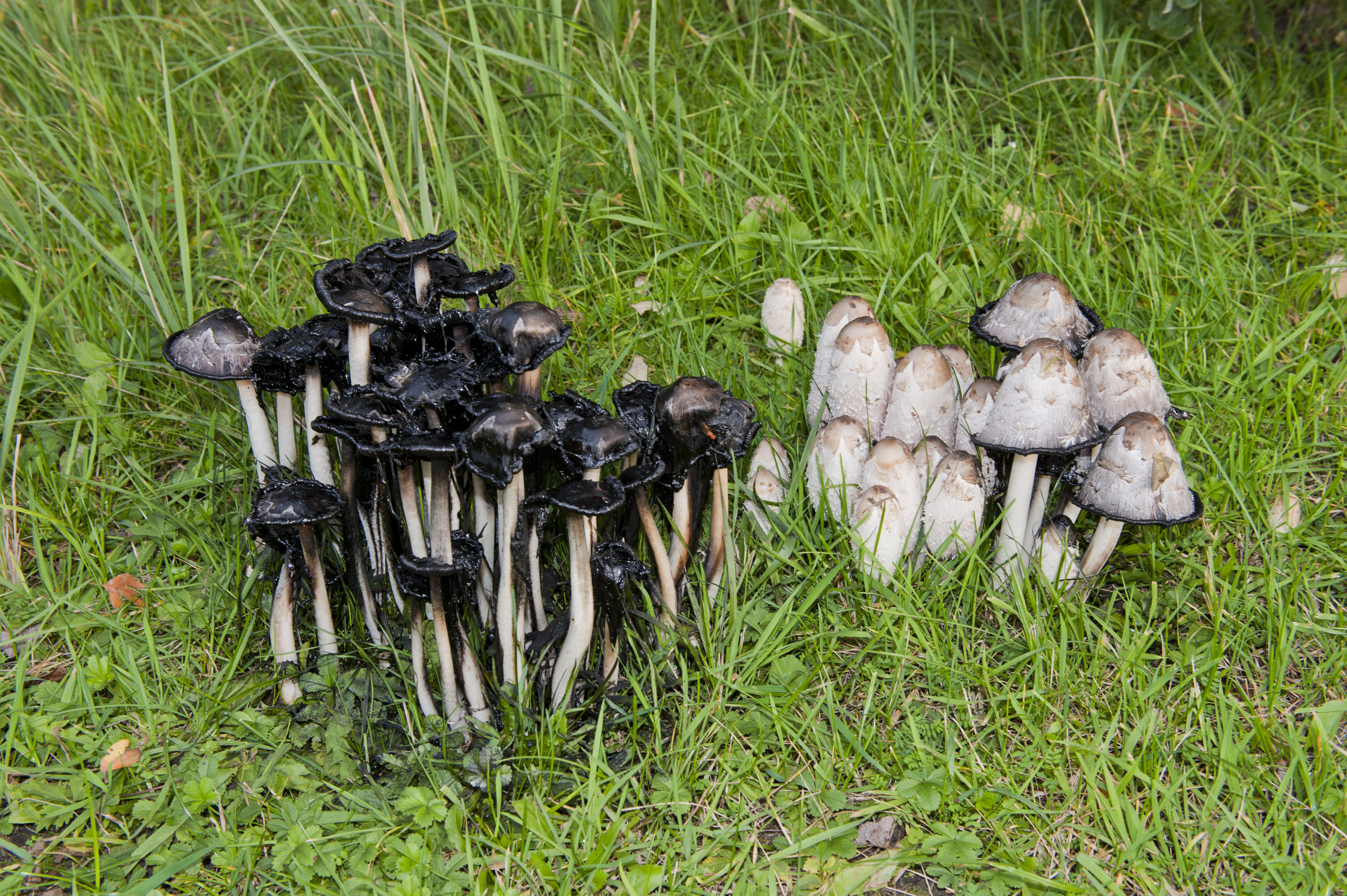
Coprinus comatus
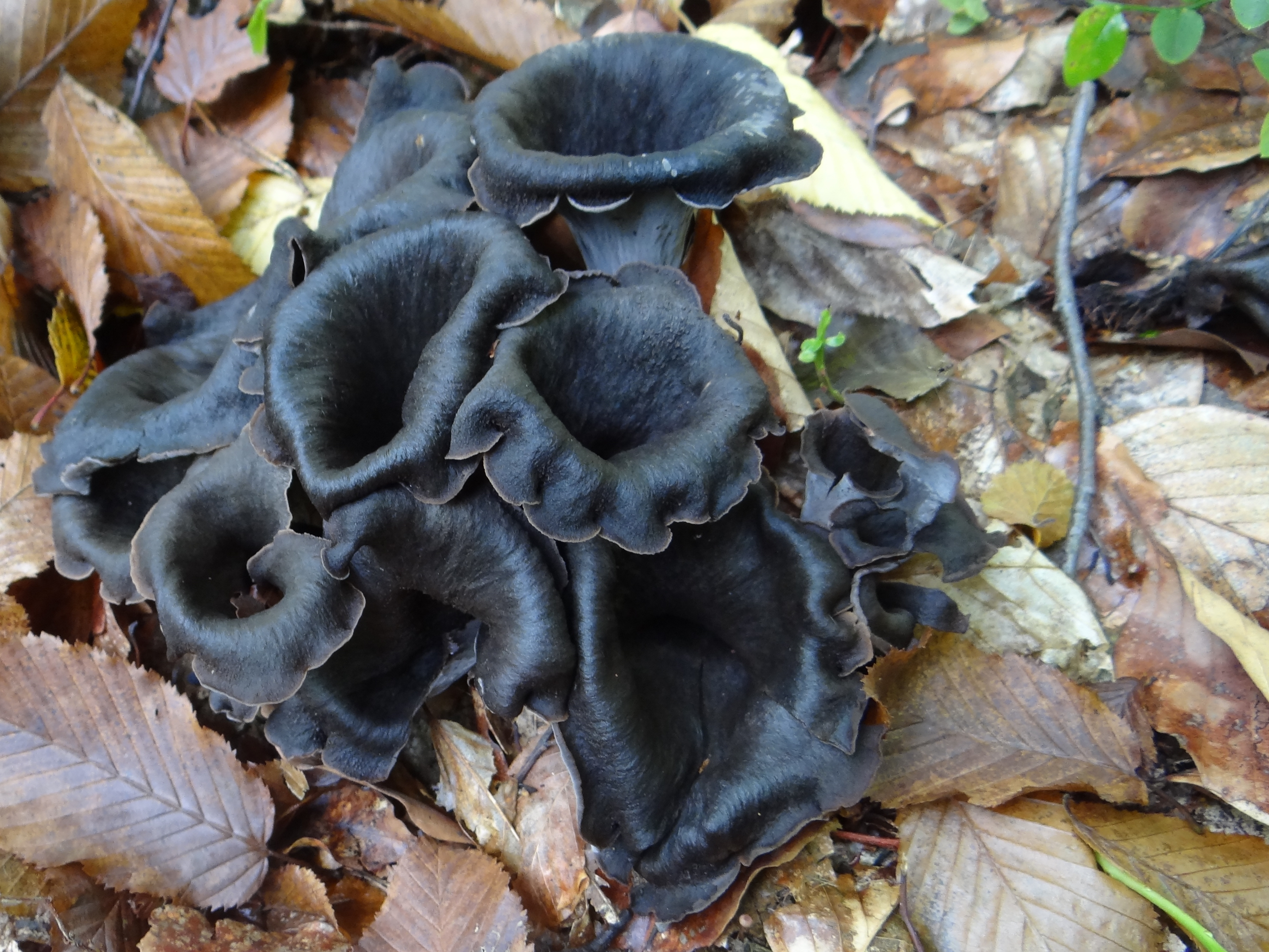
Craterellus cornucopioides
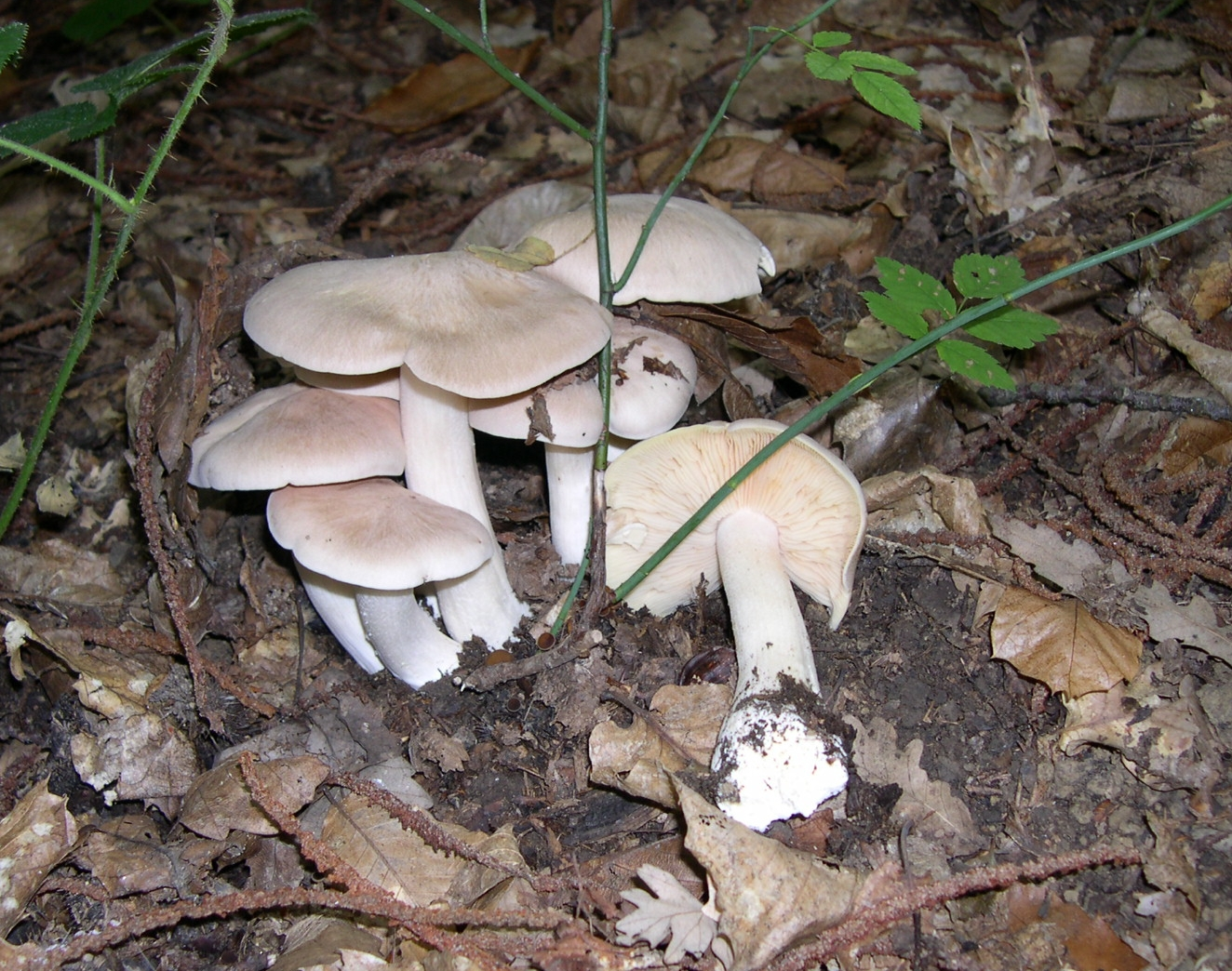
Entoloma sinuatum
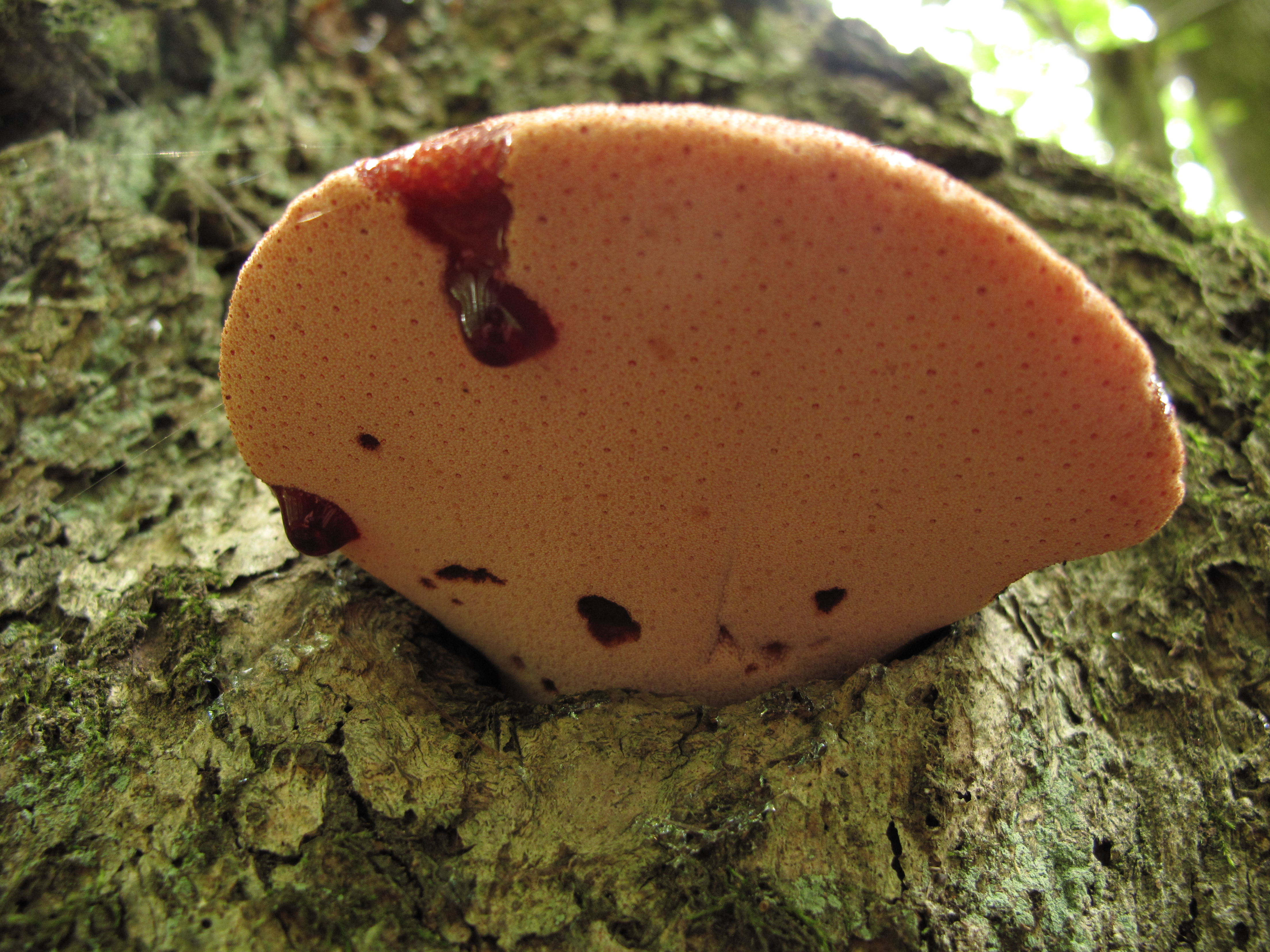
Fistulina hepatica
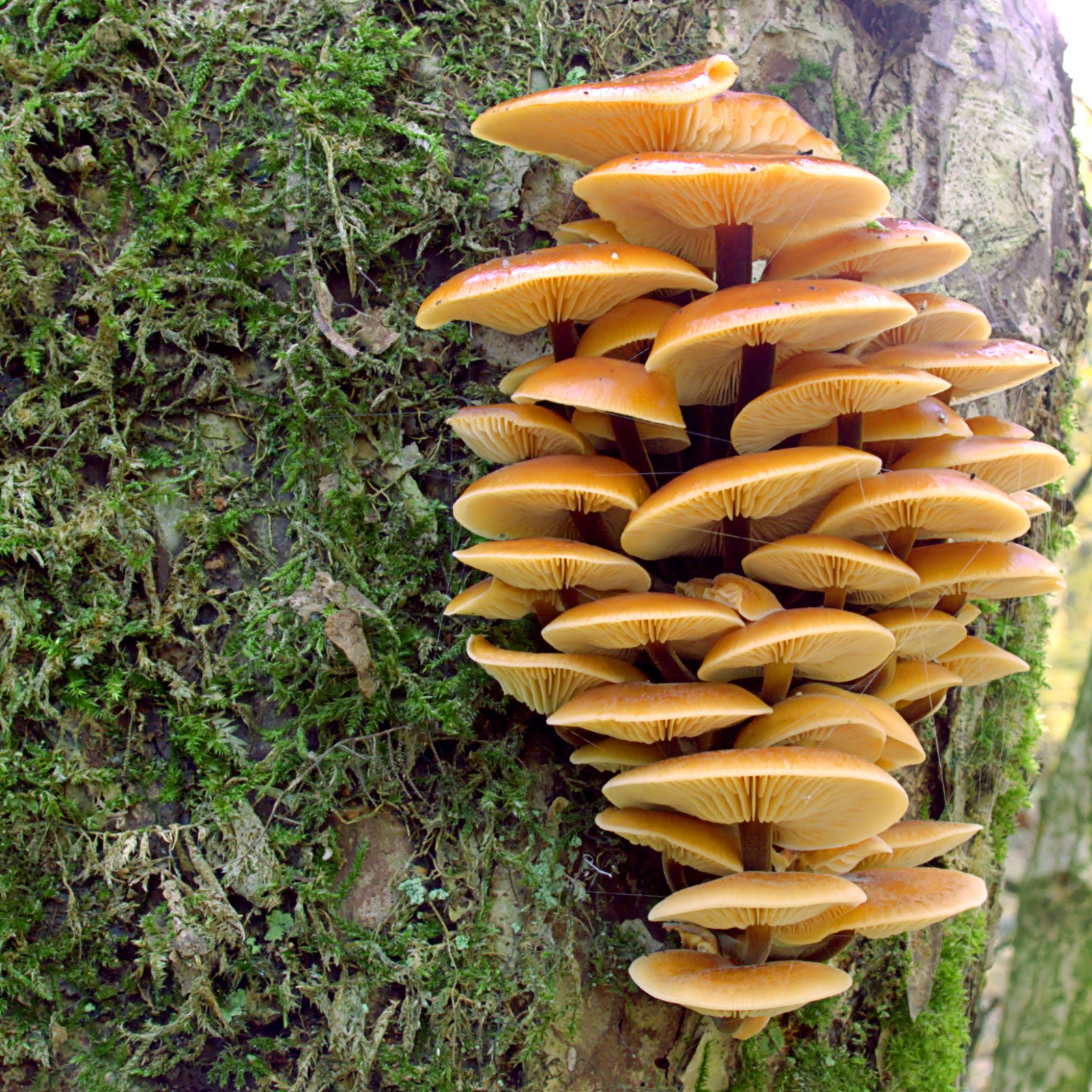
Flammulina velutipes
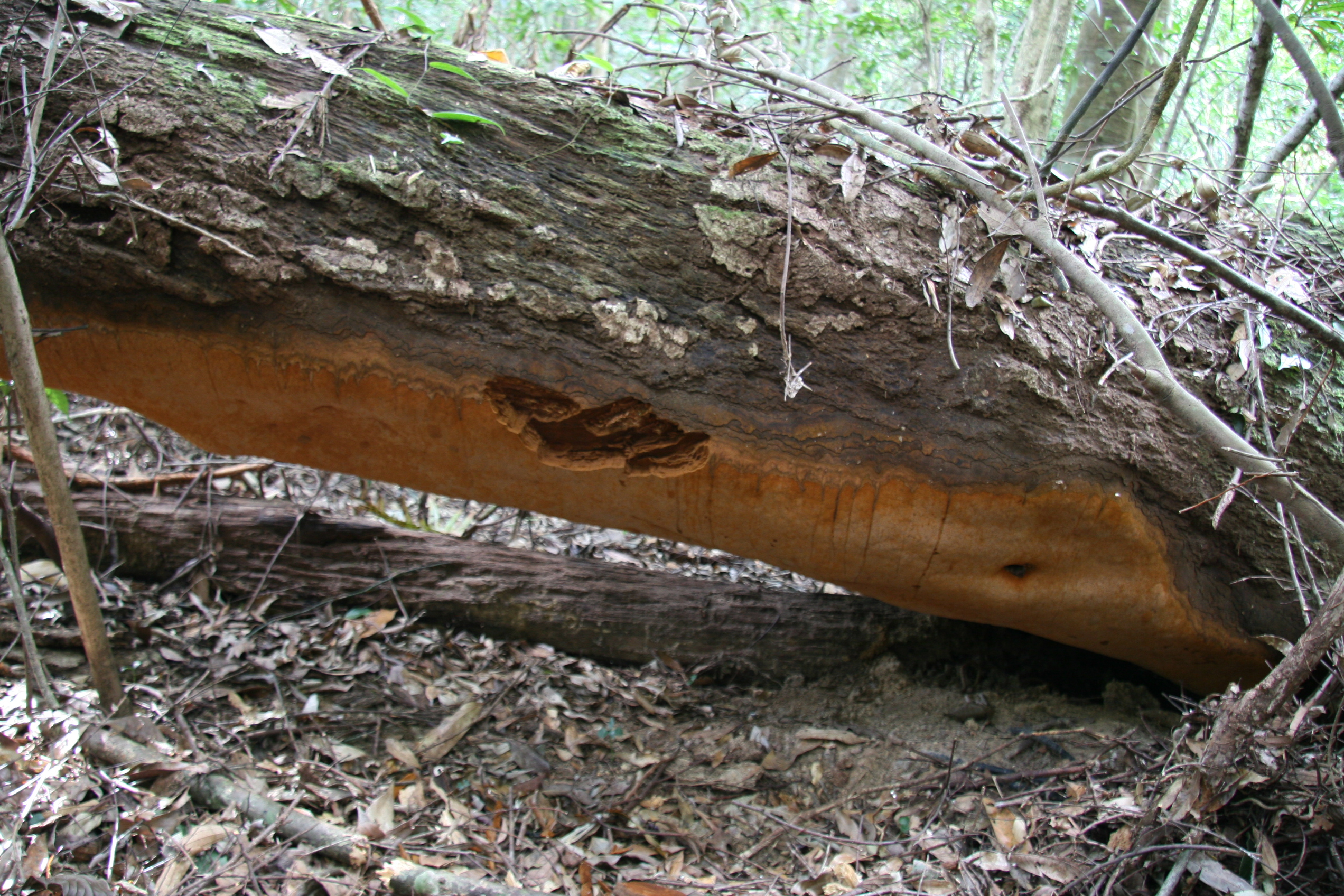
Phellinus ellipsoideus
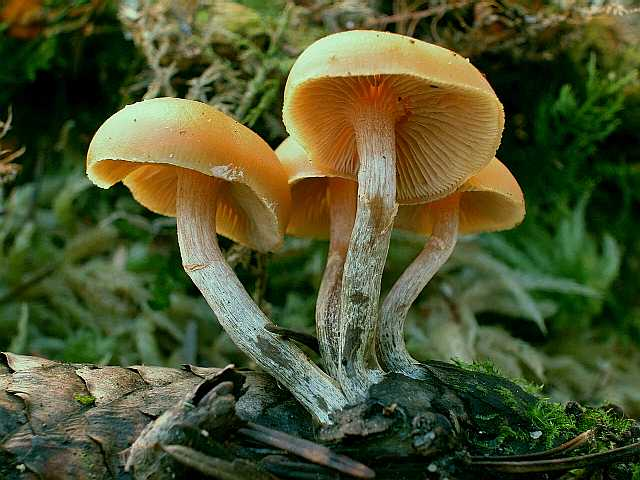
Galerina marginata
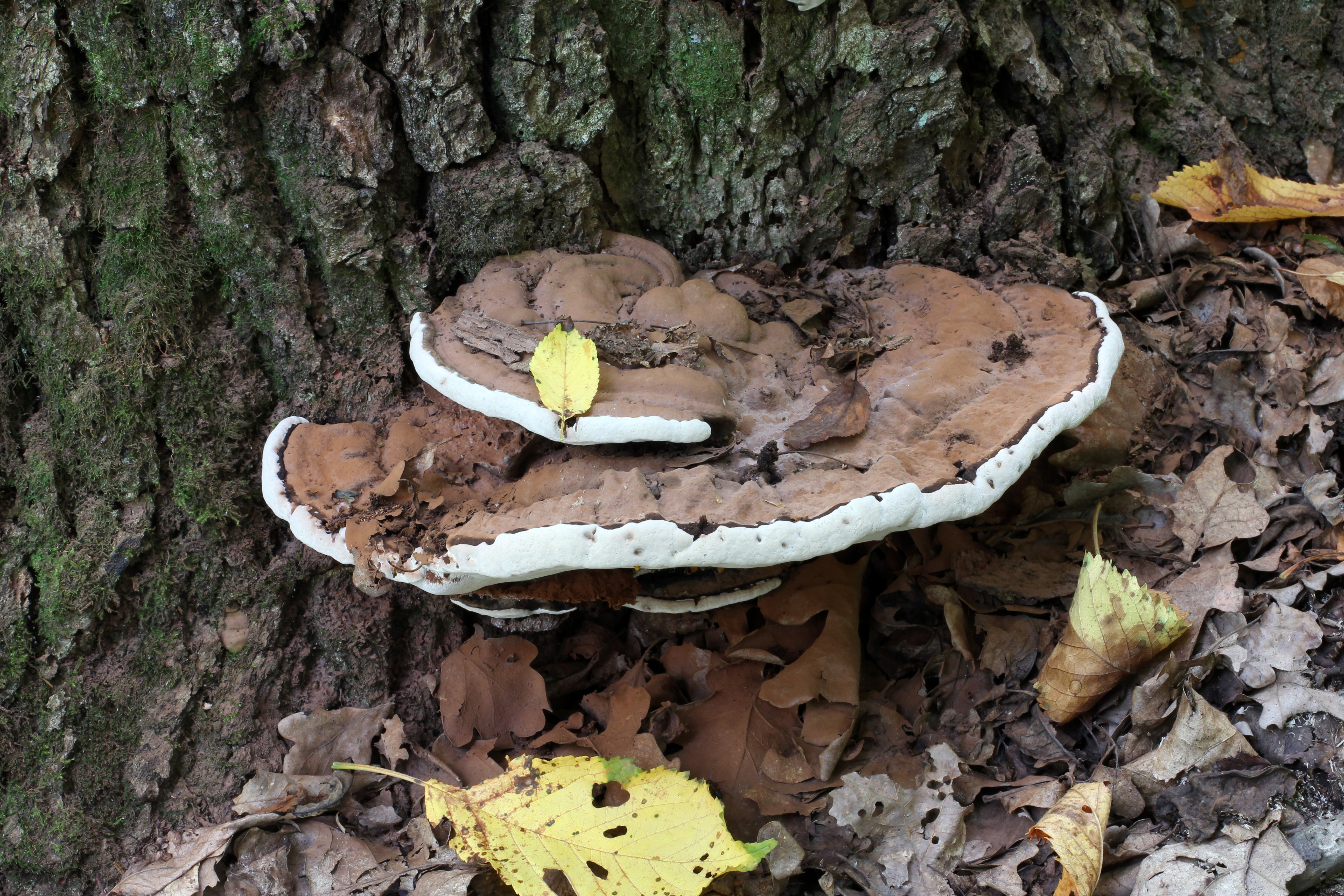
Ganoderma applanatum
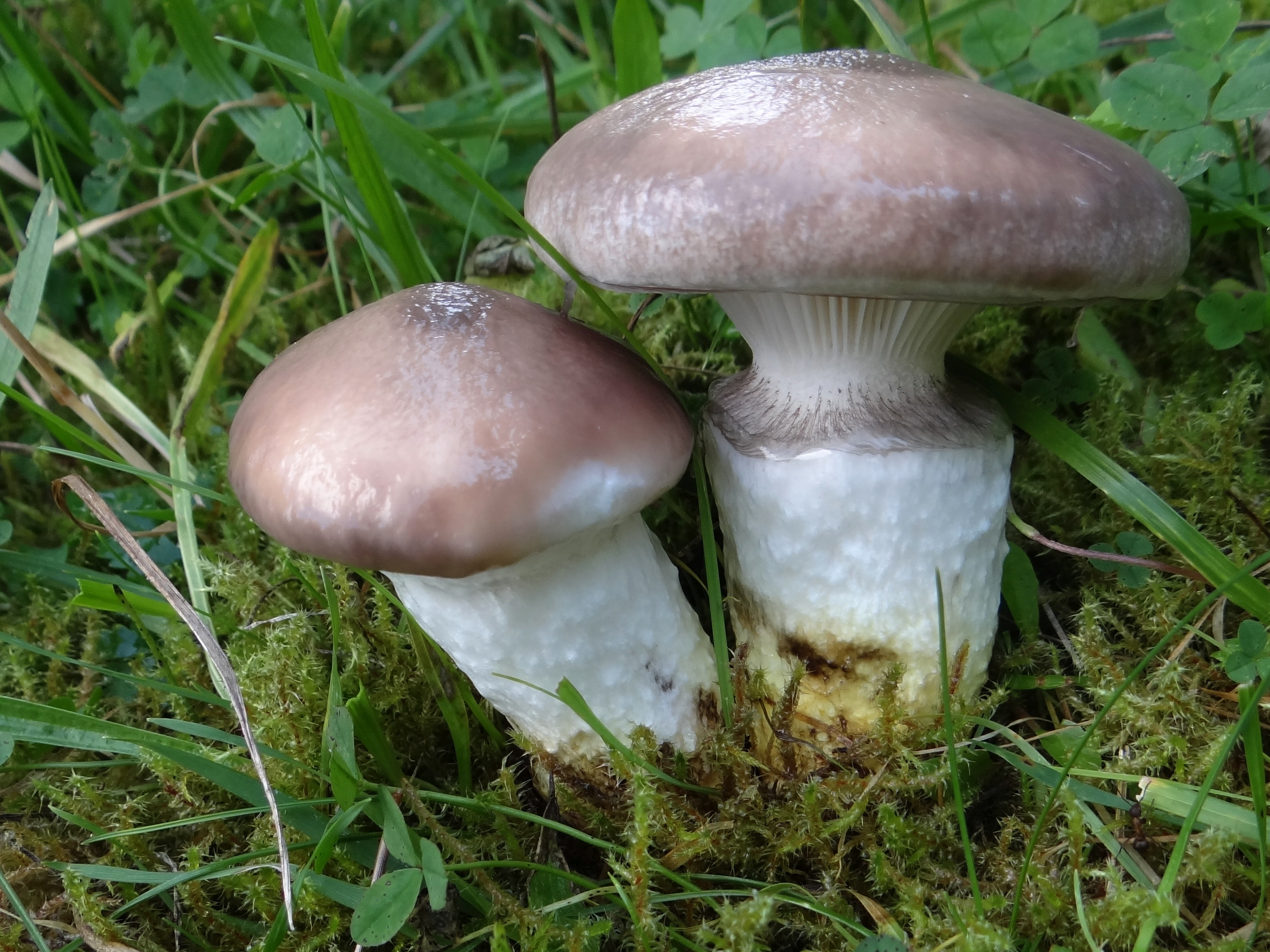
Gomphidius glutinosus
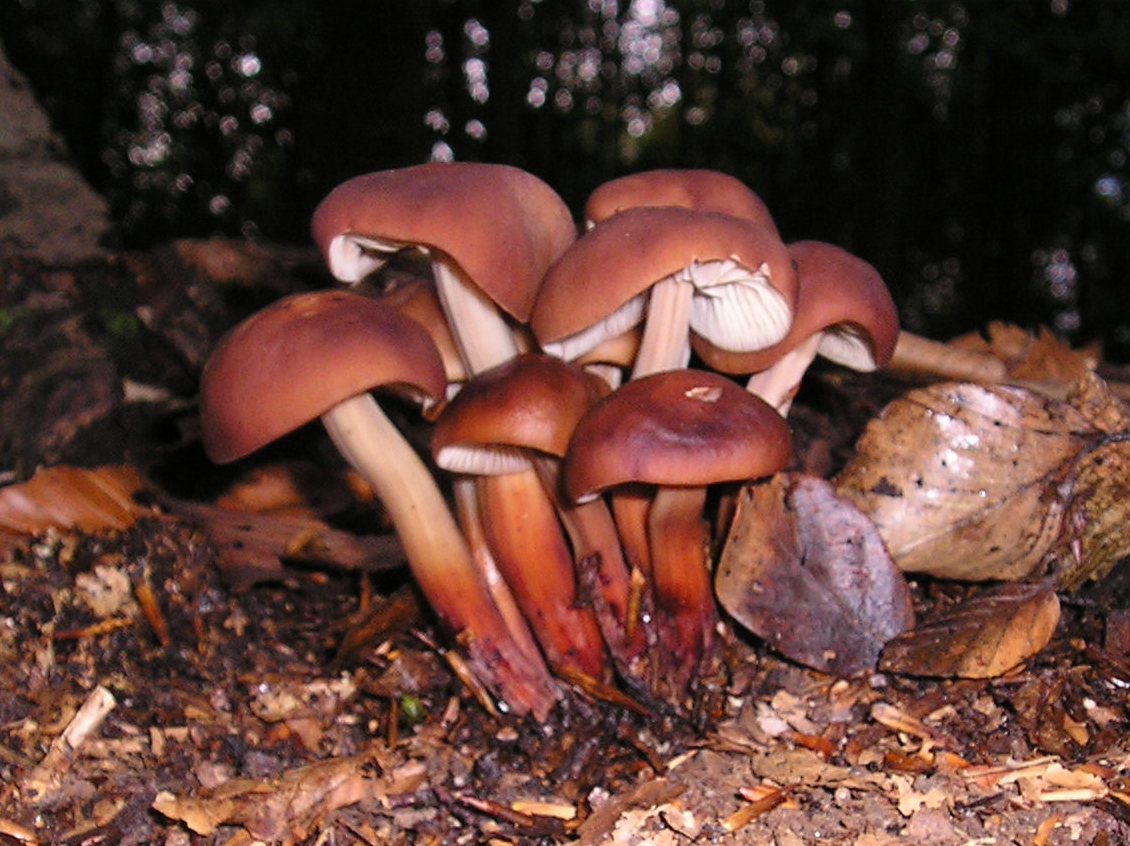
Gymnopus fusipes
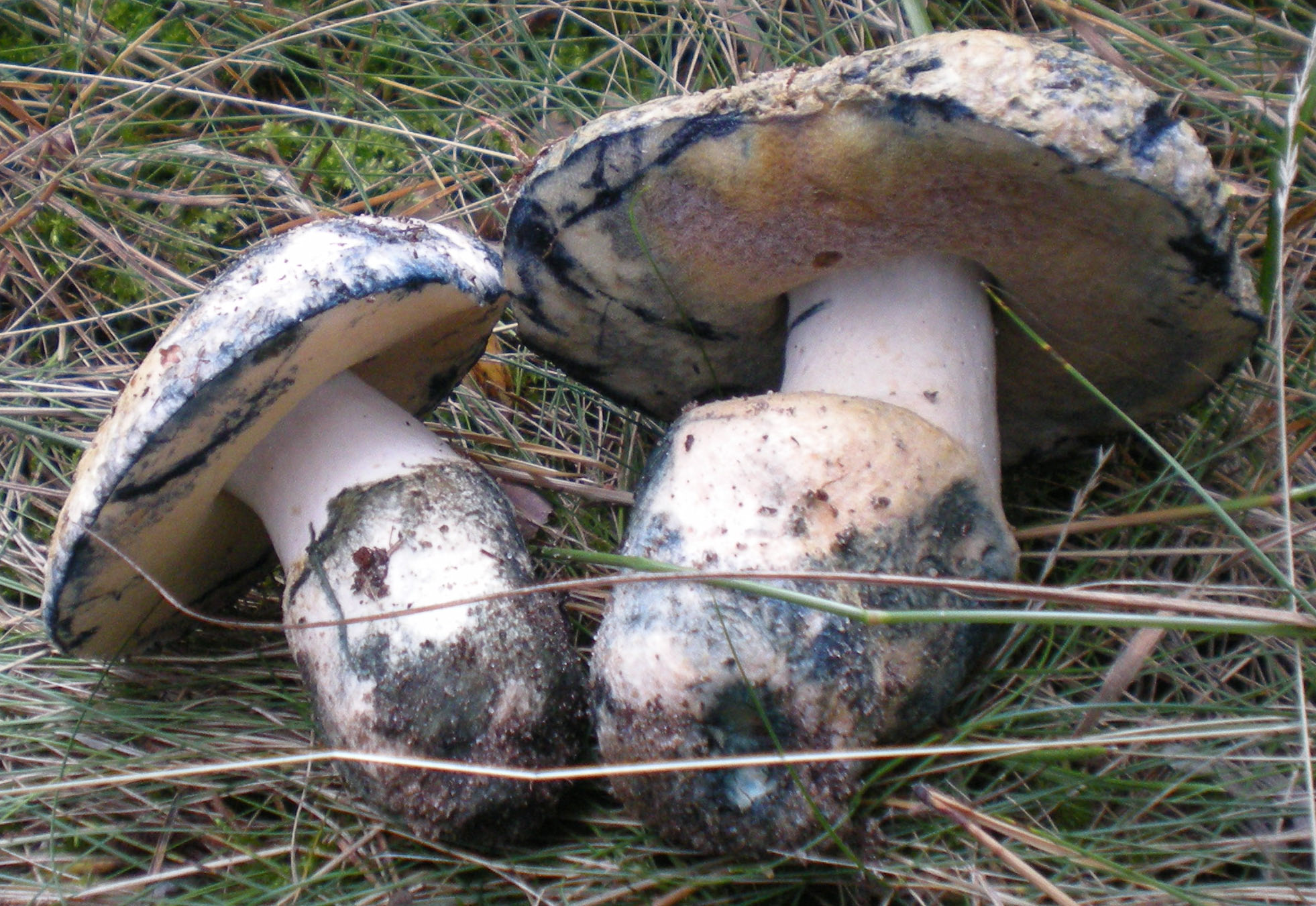
Gyroporus cyanescens
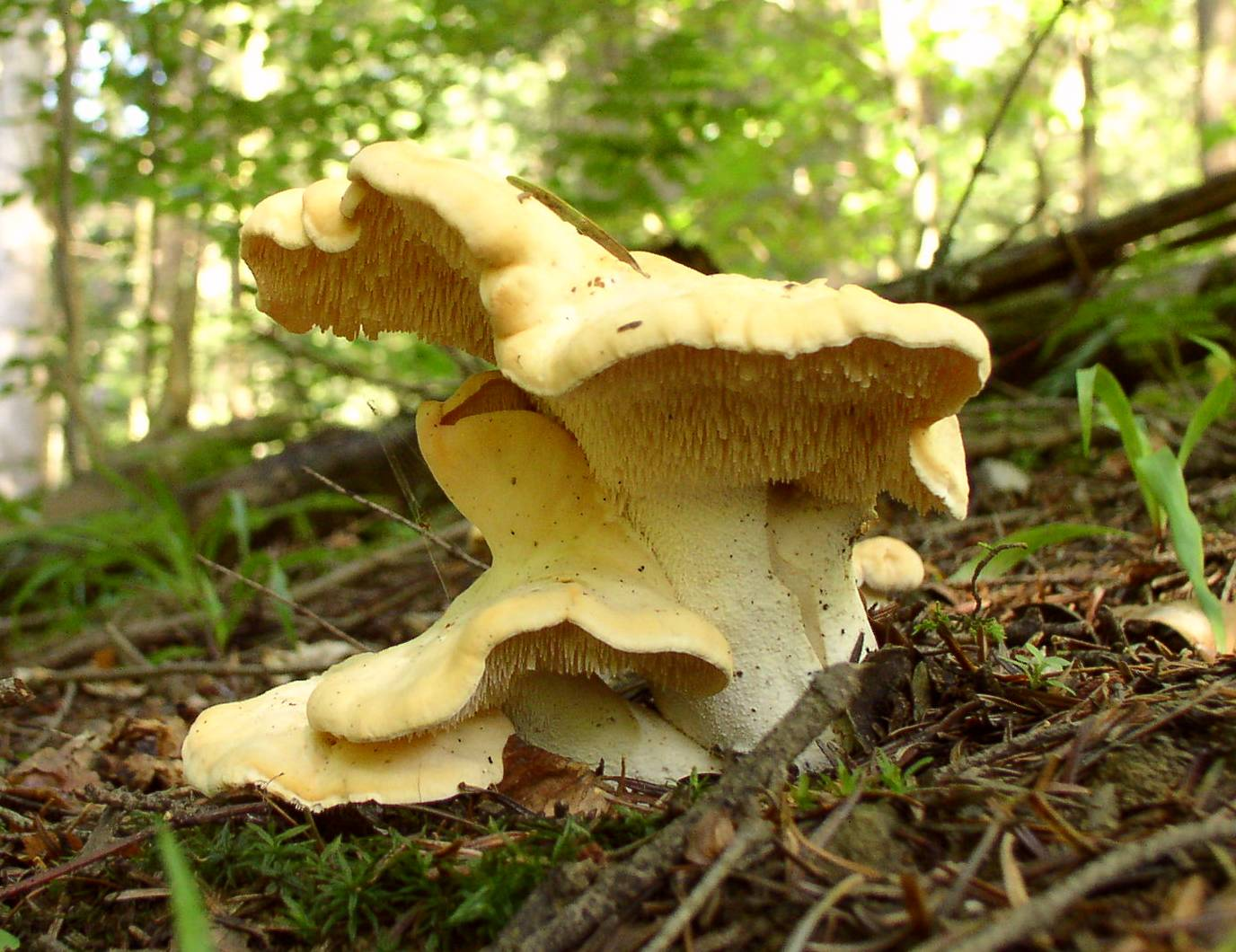
Hydnum repandum
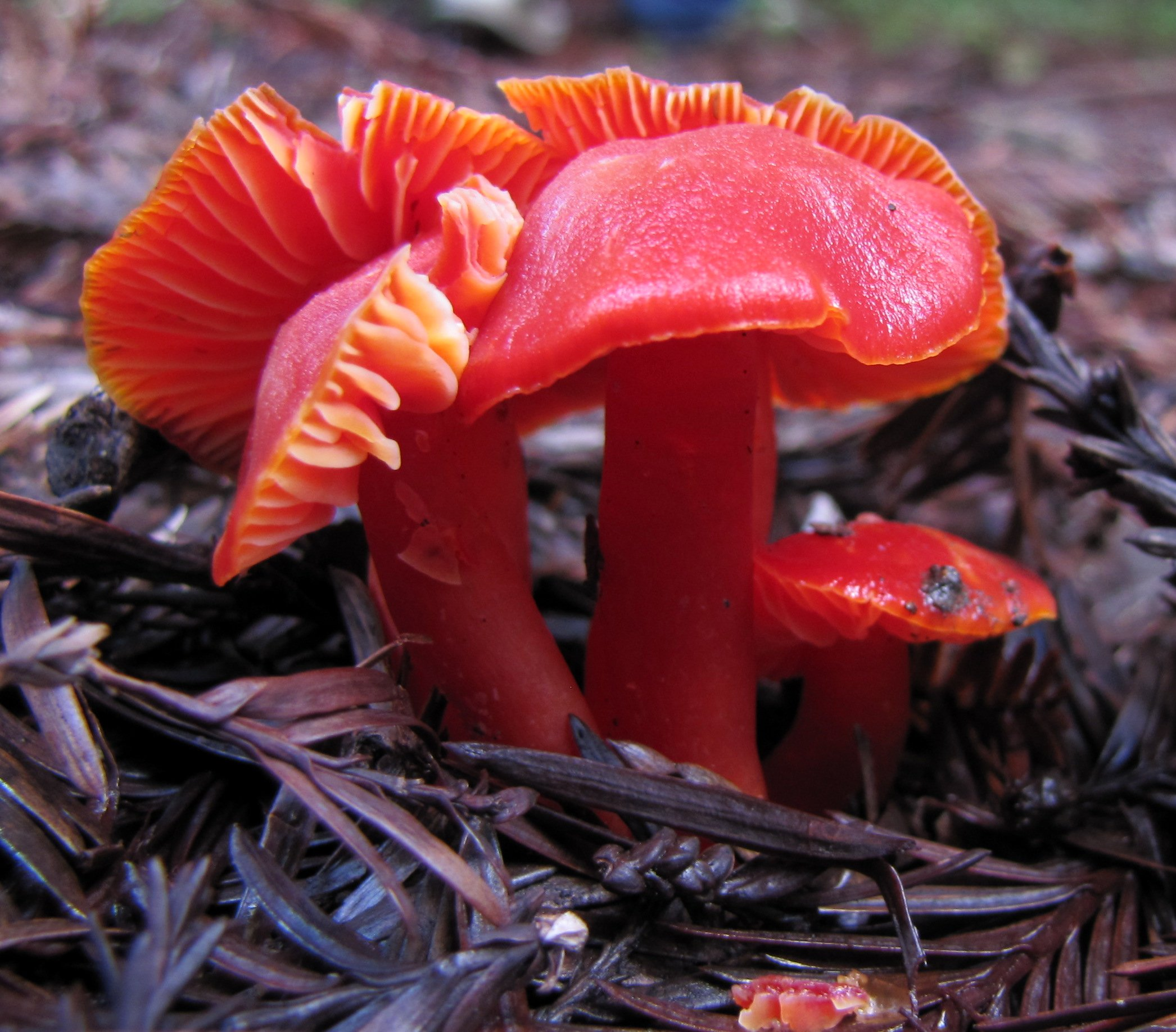
Hygrocybe coccinea
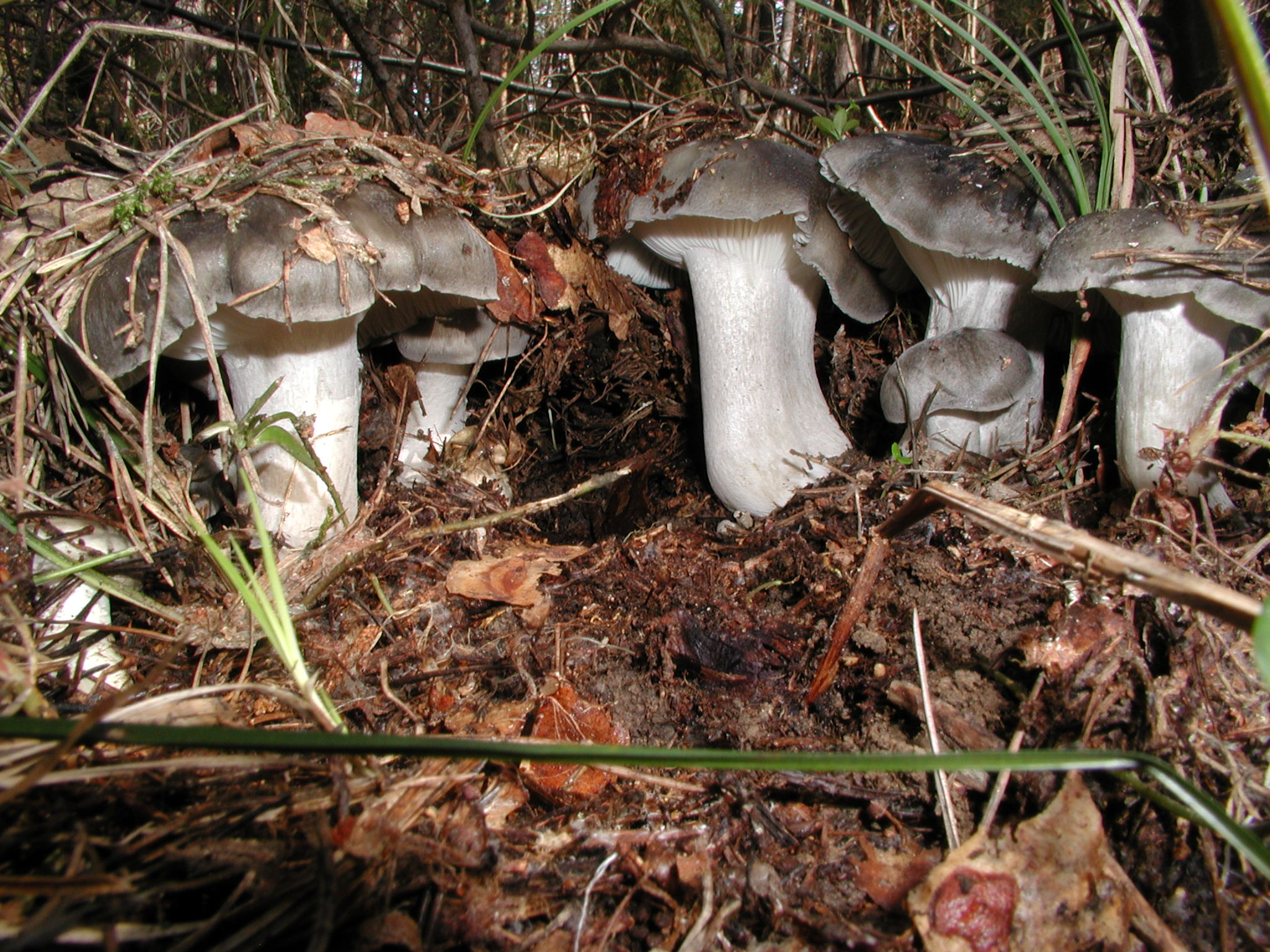
Hygrophorus marzuolus
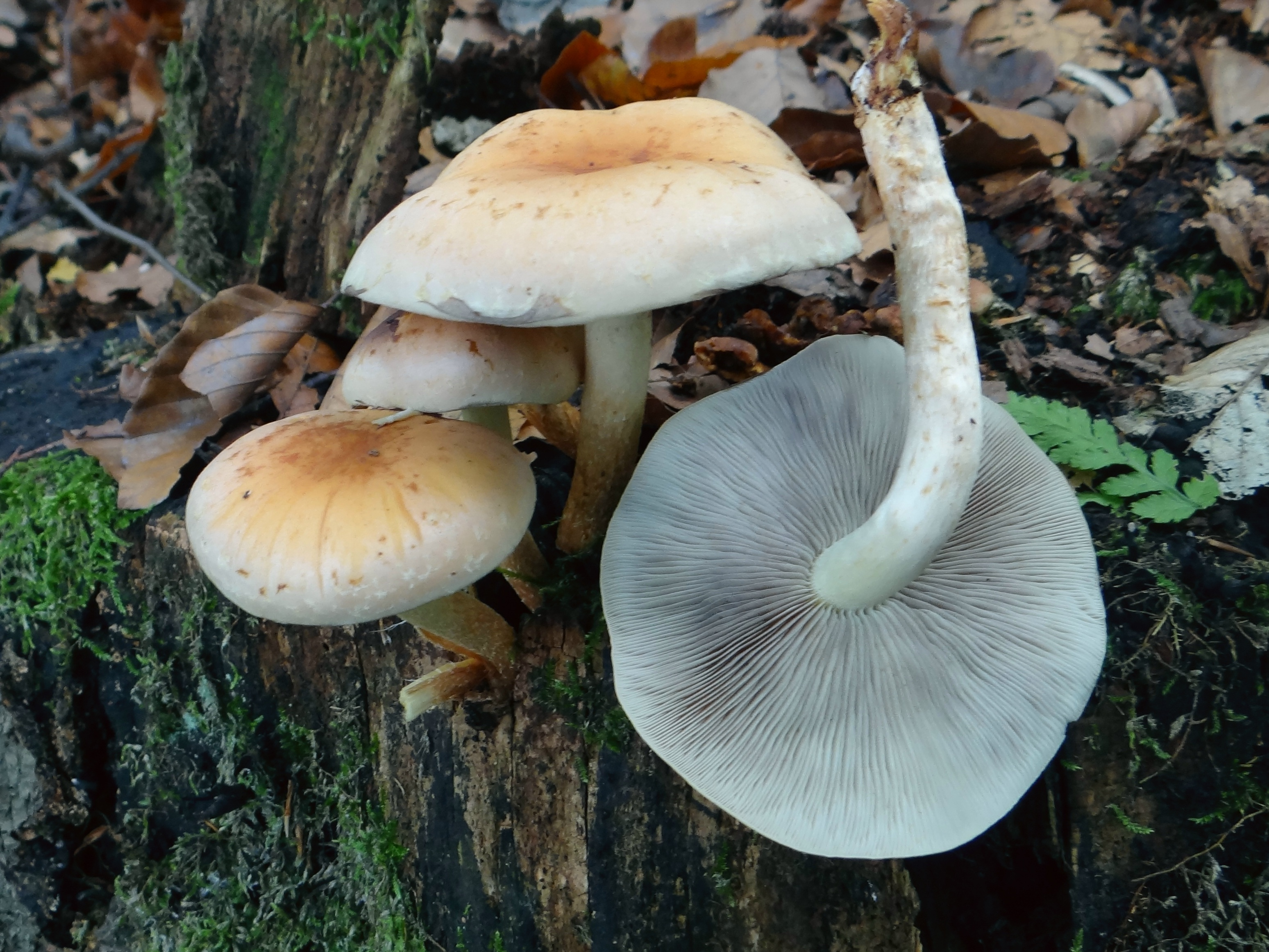
Hypholoma capnoides
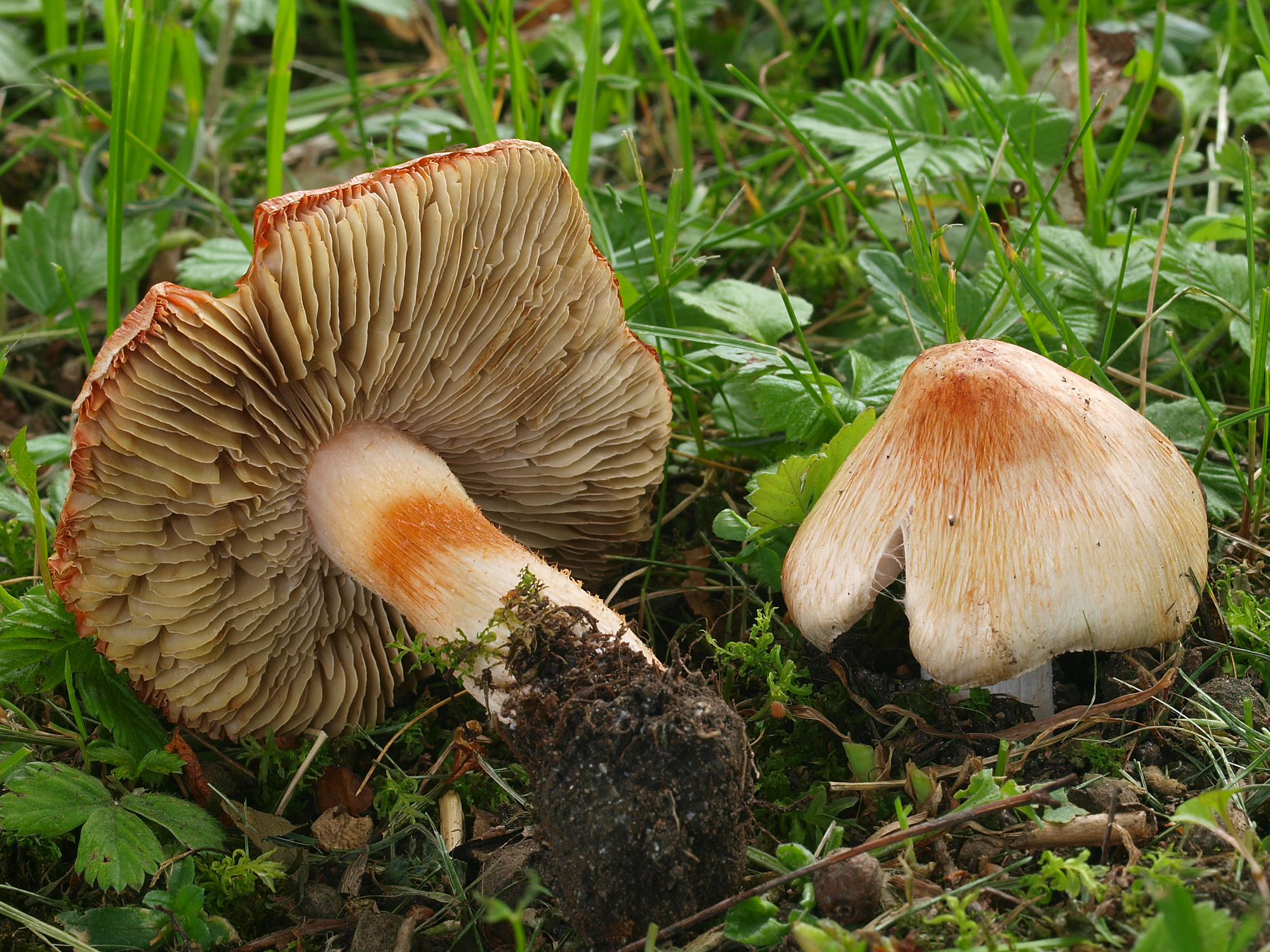
Inocybe erubescens
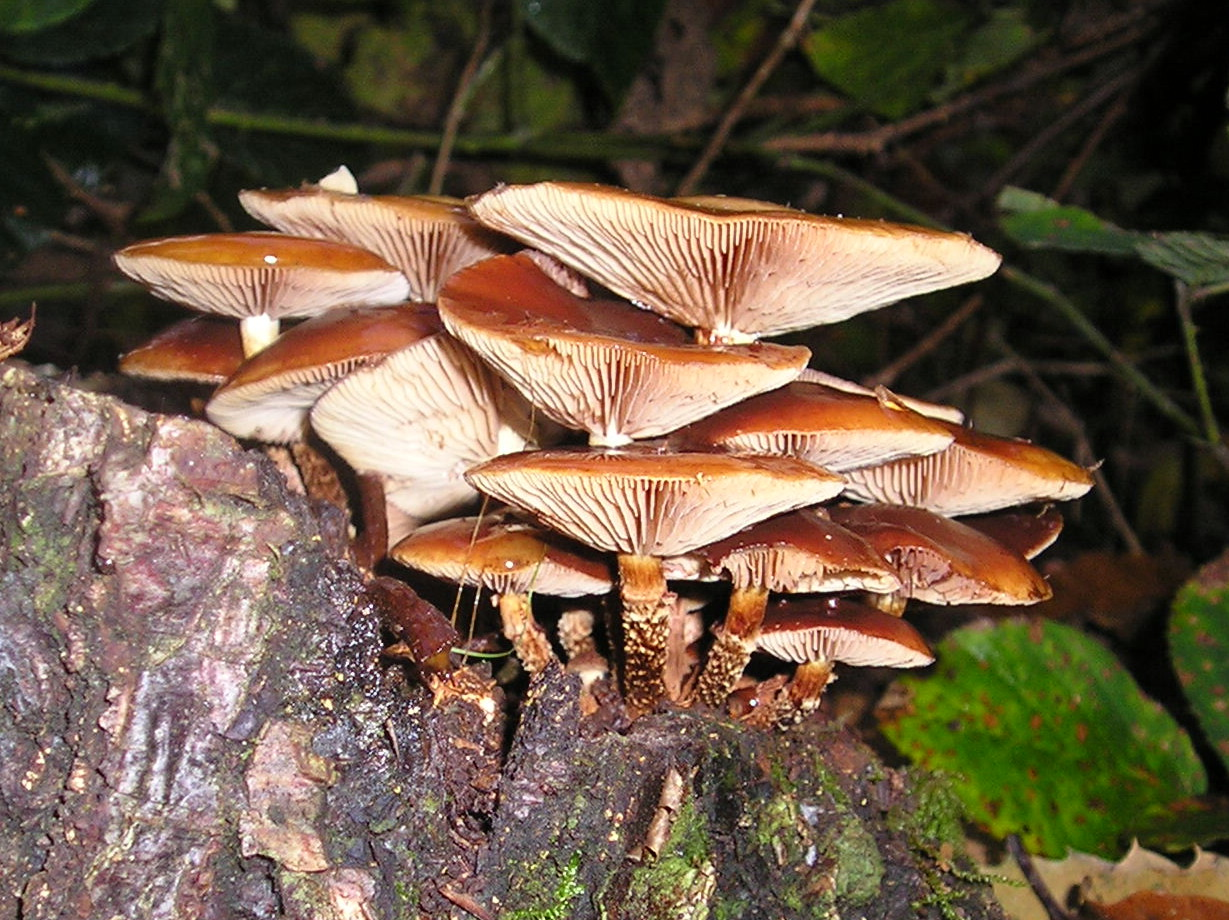
Kuehneromyces mutabilis
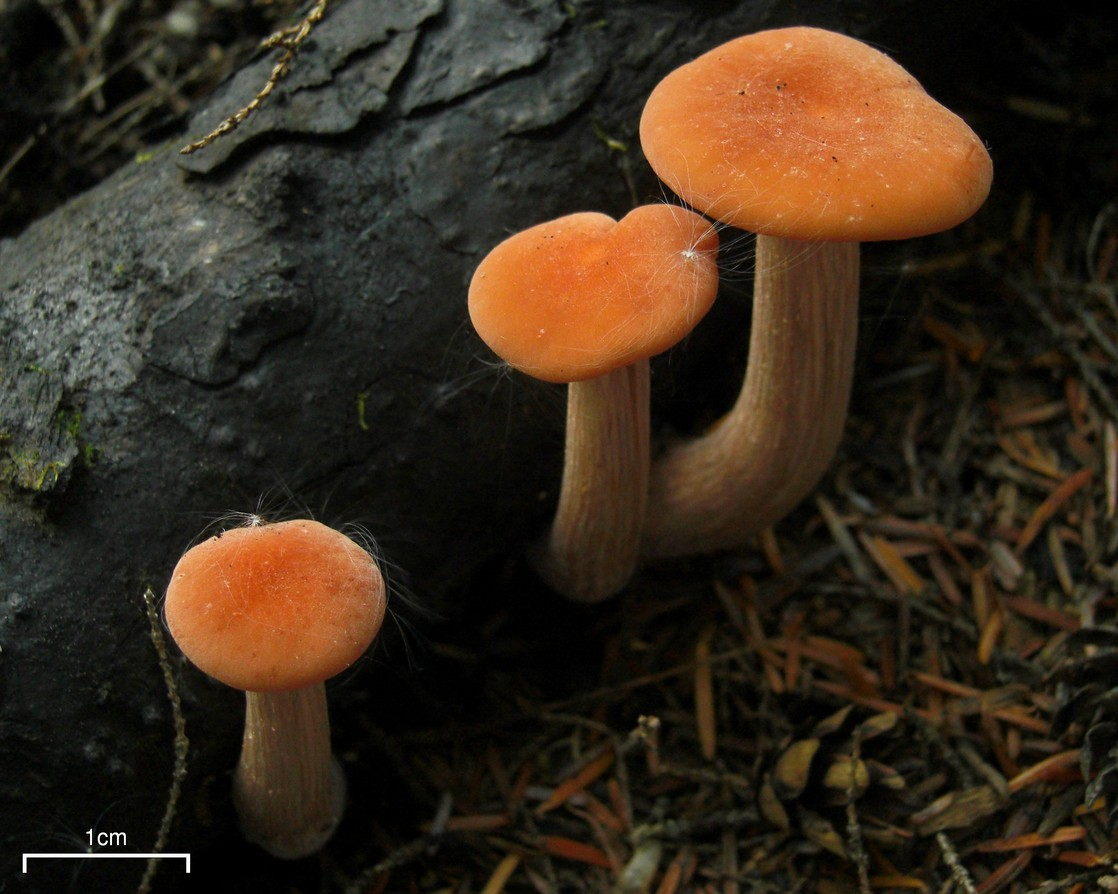
Laccaria laccata
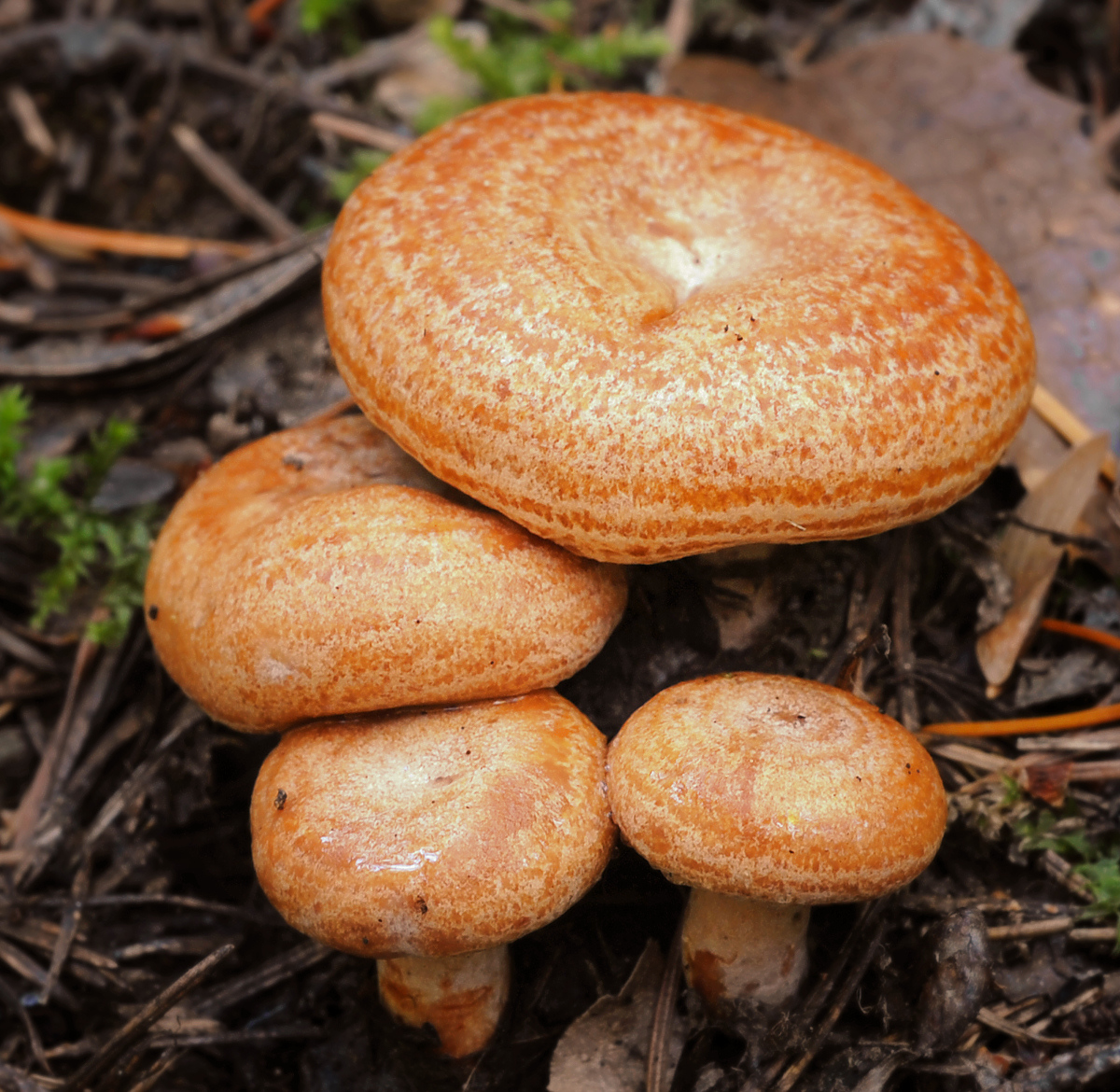
Lactarius deliciosus
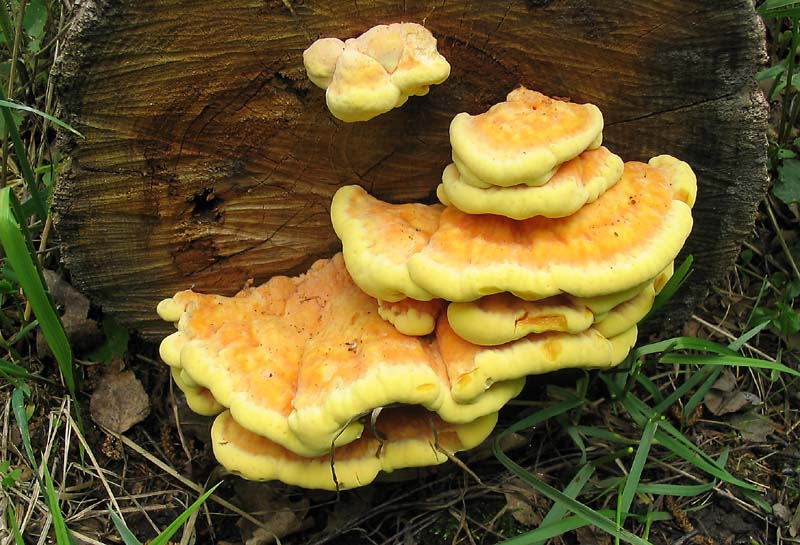
Laetiporus sulphureus
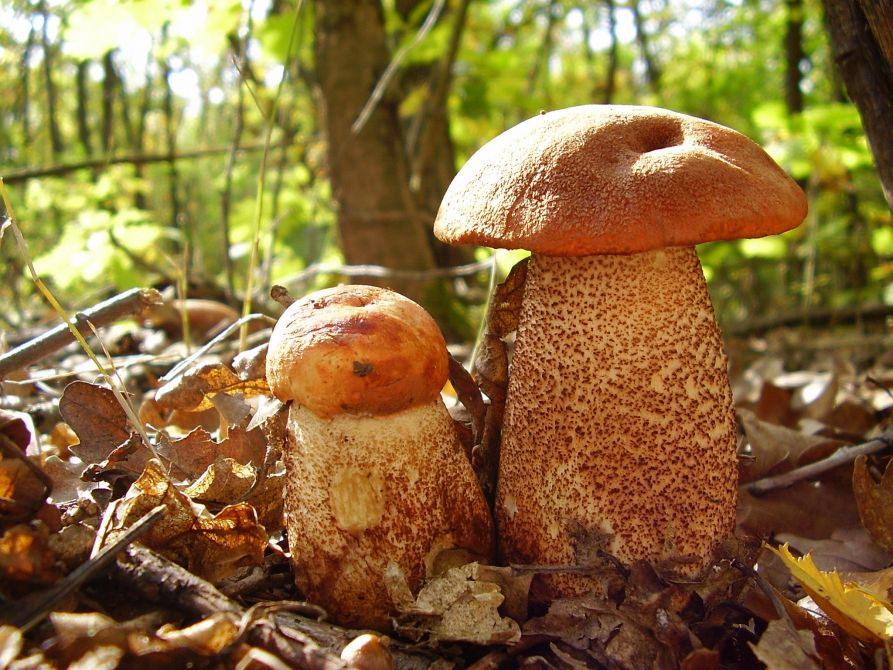
Leccinum aurantiacum
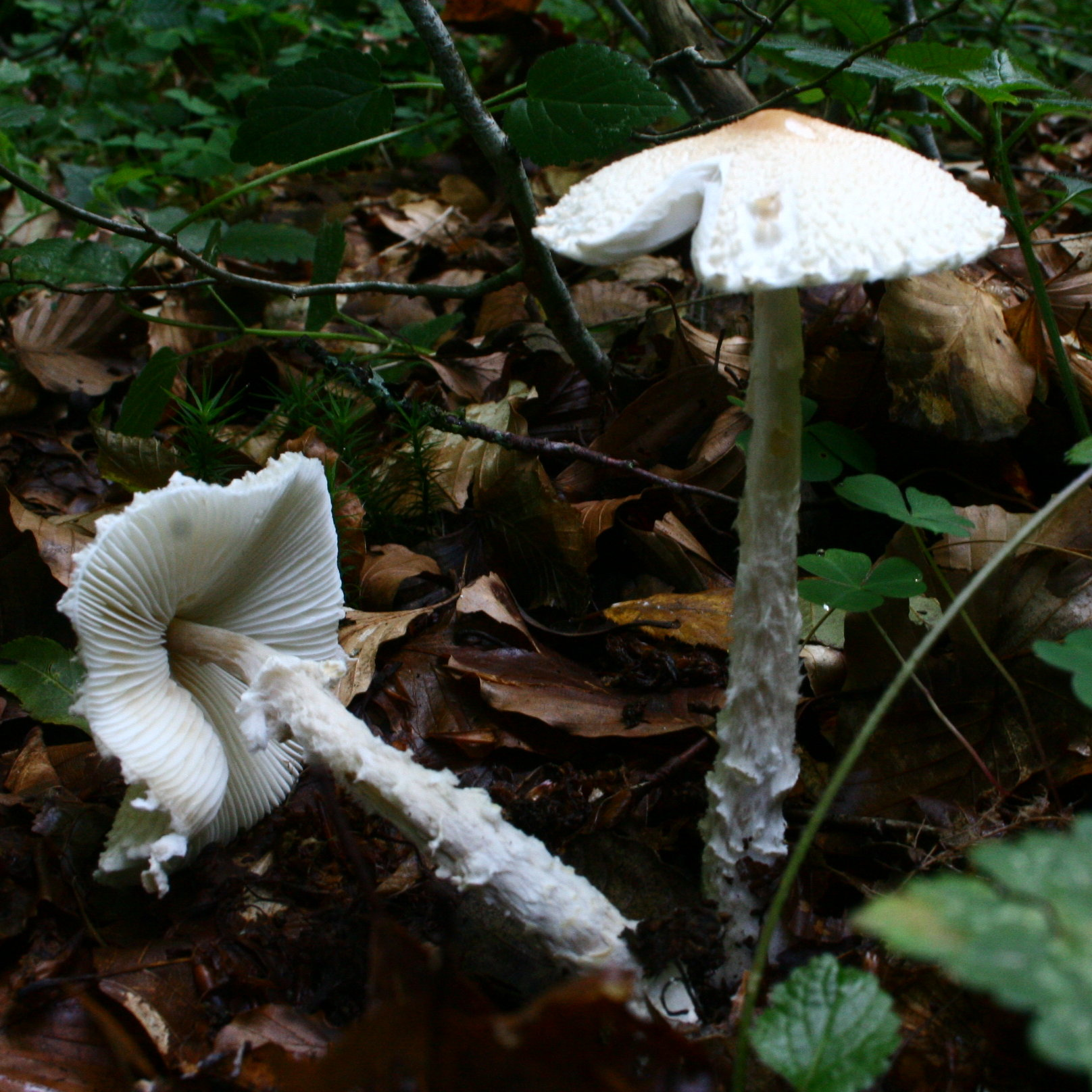
Lepiota clypeolaria
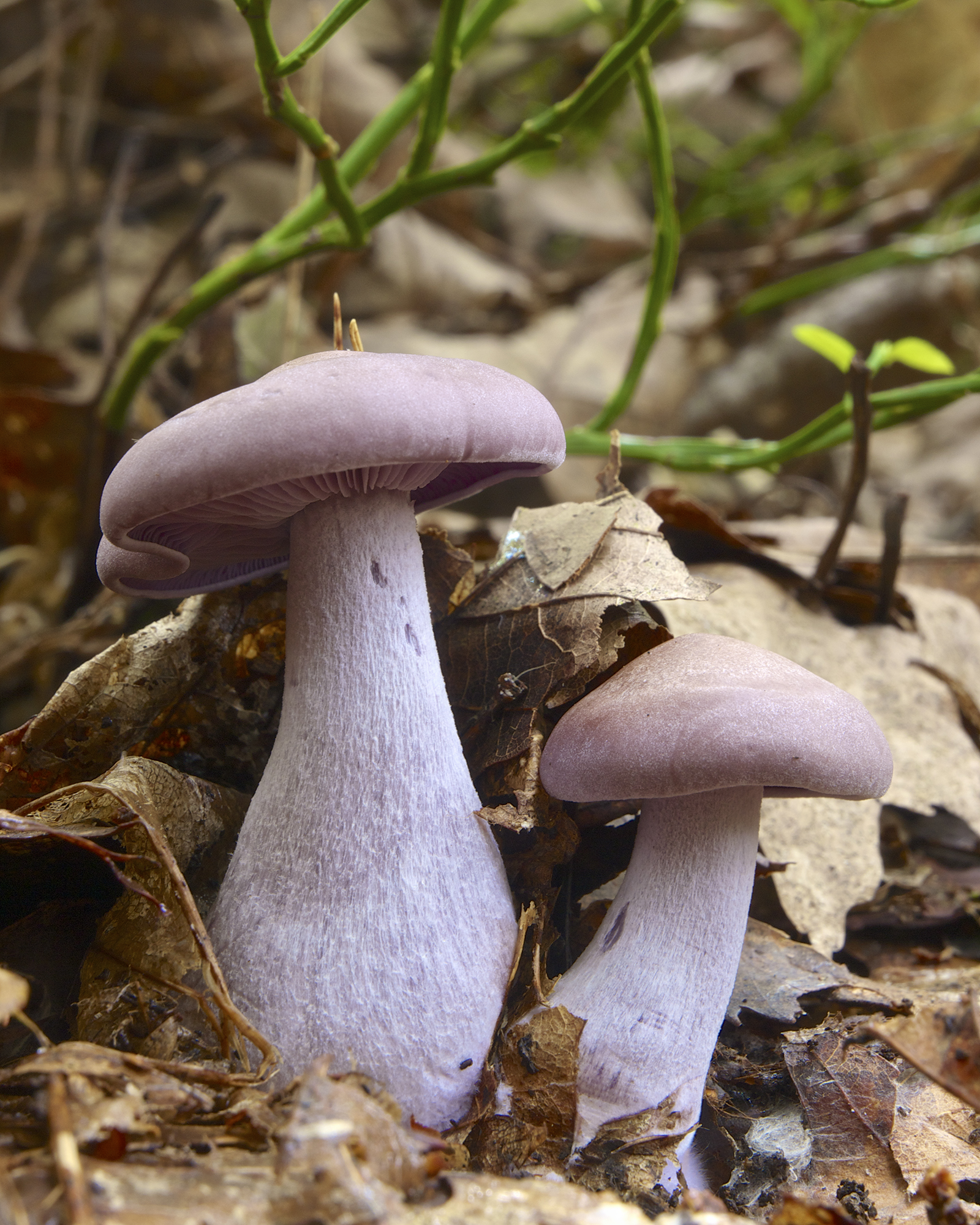
Lepista nuda
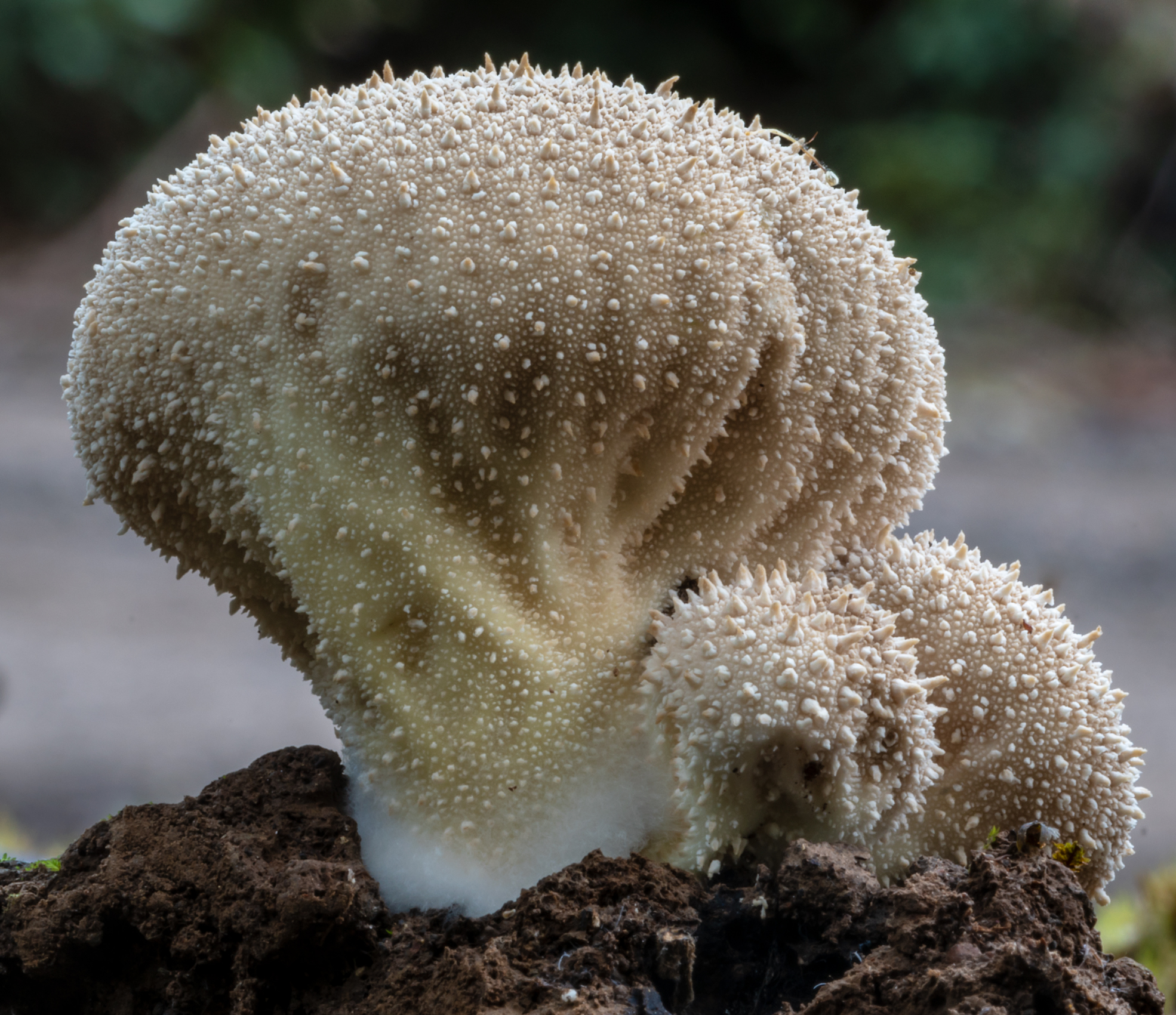
Lycoperdon pyriforme
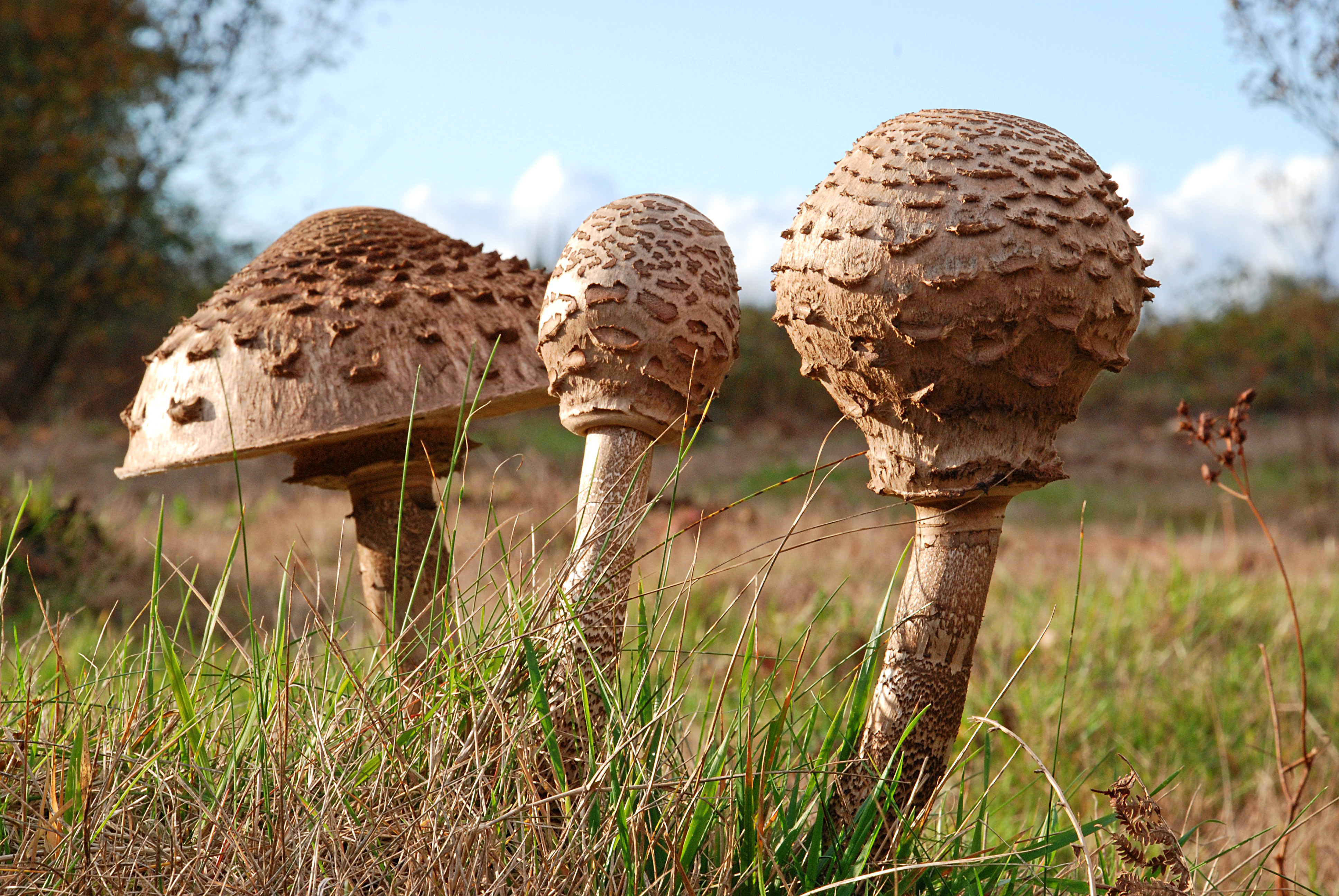
Macrolepiota procera
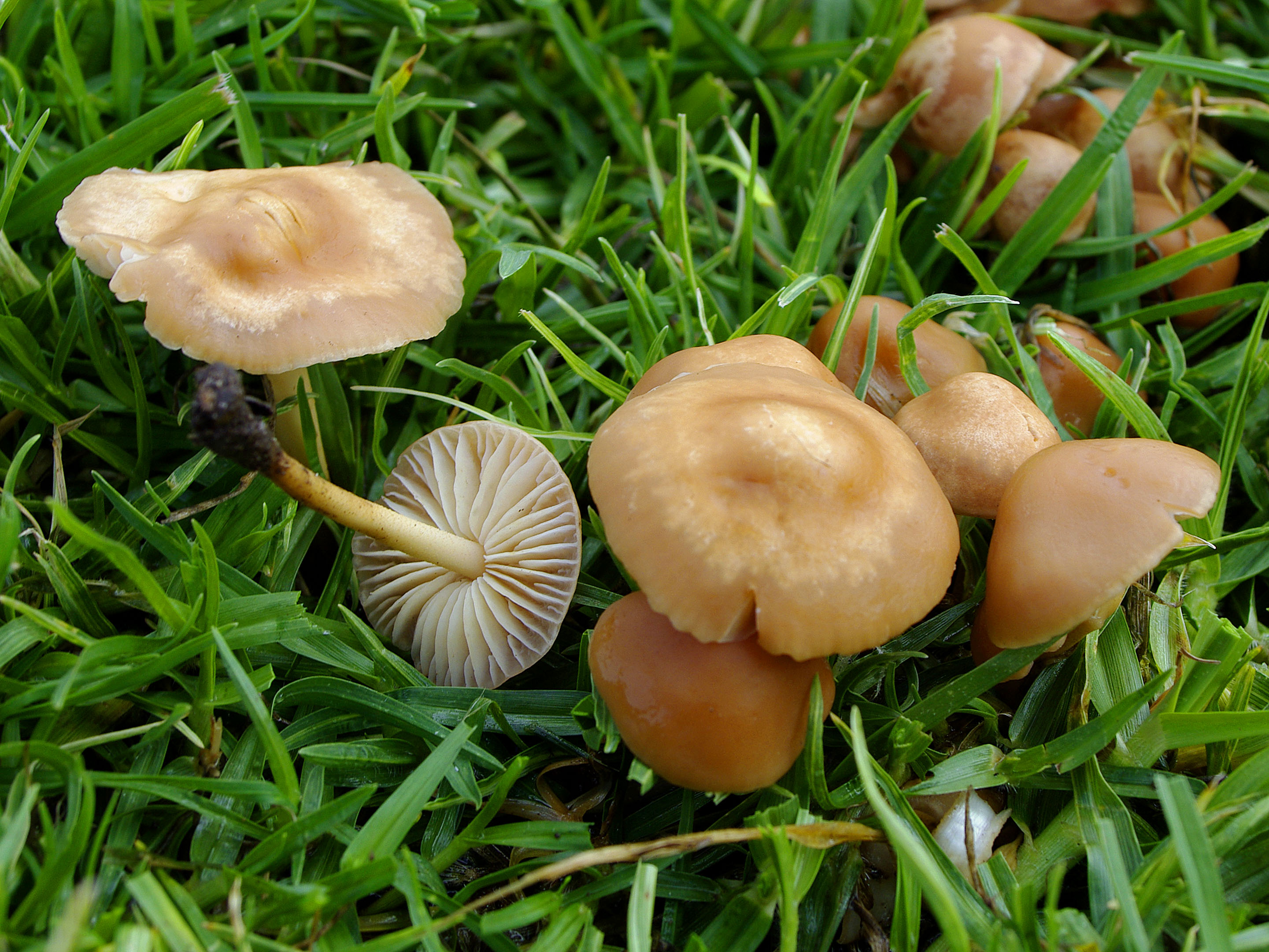
Marasmius oreades
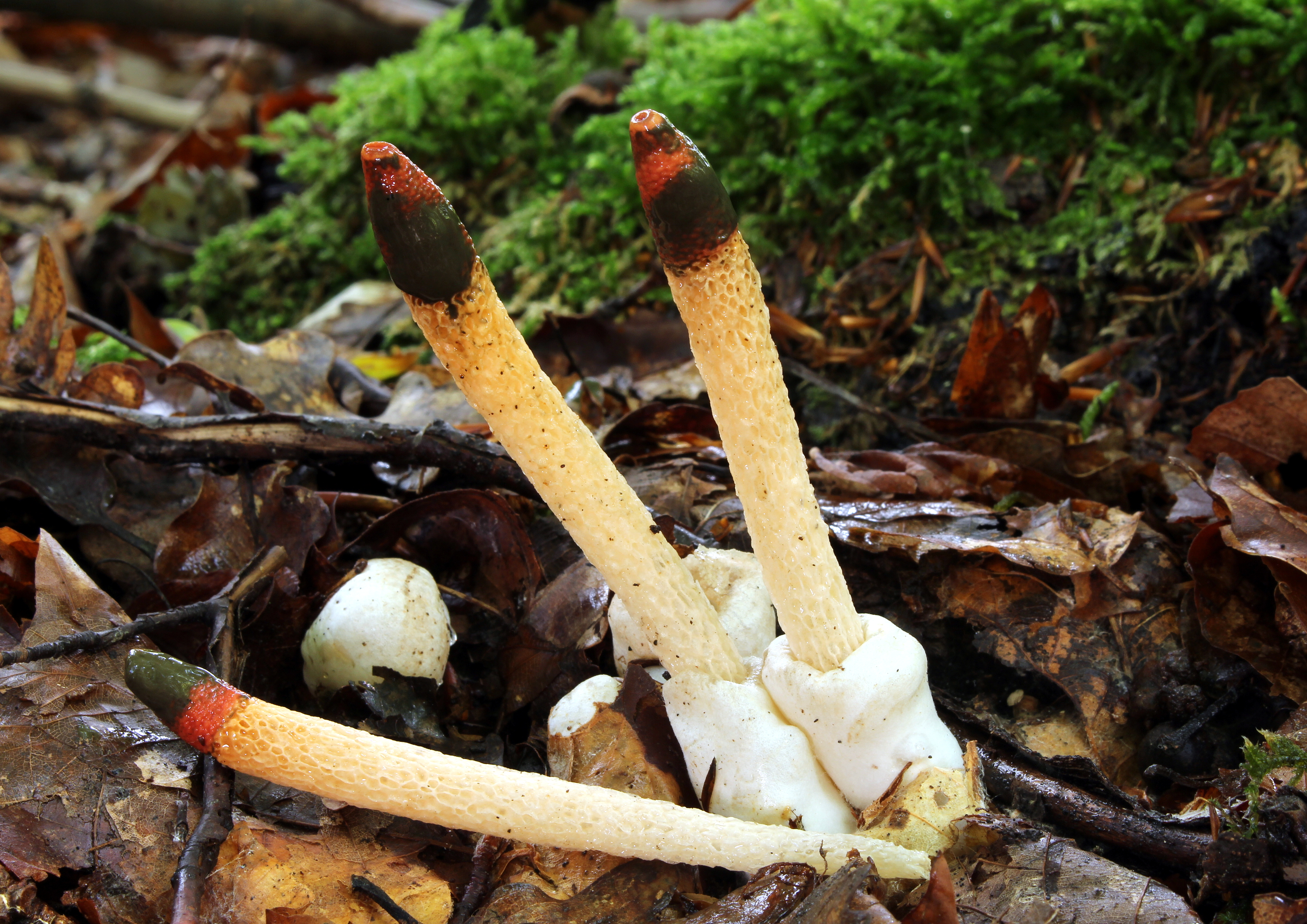
Mutinus caninus
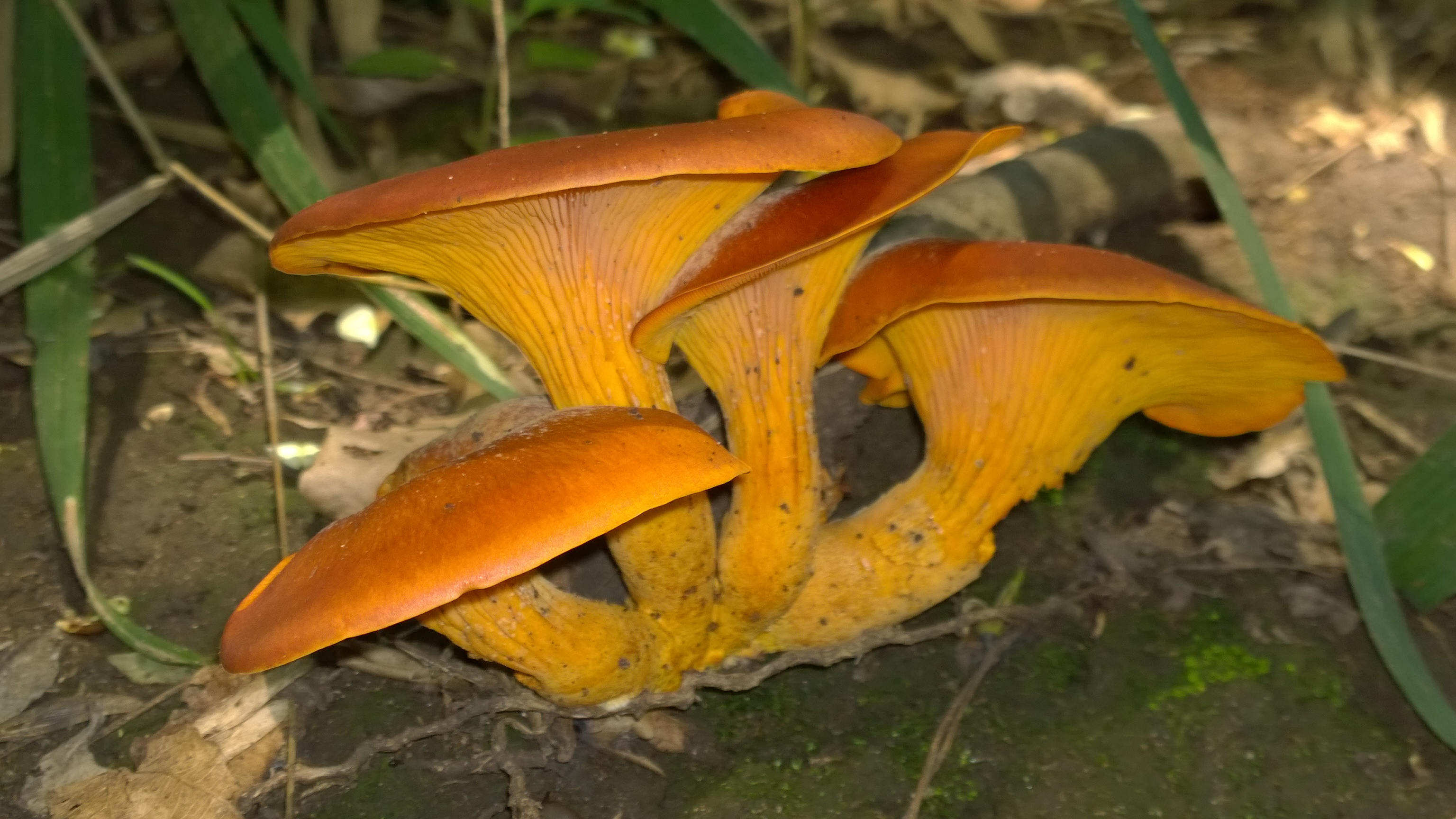
Omphalotus olearius
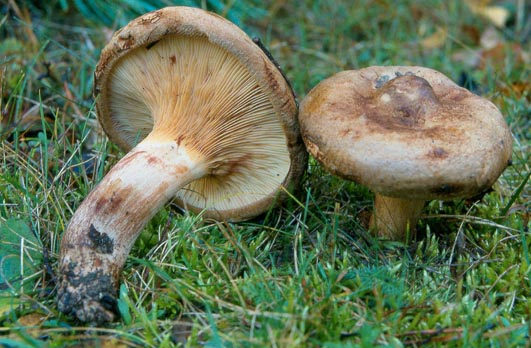
Paxillus involutus
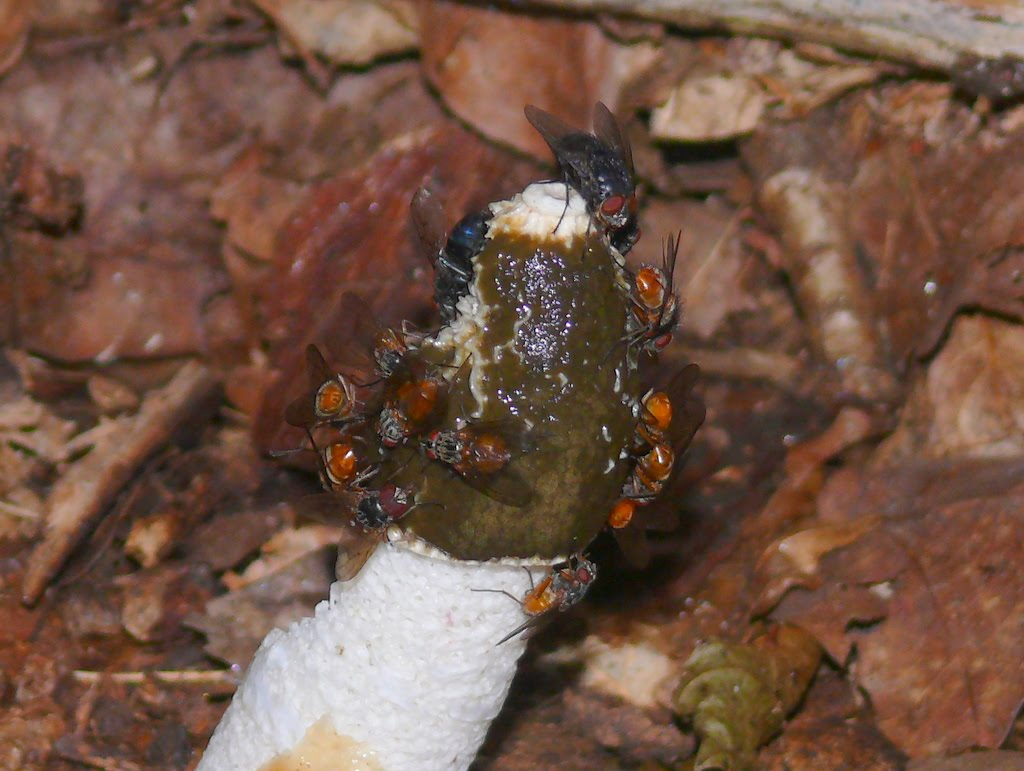
Phallus impudicus
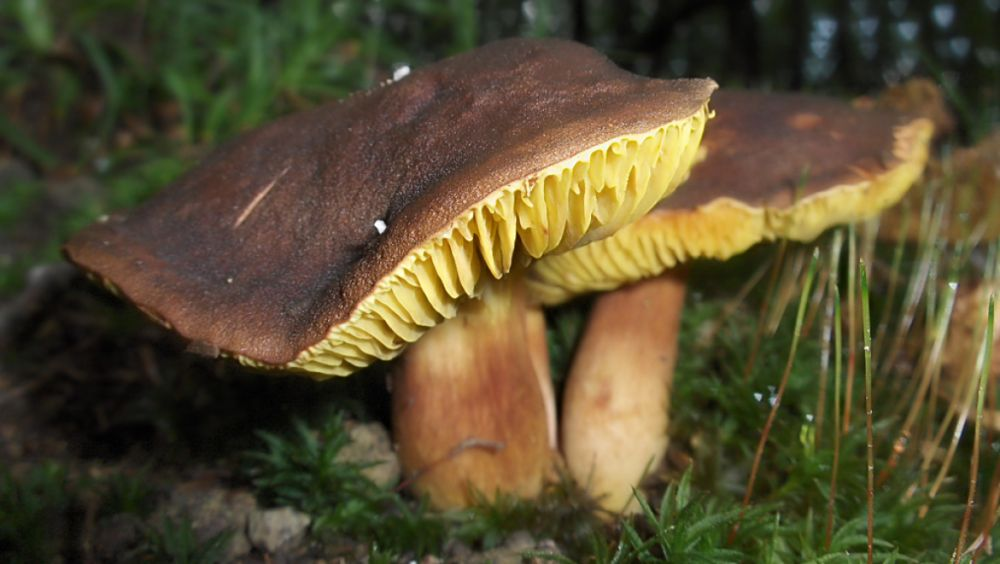
Phylloporus pelletieri
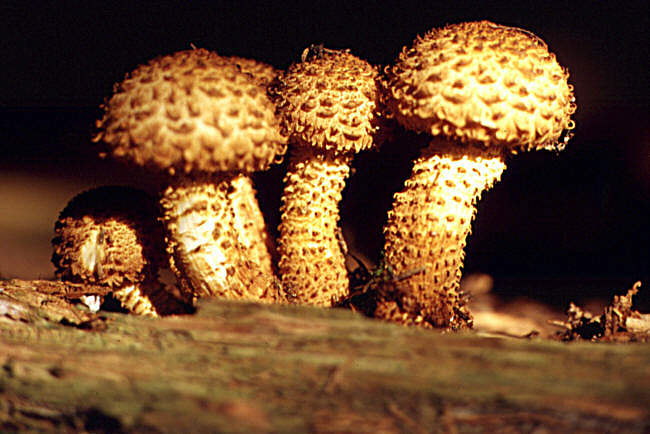
Pholiota squarrosa
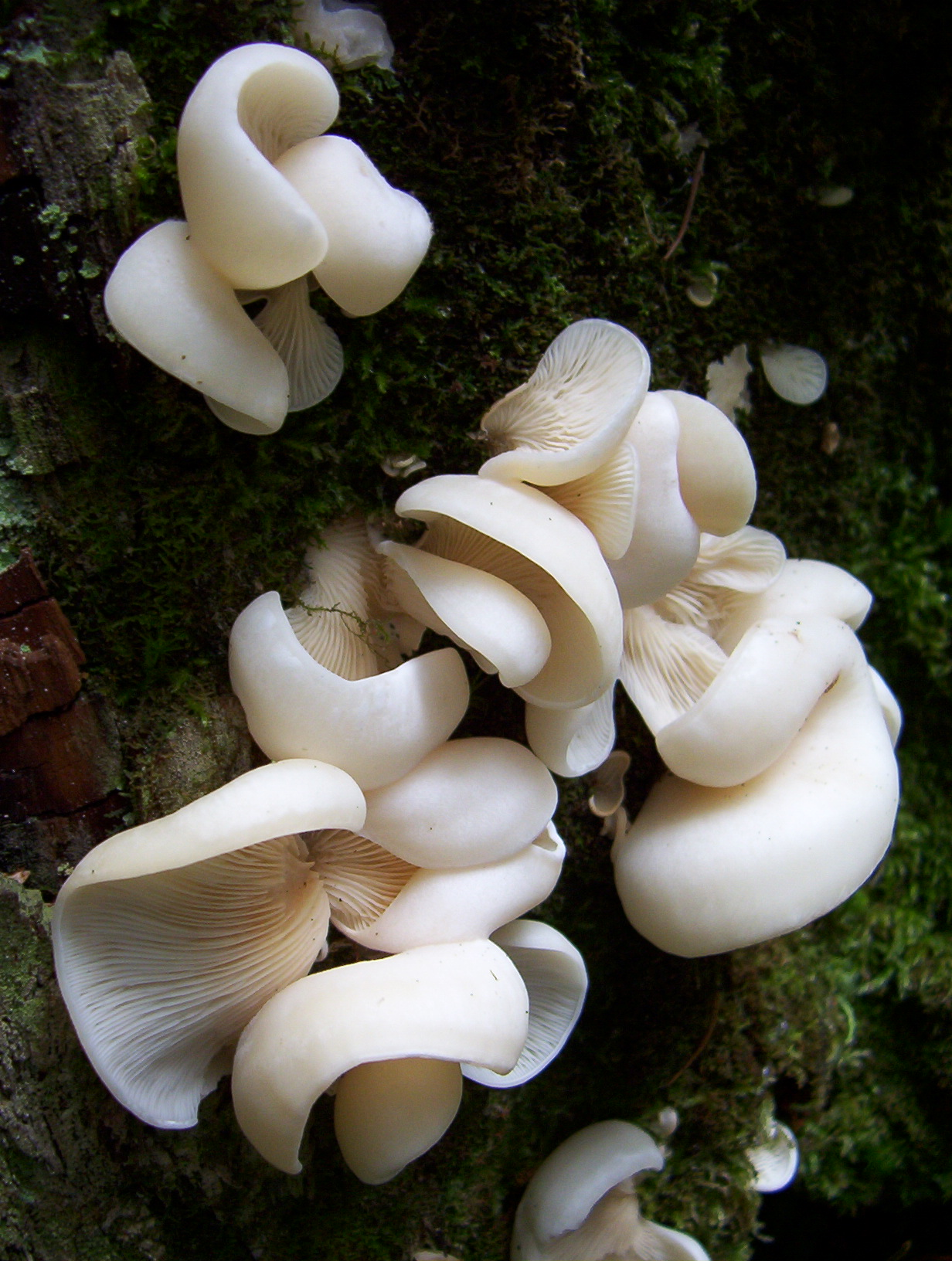
Pleurocybella porrigens
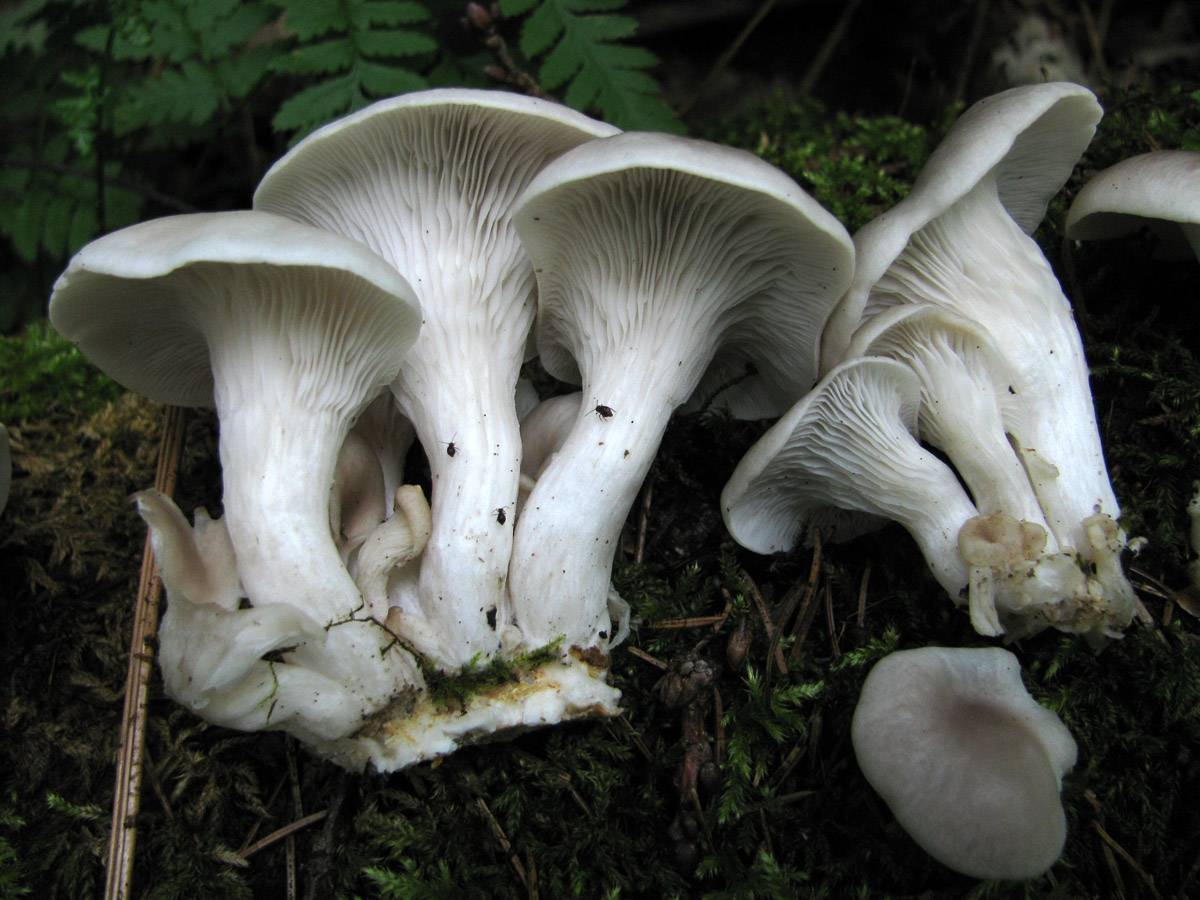
Pleurotus cornucopiae
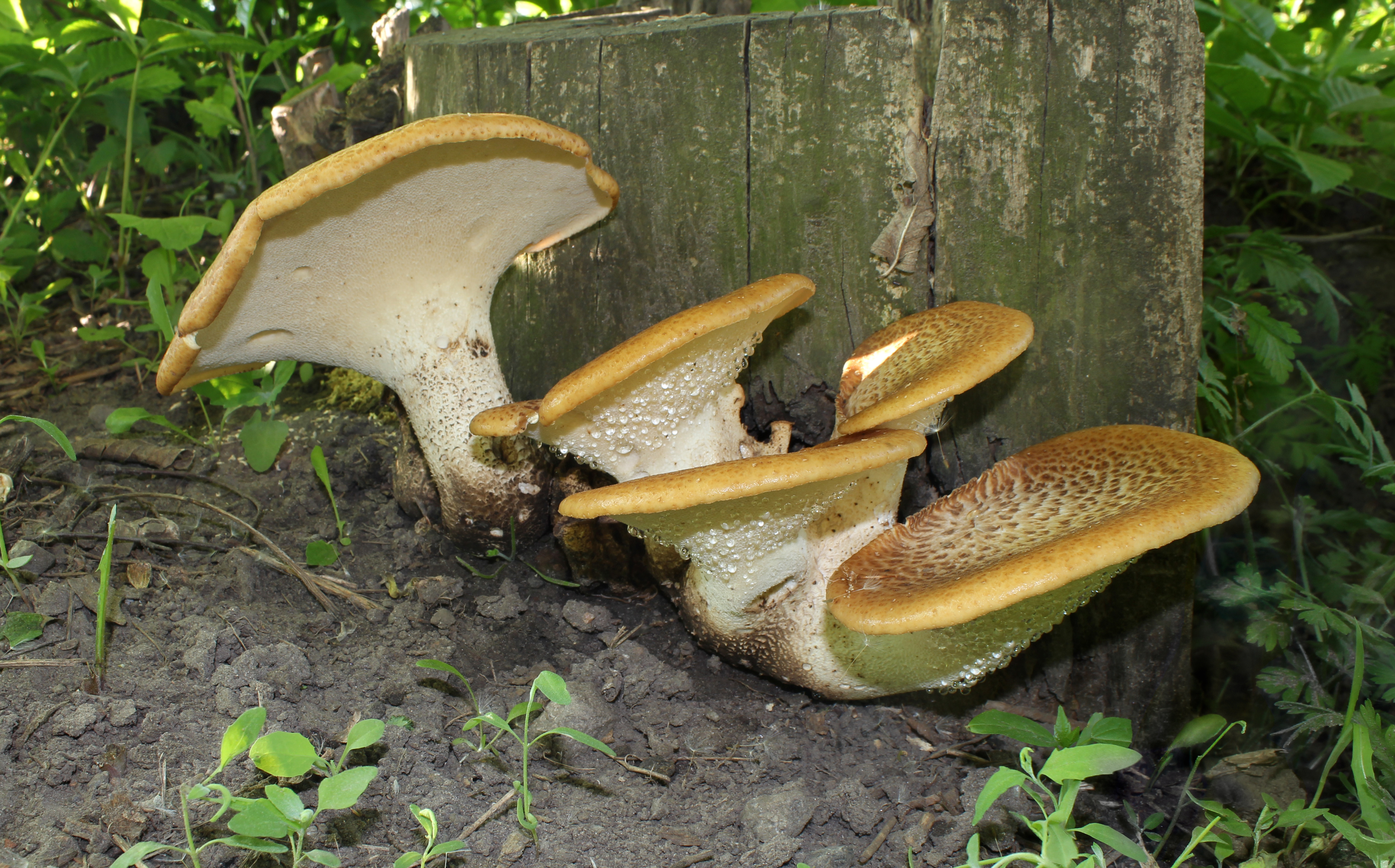
Polyporus squamosus
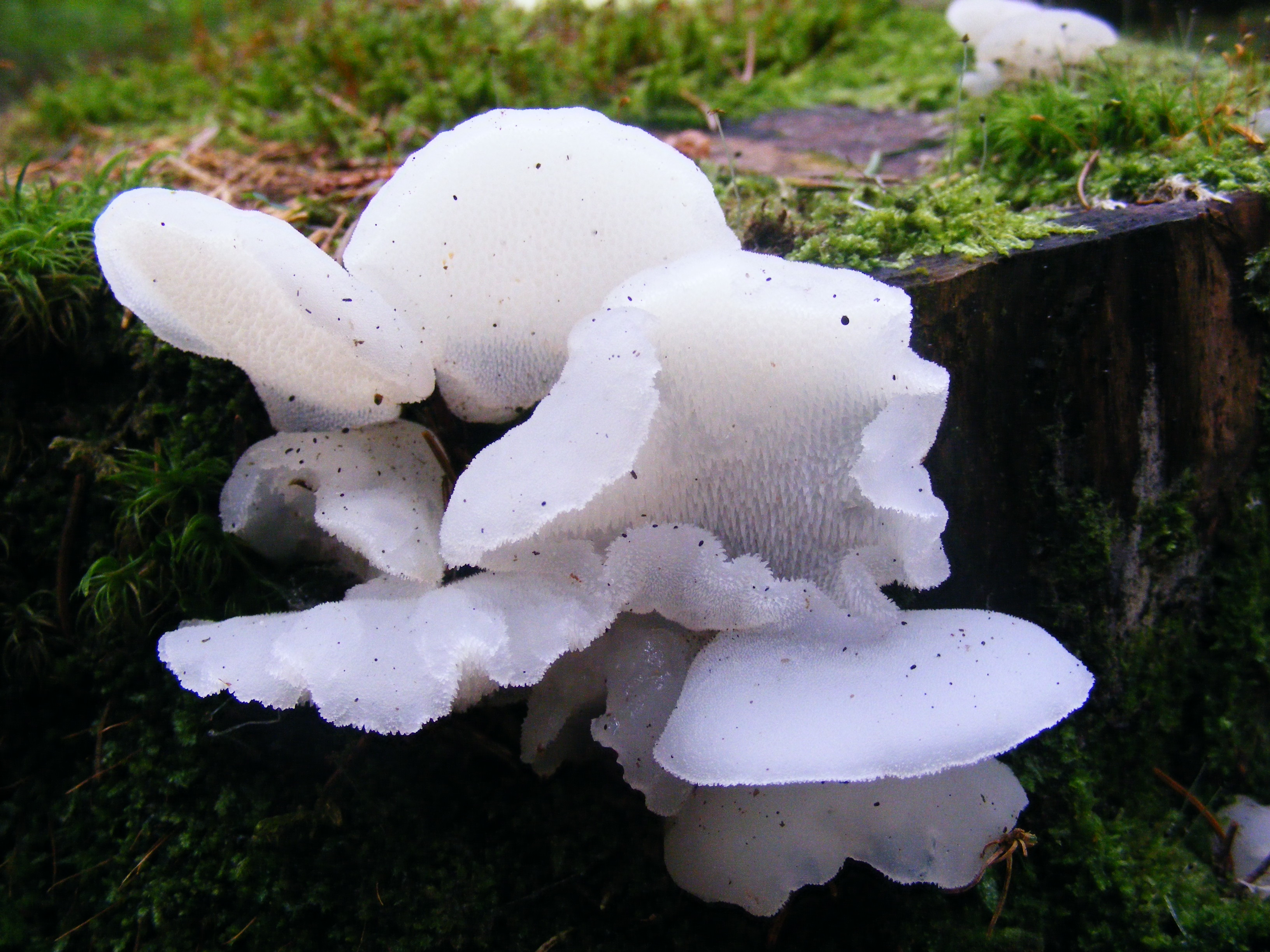
Pseudohydnum gelatinosum
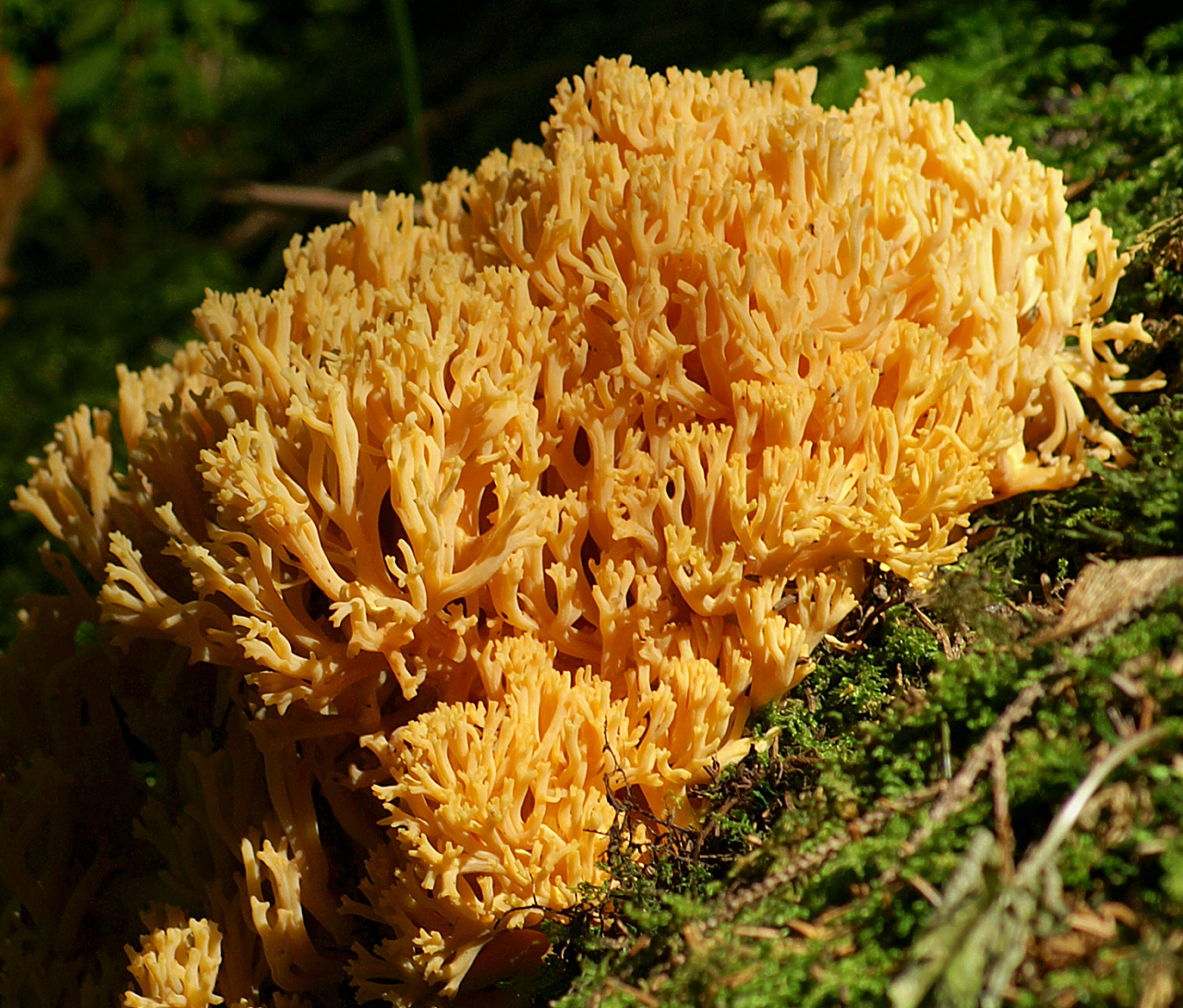
Ramaria aurea
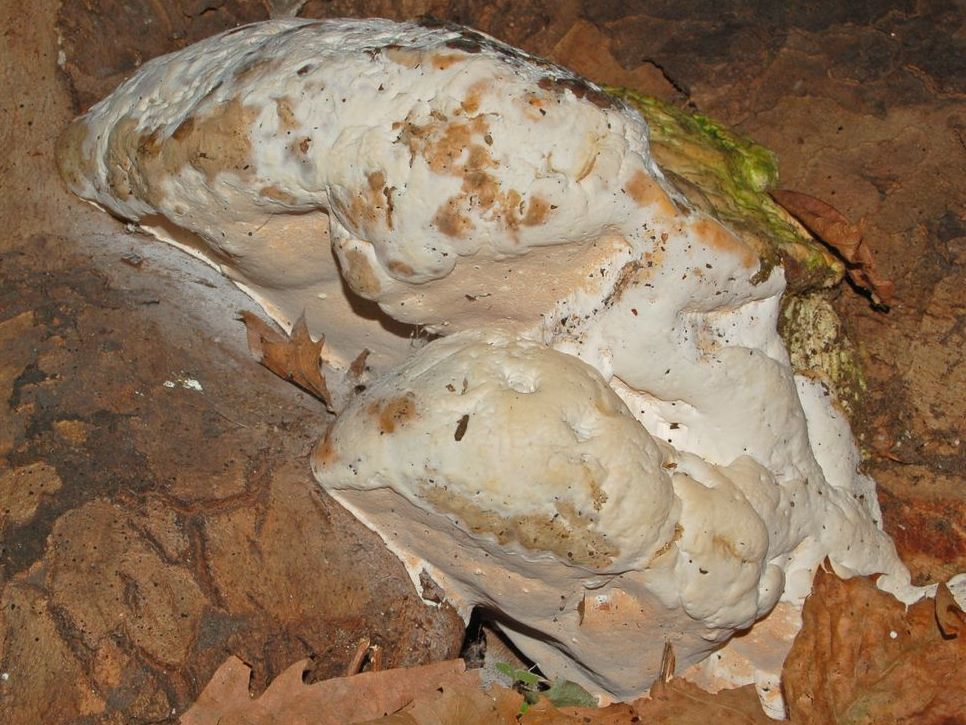
Rigidoporus ulmarius
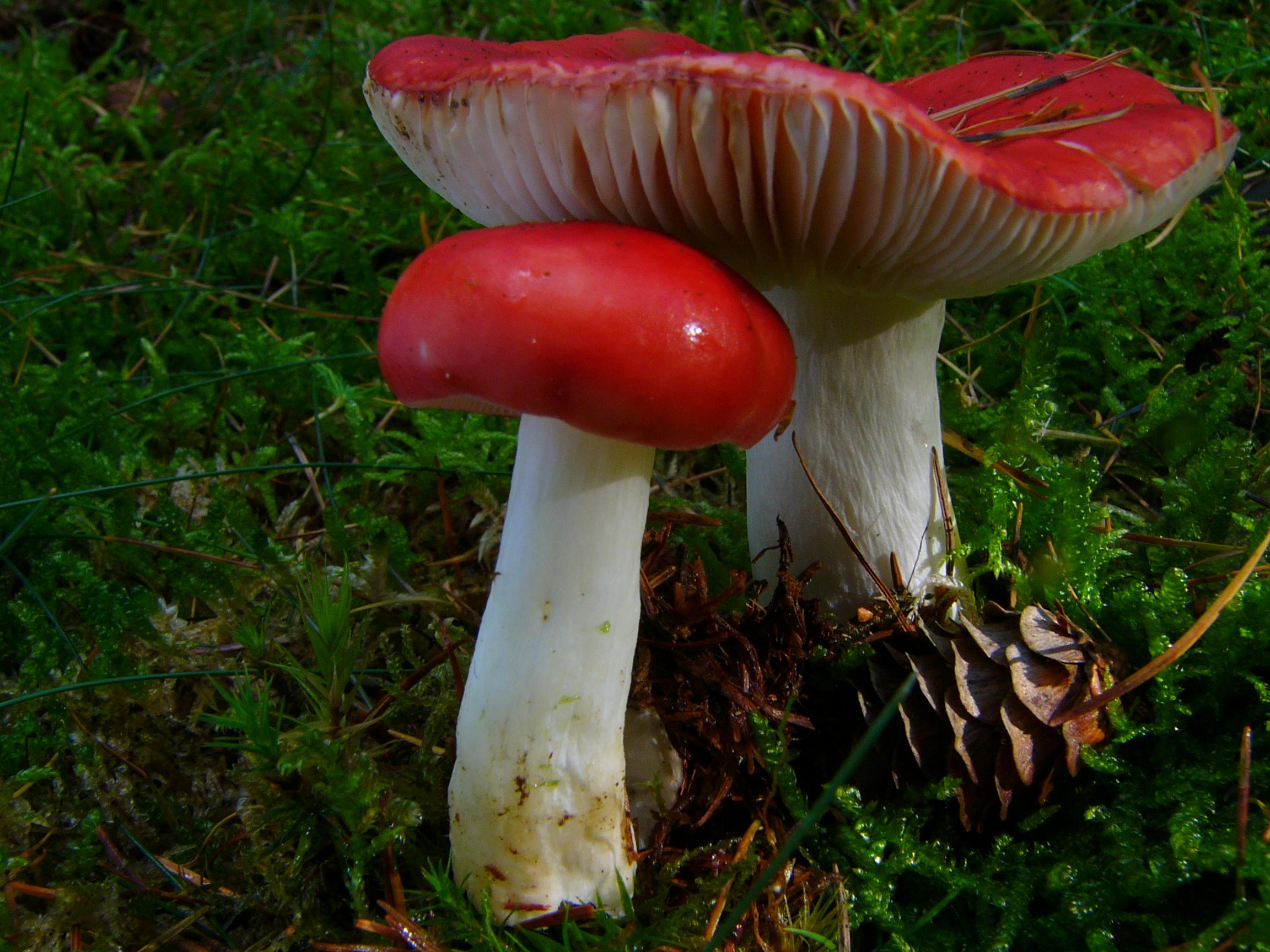
Russula emetica
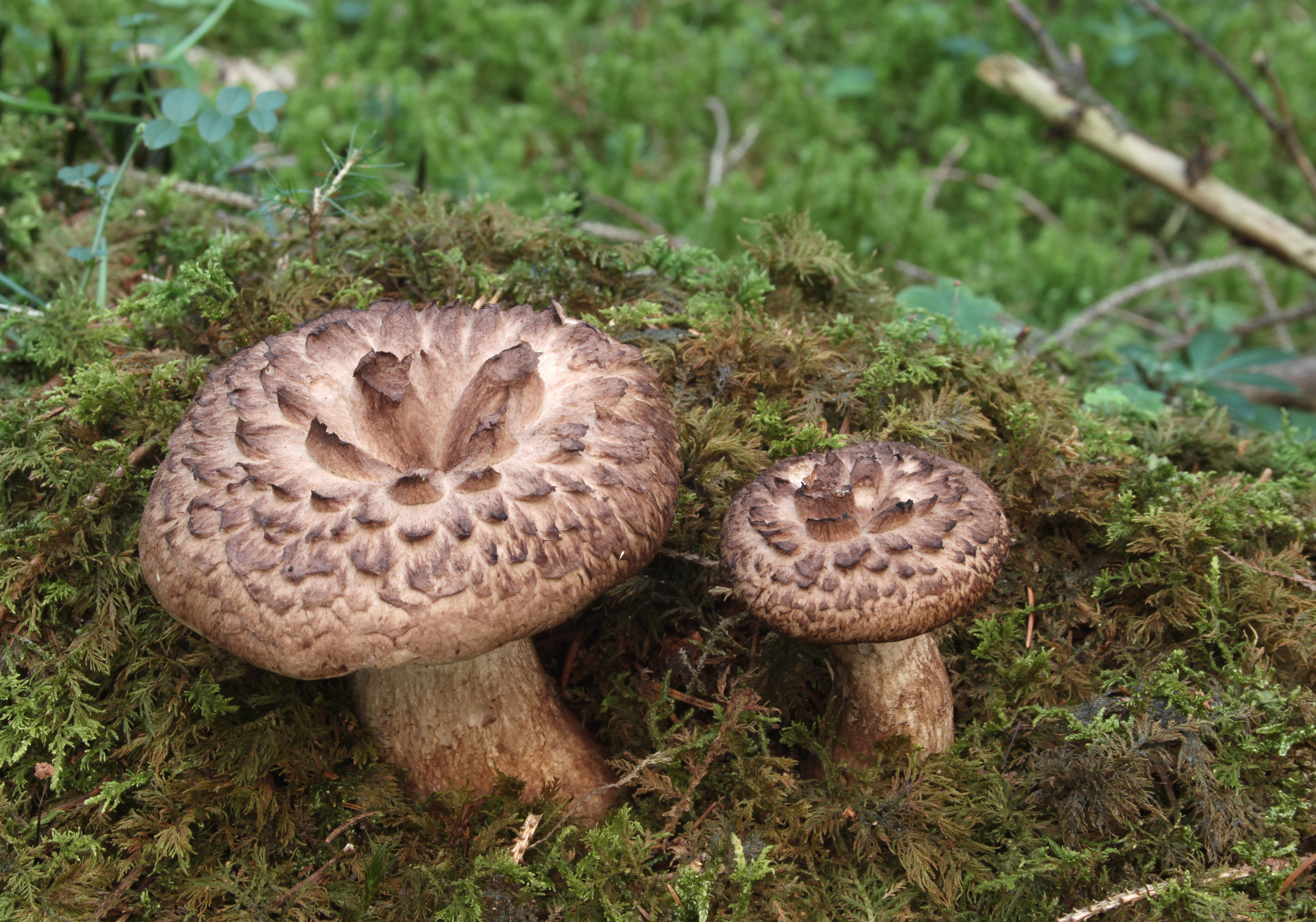
Sarcodon imbricatus
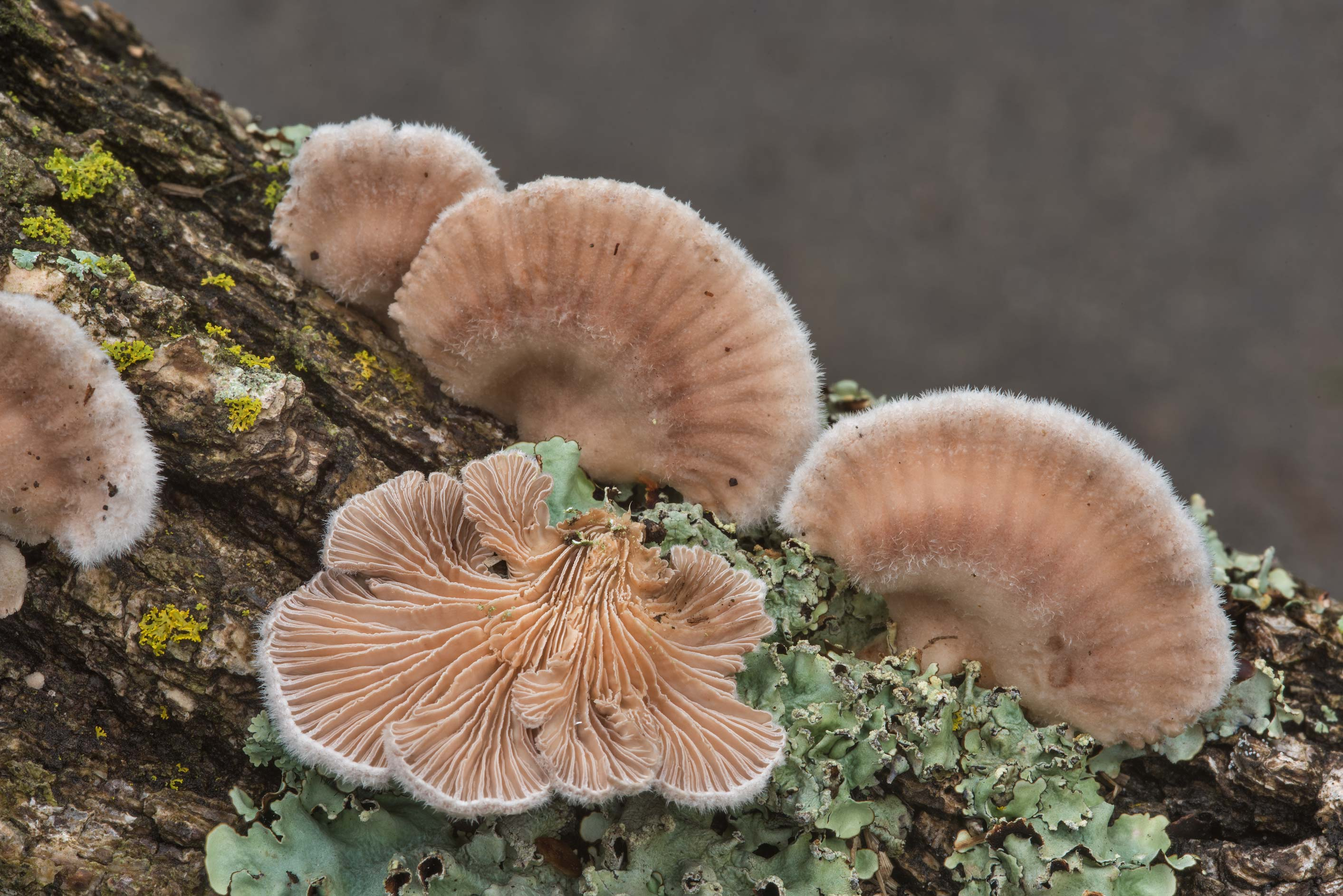
Schizophyllum commune
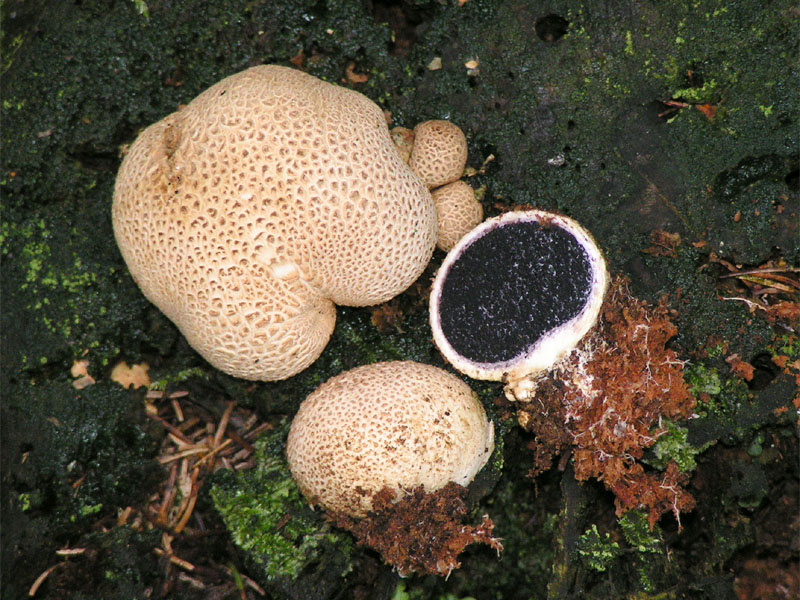
Scleroderma citrinum
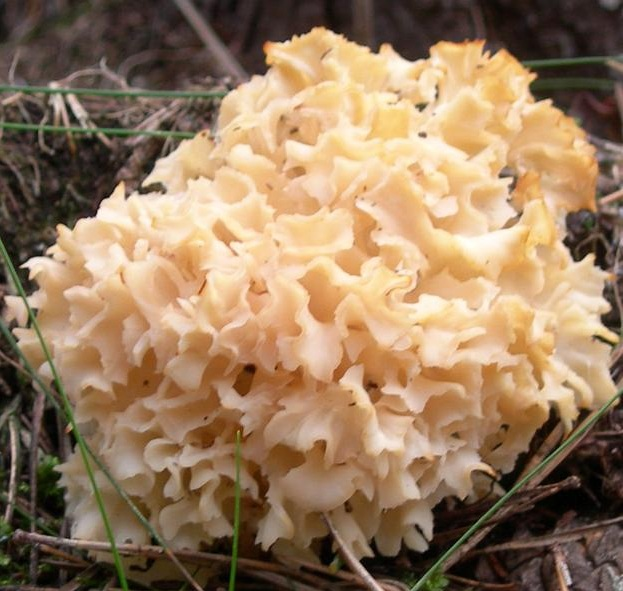
Sparassis crispa
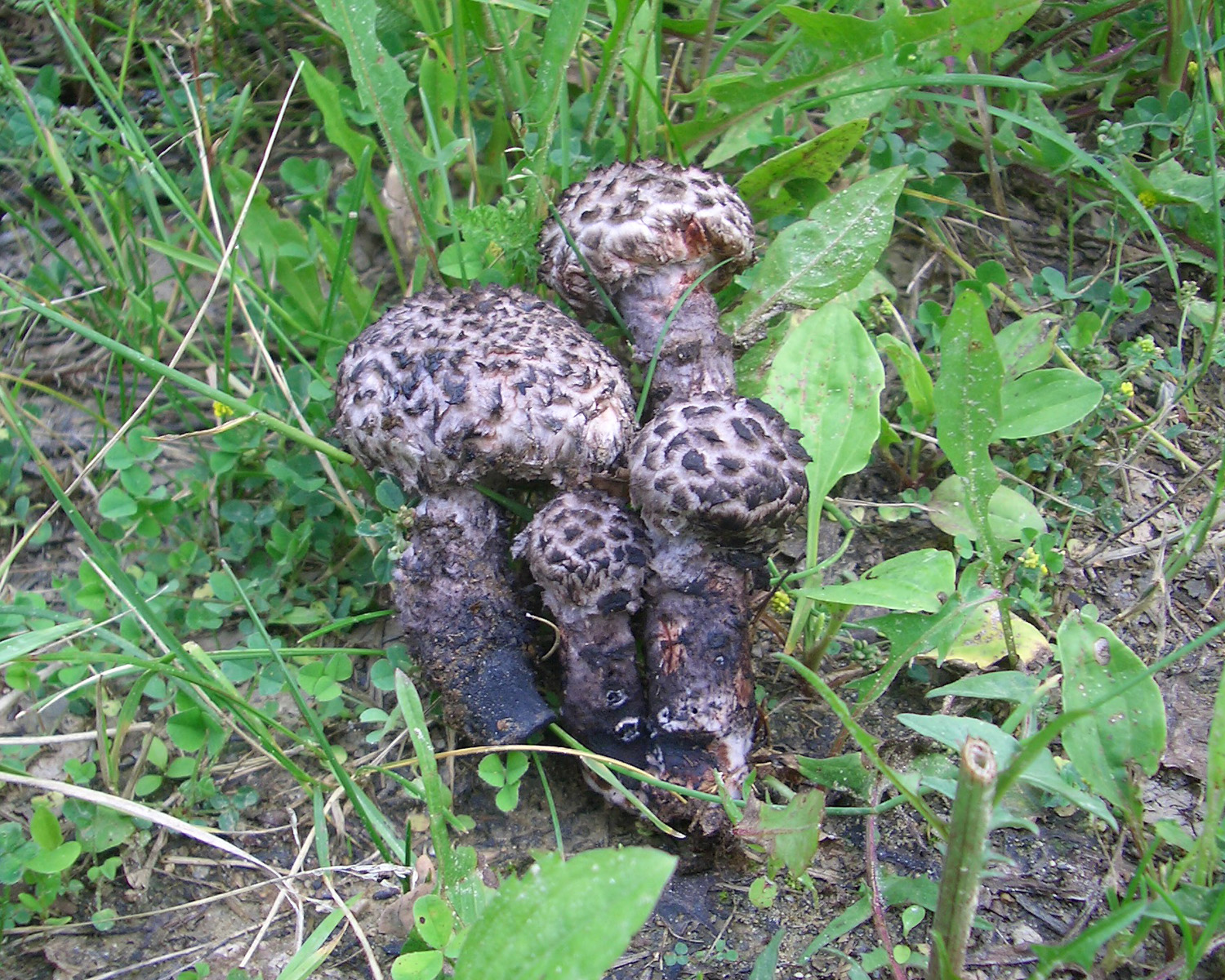
Strobilomyces strobilaceus
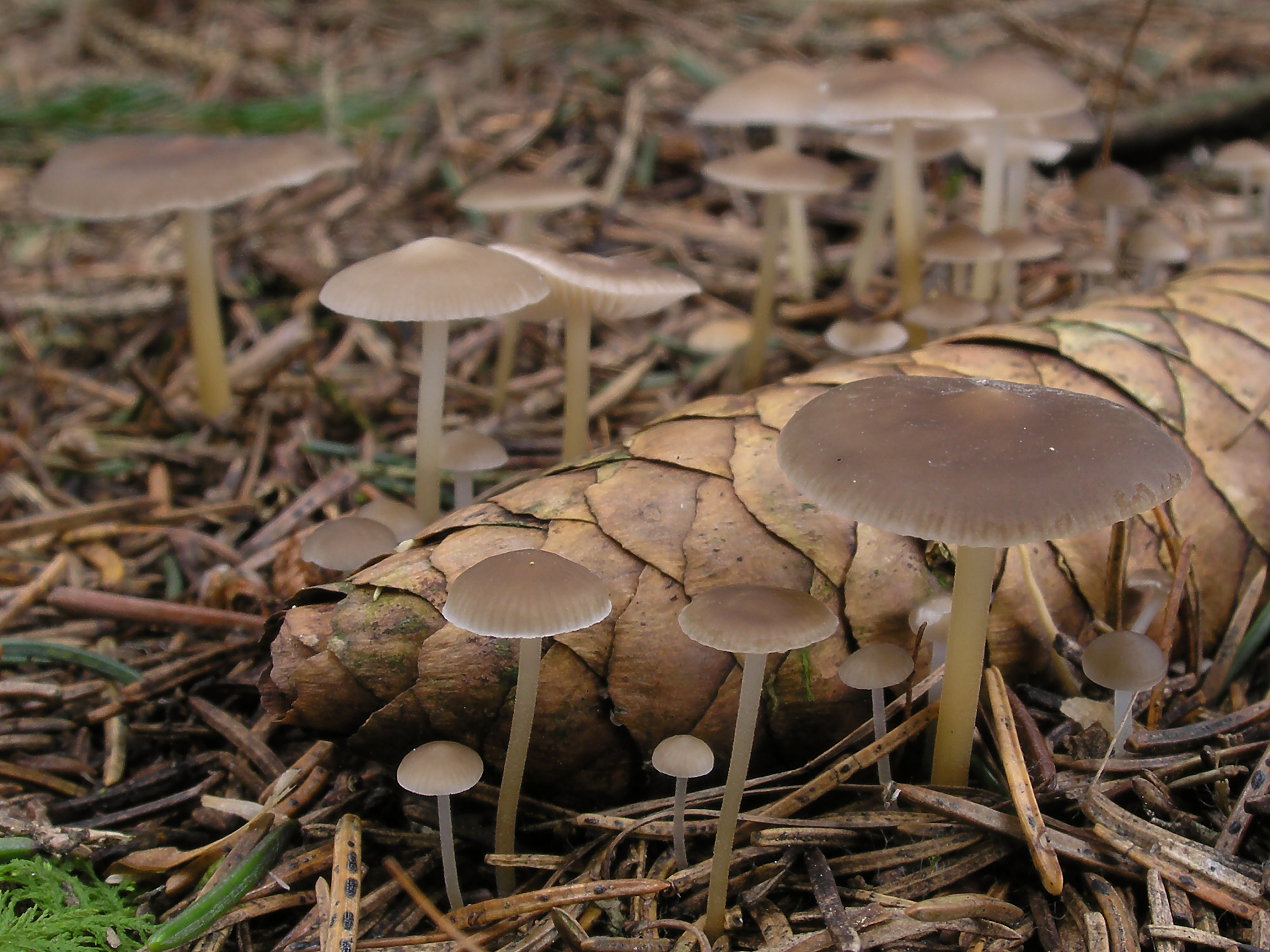
Strobilurus esculentus
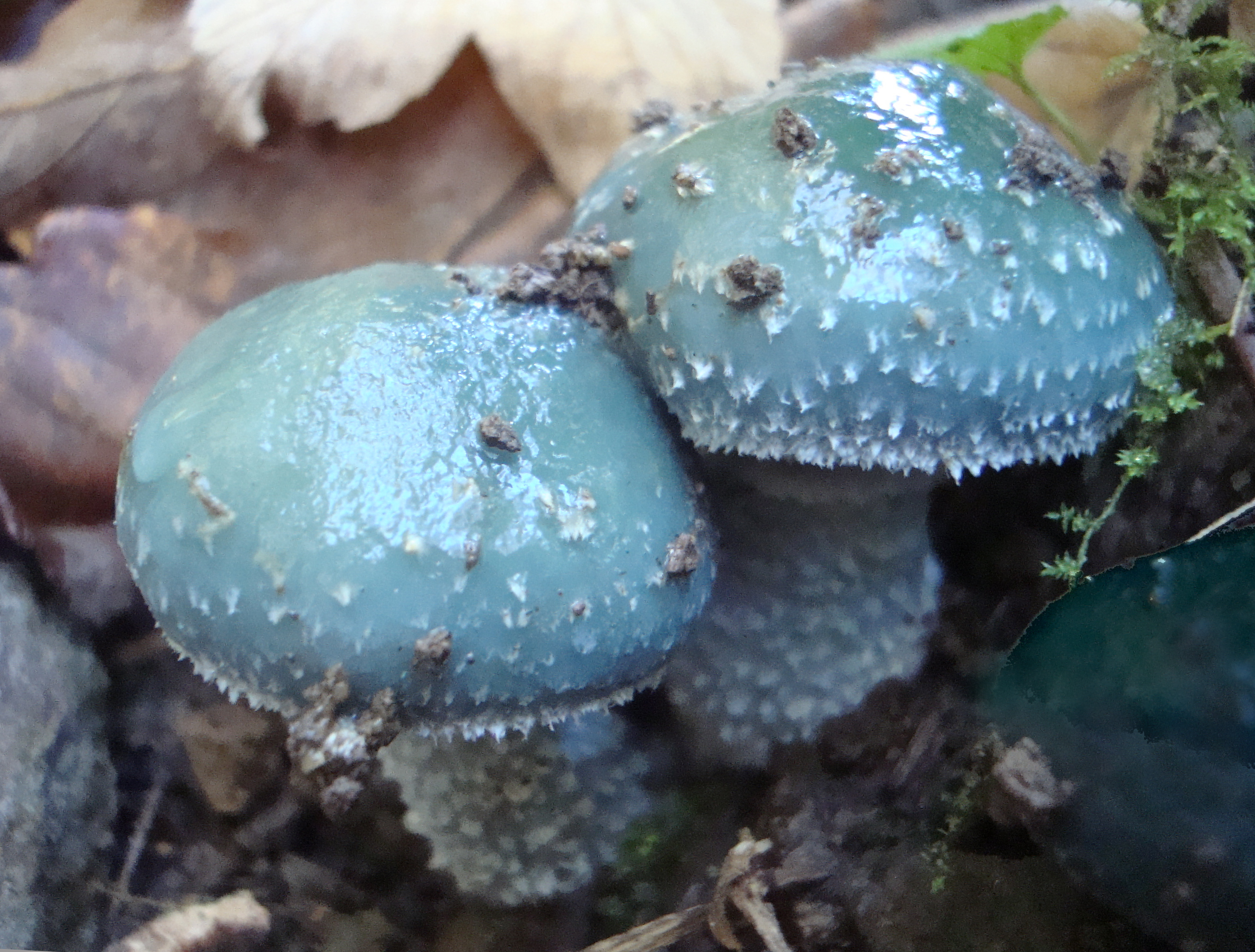
Stropharia aeruginosa
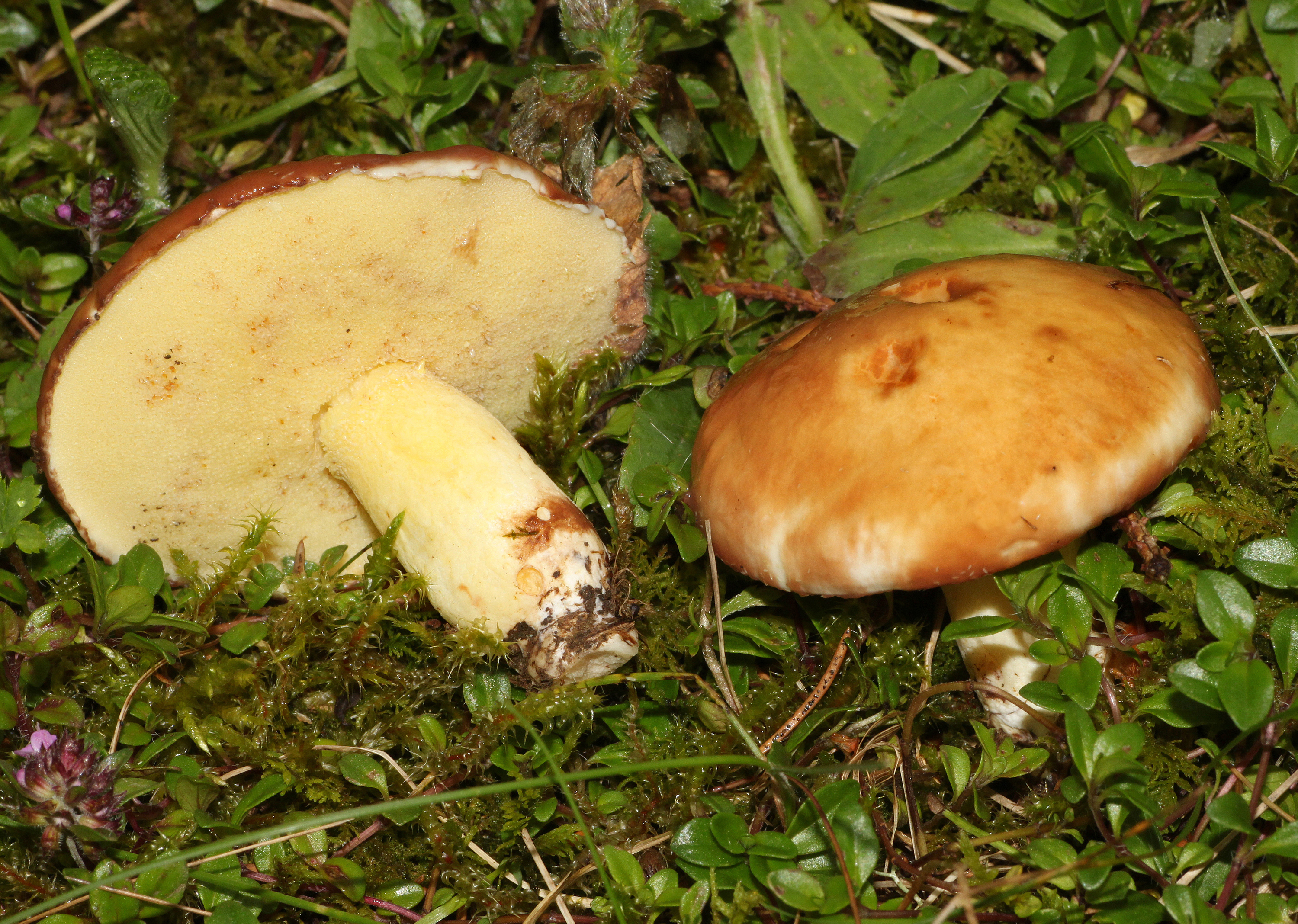
Suillus granulatus
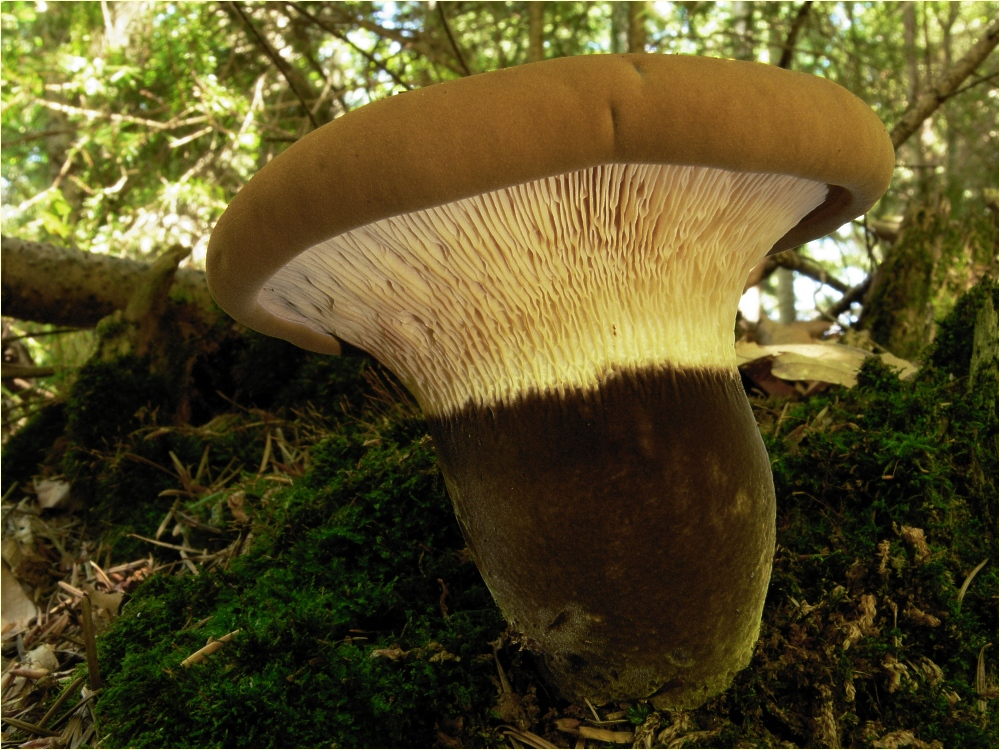
Tapinella atrotomentosa
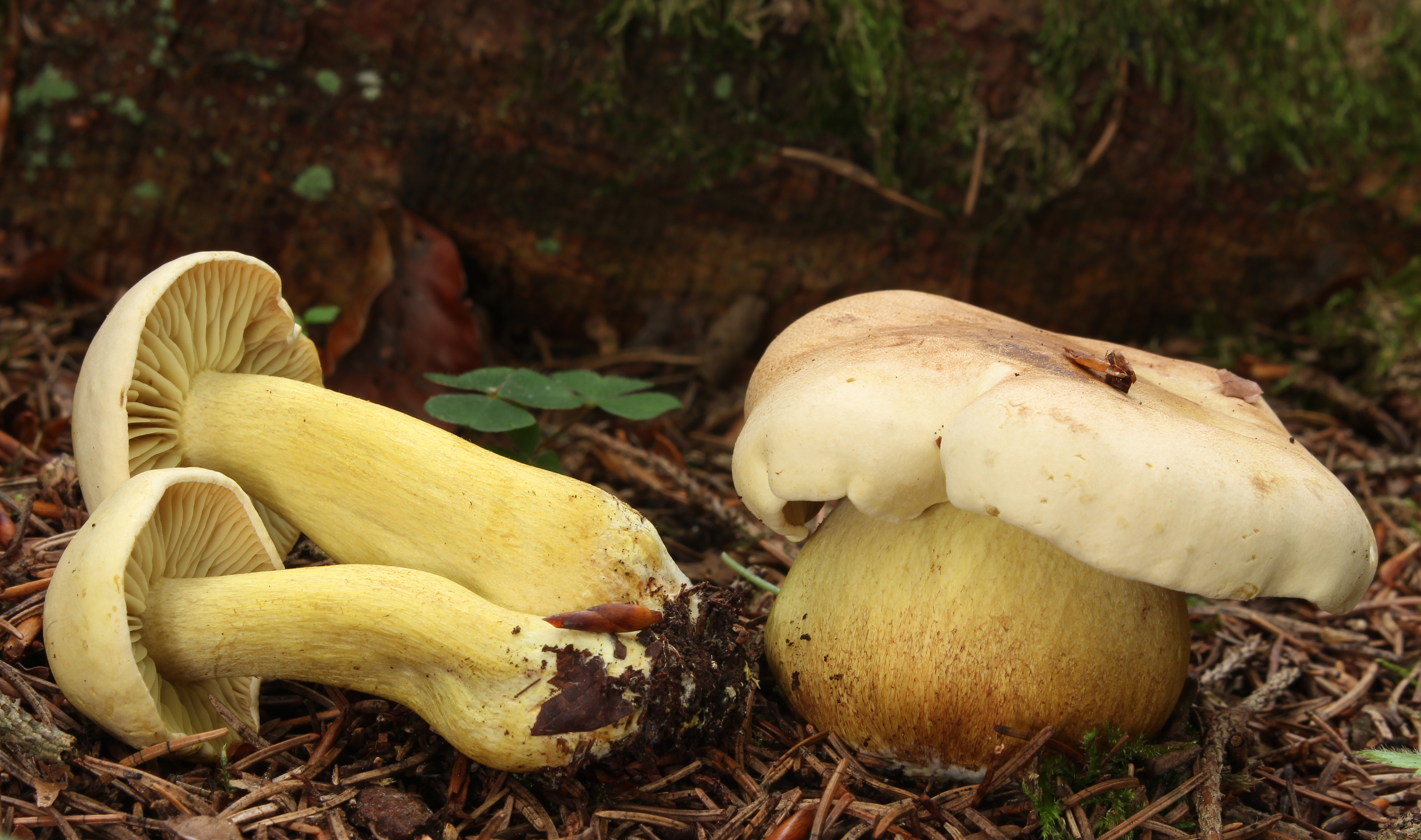
Tricholoma sulphureum
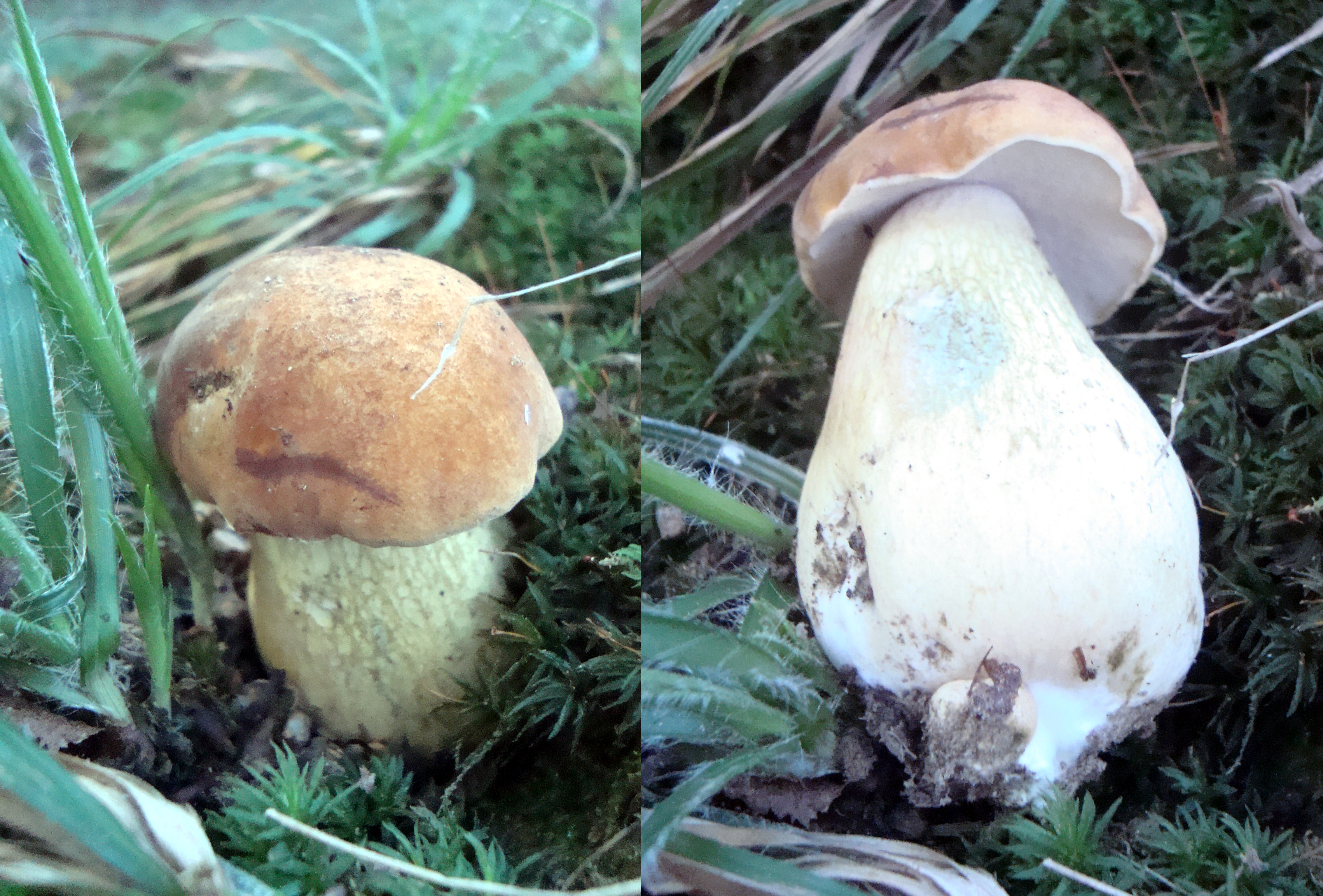
Tylopilus felleus
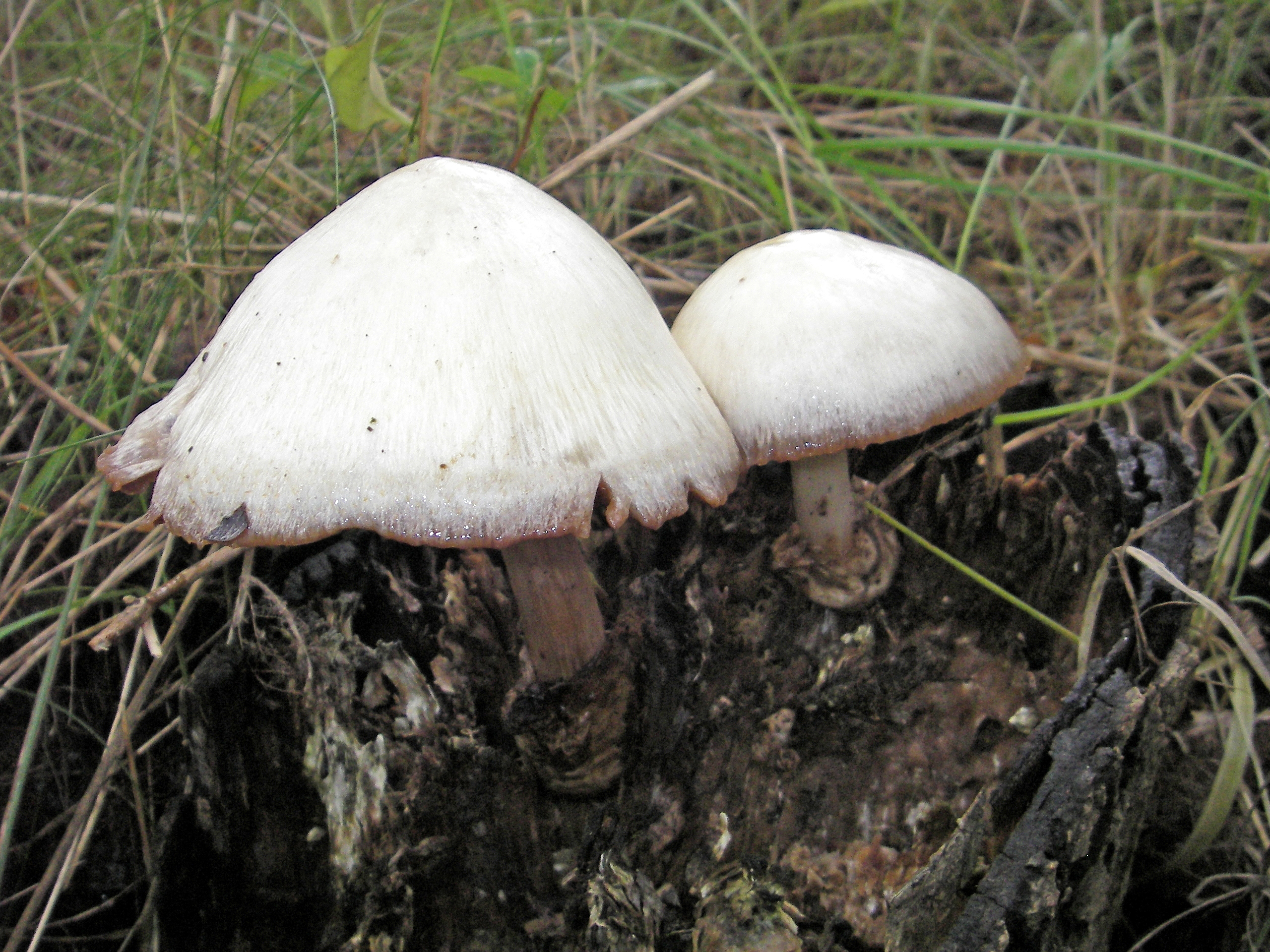
Volvariella bombycina
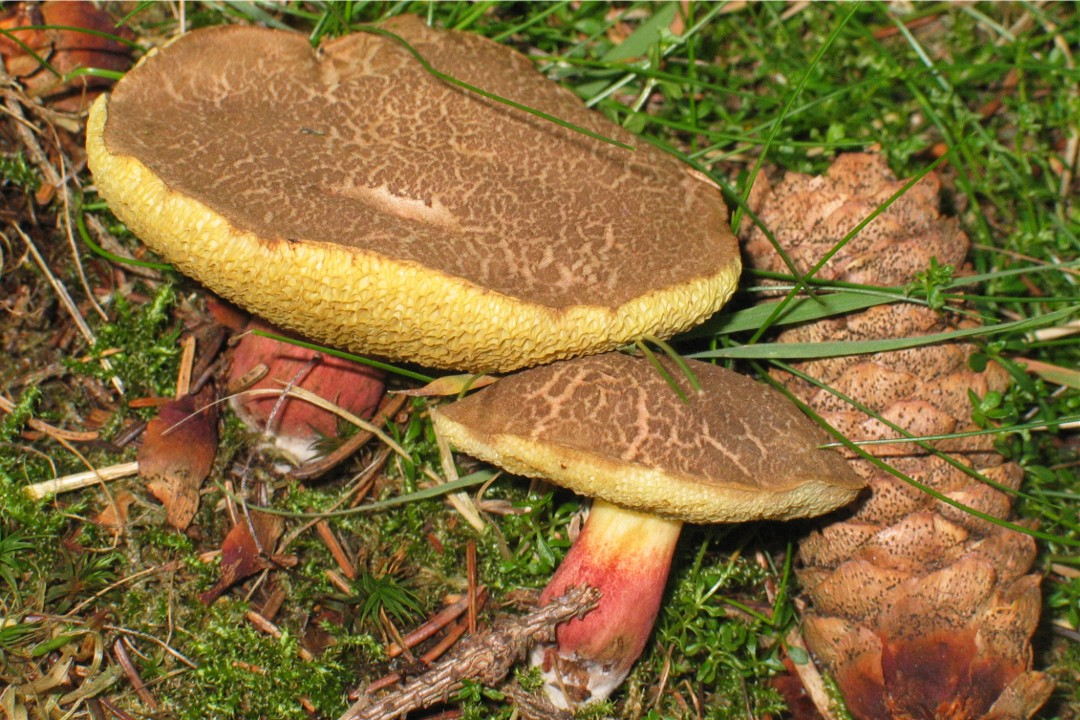
Xerocomellus chrysenteron